# Cattedrale di Santa Maria del Fiore
La cattedrale metropolitana di Santa Maria del Fiore, conosciuta comunemente come Duomo di Firenze, è la principale chiesa fiorentina, simbolo della città ed uno dei più famosi d'Italia; quando fu completata, nel Quattrocento, era la più grande chiesa al mondo, e può vantare ancora oggi il primato assoluto della più grande cupola in muratura. Essa sorge sulle fondazioni dell'antica cattedrale di Firenze, la chiesa di Santa Reparata, in un punto della città che ha ospitato edifici di culto sin dall'epoca romana.
La costruzione del Duomo, ordinata dalla Signoria fiorentina, inizia nel 1296 e termina dal punto di vista strutturale soltanto nel 1436. I lavori iniziali furono affidati all'architetto Arnolfo di Cambio per poi essere interrotti e ripresi numerose volte nel corso dei decenni (da Giotto, Francesco Talenti e Giovanni di Lapo Ghini). Al completamento della cupola del Brunelleschi seguì la dedicazione da parte di papa Eugenio IV il 24 marzo 1436. L'intitolazione a Santa Maria del Fiore avvenne in corso d'opera, nel 1412.
La pianta del Duomo è composta da un corpo di basilica a tre navate saldato ad un'enorme rotonda triconca che sorregge l'immensa cupola del Brunelleschi, la più grande cupola in muratura mai costruita. Al suo interno è visibile la più grande superficie mai decorata ad affresco: 3600 m², eseguiti tra il 1572-1579 da Giorgio Vasari e Federico Zuccari. Alla base della lanterna in marmo, è presente una terrazza panoramica sulla città posta a 91 metri da terra. La facciata del Duomo in marmi policromi è di epoca moderna, risale infatti al 1887 ad opera di Emilio de Fabris, ed è un importante esempio di stile neogotico in Italia.
È la cattedrale dell'arcidiocesi di Firenze e può contenere fino a trentamila persone; ha la dignità di basilica minore ed è monumento nazionale italiano.

## Storia

### Gli edifici preesistenti

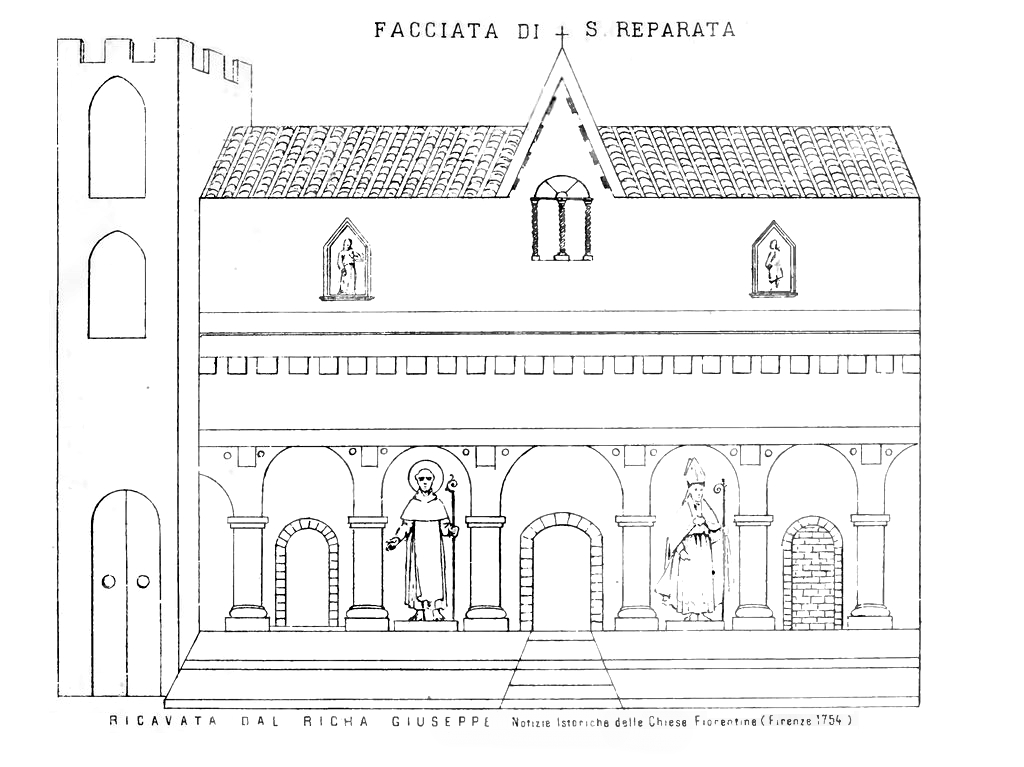
Possibile ricostruzione della facciata dell'antica cattedrale di Santa Reparata

Il centro religioso di Firenze era nell'Alto Medioevo tutt'altro che baricentrico, essendosi sviluppato nell'angolo nord-est dell'antica cerchia romana. Come tipico dell'epoca paleocristiana le chiese erano state infatti costruite, anche a Florentia, a ridosso delle mura e solo nei secoli successivi furono inglobate nella città. La prima cattedrale fiorentina fu San Lorenzo, dal IV secolo, e successivamente, forse nel VII secolo, il titolo passò a Santa Reparata, la primitiva chiesa che si trova sotto il Duomo e che all'epoca era ancora fuori dalle mura. In epoca carolingia la piazza era un misto di potere civile e religioso, con la residenza del margravio accanto alla sede del vescovo (più o meno sotto il palazzo Arcivescovile) e la cattedrale. Nel 1078 Matilde di Canossa promosse la costruzione della cerchia antica (come la chiamò Dante), inglobando anche Santa Reparata e la primitiva forma del Battistero di San Giovanni, risalente al IV o V secolo.
Alla fine del XIII secolo la Platea episcopalis, il complesso episcopale fiorentino, presentava rapporti spaziali completamente differenti. La piazza San Giovanni era poco più di uno slargo tra il palazzo Vescovile e il Battistero di San Giovanni, allora vero fulcro del complesso, appena completato con il suo attico e il tetto in marmo a piramide ottagonale. Ad est, a ridosso di quella che venne chiamata poi Porta del Paradiso, si trovava il portico della chiesa di Santa Reparata, che disponeva all'estremità orientale di un vero e proprio coro armonico munito di due campanili.

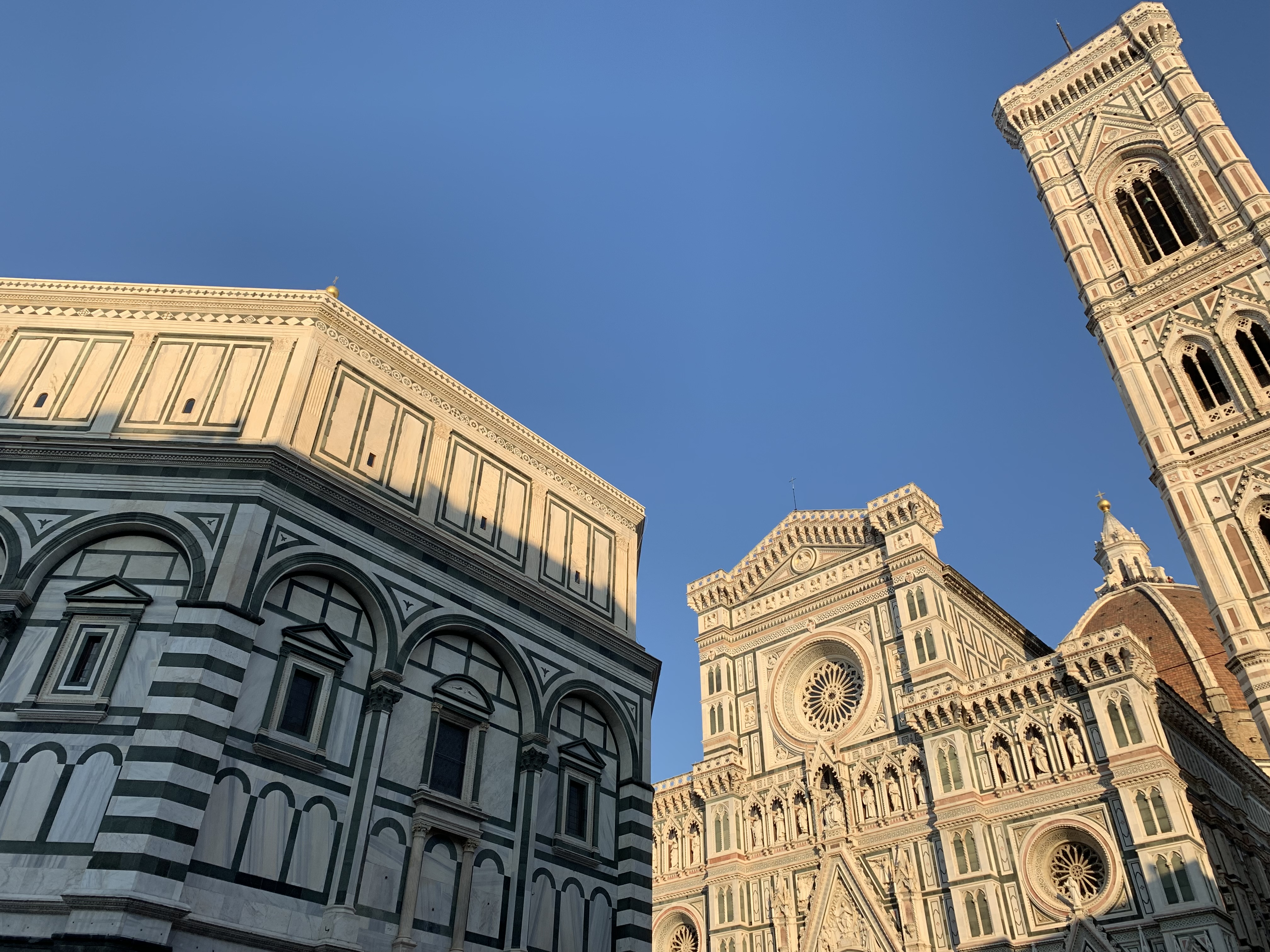
Coerenza stilistica fra Santa Maria del Fiore, il Campanile e il Battistero

A nord-est sorgevano anche l'antica chiesa di San Michele Visdomini, poi spostata più a nord, che si trovava sullo stesso asse Duomo-Battistero, e il più antico "Spedale" fiorentino; a sud sorgevano le abitazioni dei Canonici, organizzate intorno a un chiostro centrale. Lo spazio religioso assolveva, come normale all'epoca, anche funzioni civiche, come le nomine dei cavalieri, le assemblee popolari, la lettura dei messaggi delle autorità, le consacrazioni al Battista dei prigionieri di guerra, ecc.
Tra la fine del XIII e l'inizio del XIV secolo Firenze visse un picco di fioritura politica e culturale, che culminò con vasti progetti urbanistici, quali la creazione di un nuovo polo civico legato al potere politico, poi detto piazza della Signoria, l'ampliamento della cinta urbana (1284-1333) e la costruzione di una nuova cattedrale, di sufficiente grandezza e importanza rispetto al nuovo contesto cittadino. Santa Reparata infatti, pur antica e veneranda, non era più adeguata alla città in fortissima espansione, ricca e potente, che aveva appena regolato i suoi conti con la rivale Siena (Battaglia di Colle Val d'Elsa, 1269) e imposto, sia pure a fatica, la sua egemonia nel caotico scacchiere toscano. Santa Reparata veniva descritta dal Villani come «molto di grossa forma e piccola a comparazione di sì fatta cittade» e nei documenti del comune come «Cadente per estrema età». Nel 1294, dopo aver provato a ingrandire e consolidare Santa Reparata, infine il governo cittadino decise la ricostruzione completa della chiesa, con dimensioni tali da eclissare le cattedrali delle città avversarie, tra cui Pisa e Siena in primis. Sulla ricchezza della fabbrica venne dunque posto un particolare accento, in modo da rappresentare l'icona della potenza cittadina.

### Il nuovo cantiere

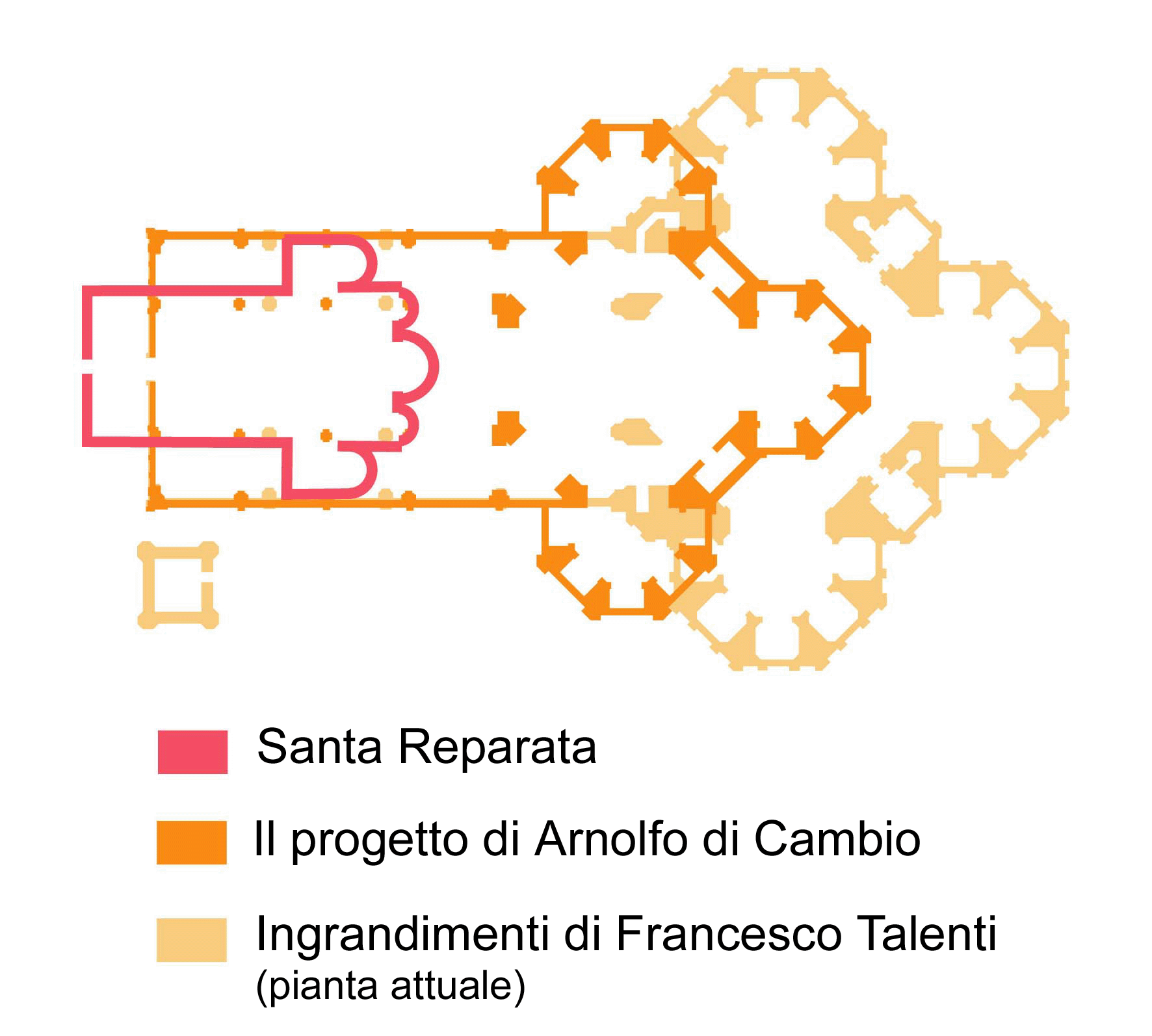
Schema dell'evoluzione della pianta di Santa Maria del Fiore basata sulle ipotesi di Camillo Boito

Fu incaricato del nuovo cantiere Arnolfo di Cambio, l'architetto delle nuove mura, già impegnato in un vasto programma unitario di rinnovo degli edifici religiosi e civili della città (aveva probabilmente lavorato alla vasta basilica di Santa Croce e nello stesso torno di tempo dirigeva la costruzione del Palazzo della Signoria). Il cardinale Pietro Valeriano Duraguerra, legato di papa Bonifacio VIII, pose solennemente la prima pietra della nuova basilica nella festa della Natività della Madonna del 1296 (8 settembre). Il Villani racconta che essa venne dedicata alla Madonna "del fiore"; il mosaico in controfacciata raffigurante l'Incoronazione di Maria e il ciclo scultoreo di Arnolfo di Cambio sulla facciata esterna, con le Storie della Vergine, farebbero ritenere attendibile che sull'esempio delle Cattedrali gotiche francesi la nuova Cattedrale fosse stata intitolata a Maria, ma dai documenti d'Archivio Opera risulta che il vecchio titolo di Santa Reparata fu usato ufficialmente fino al XV secolo e anche i cittadini continuarono a chiamarla con il vecchio titolo almeno fino al 1412, quando un decreto della Signoria impose l'obbligo della nuova denominazione. Ambiguo è il significato del "fiore": forse è un riferimento al giglio dell'Annunciazione dell'Angelo alla Madonna, forse allo stemma di Firenze o all'origine stessa del nome latino della città "Fiorenza". Se la dedicazione a Maria "del Fiore" fosse successiva all'inizio del cantiere, si potrebbe pensare a una citazione dei versi 7-9 del XXXIII Canto della terza Cantica (Paradiso) della Divina Commedia di Dante Alighieri (1321 ca.): "Nel ventre tuo si raccese l’amore,/ per lo cui caldo ne l’etterna pace/ così è germinato questo fiore". Il fiore sarebbe quindi un riferimento alla rosa dei beati o al Salvatore.
I lavori iniziarono con lo scavo delle fondazioni, poi con l'elevazione dei muri delle navate laterali; si procedette così per lasciare il più a lungo possibile la chiesa di Santa Reparata in grado di funzionare come cattedrale. Sono ancora in discussione sia la questione della reale esistenza di un progetto di Arnolfo di Cambio, sia della sua visibilità nella struttura odierna: alla luce dei pochi ed incompleti scavi condotti non è possibile dare una risposta certa, ma nel complesso è innegabile che alcuni caratteri della cattedrale attuale paiano fortemente arnolfiani anche se furono eseguiti da altri capomastri, quindi l'esistenza di un progetto originario è probabile.

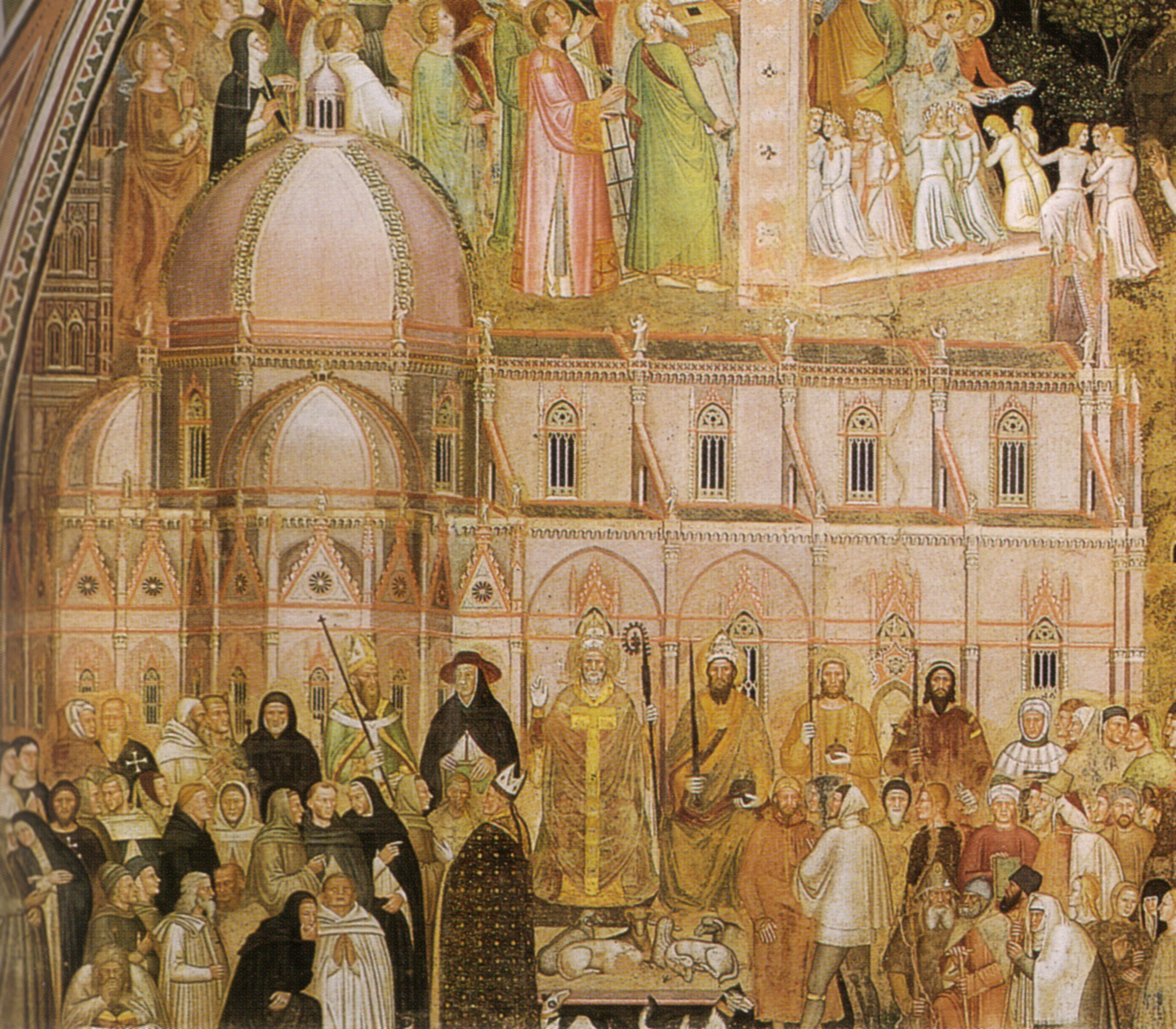
Santa Maria del Fiore secondo il presunto progetto di Arnolfo, o forse dello stesso autore degli affreschi, Andrea di Bonaiuto, affreschi del 1369 - 50 anni prima della realizzazione della cupola (Cappellone degli Spagnoli, Santa Maria Novella)

Esiste una rappresentazione particolarmente antica del progetto della nuova cattedrale nell'affresco della Chiesa trionfante di Andrea di Bonaiuto nel Cappellone degli Spagnoli in Santa Maria Novella; l'edificio, già provvisto di cupola e con le absidi rispecchia forse il modello ligneo presentato da Arnolfo. Non mancano, comunque, le perplessità: il campanile, troppo simile a quello veramente realizzato, è più tradizionalmente "spostato" nell'area absidale; la cupola, seppure gotica nell'ornamentazione, è una tradizionale cupola semisferica, senza tamburo; forse riflette, più che il modello di Arnolfo, quello presentato all'Opera dallo stesso autore dell'affresco.
Arnolfo quindi doveva aver già pensato a una chiesa dotata di una grande cupola, ispirata al modello romano di Santa Maria della Rotonda (il Pantheon), e con l'intento di superare le dimensioni del Battistero. Nonostante alcune incertezze dei critici, gli scavi hanno confermato che le prime fondazioni che sia possibile attribuire a Santa Maria del Fiore si trovano sotto l'attuale facciata (il cosiddetto muro 100) e sotto i muri laterali, estendendosi poi a sud della facciata. Viene così confermata l'ipotesi che Arnolfo avesse progettato una chiesa larga quanto l'attuale, seppur con asse ruotato pochi gradi più a sud, e munita di un campanile isolato a sud della facciata. Il prospetto di Santa Reparata appariva allargato di circa dieci metri e inglobava a destra alcune case dei canonici e a sinistra l'antico campanile, che venne completamente demolito solo nel 1356. L'esiguo spessore di queste fondazioni rende probabile un'altezza progettata assai inferiore a quella poi raggiunta. La facciata fu subito iniziata, nonostante secondo la prassi fosse un elemento generalmente posposto rispetto alla costruzione di altre parti della chiesa, perché con la demolizione della prima campata di Santa Reparata, decisa per lasciare maggiore spazio al Battistero, si rese necessario chiudere l'antica chiesa in modo da garantirne un uso provvisorio più lungo possibile.
Anche il grande ballatoio sporgente, pur essendo stato eseguito materialmente da Francesco Talenti, è un indizio di carattere tipicamente arnolfiano. I critici lo accostano al cornicione di Santa Croce (tradizionalmente attribuitogli) ed a quello di altre opere analoghe come il Duomo di Orvieto e quello di Siena. In particolare, Angiola Maria Romanini sottolineò come il cornicione-ballatoio sia una costante immancabile [...] in tutte le architetture arnolfiane.
Alla morte di Arnolfo (1302), contemporanea a quella di altri promotori del cantiere, come il Vescovo Monaldeschi e il cardinale Matteo d'Acquasparta, legato papale, i lavori subirono un rallentamento e furono in seguito sospesi per circa 30 anni.

### La costruzione del campanile e del corpo basilicale

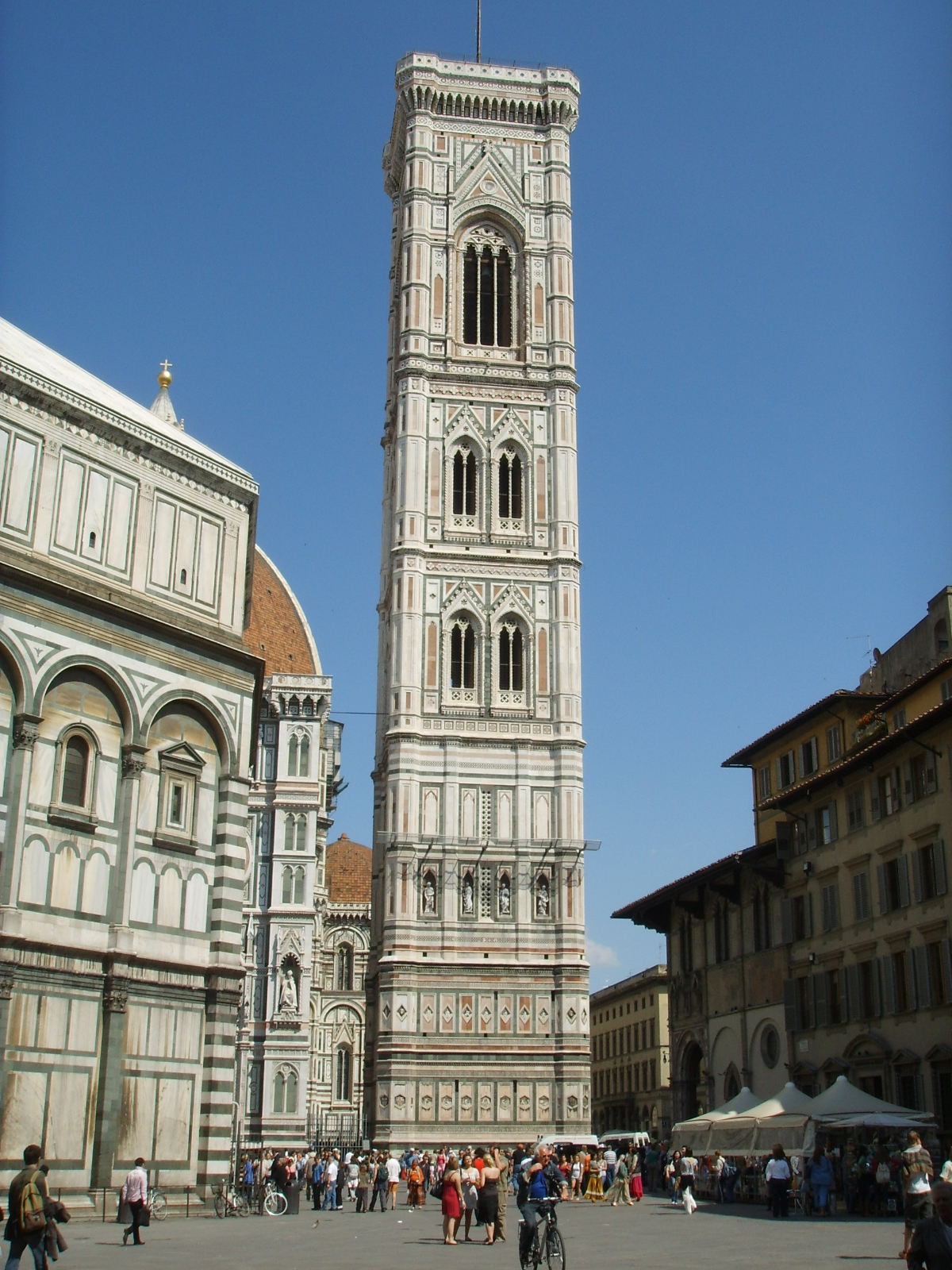
Il campanile di Giotto

Dopo la morte di Arnolfo di Cambio i lavori si arrestarono a tempo indeterminato. Nel 1330 il ritrovamento sotto Santa Reparata delle reliquie del venerato vescovo di Firenze, san Zanobi, diede nuovo impeto alla costruzione. L'Arte della Lana, che aveva ricevuto l'incarico di sovrintendere alla costruzione, nel 1334 affidò la direzione dei lavori a Giotto, assistito da Andrea Pisano. Giotto si concentrò sul Campanile di cui fornì un progetto (un disegno conservato nell'Opera del Duomo di Siena ne è probabilmente un riflesso; anche il programma iconografico dei rilievi basamentali è almeno in parte suo) e riuscì ad iniziare la costruzione, ma morì dopo soli 3 anni nel 1337. Andrea Pisano continuò i lavori, anch'egli soprattutto sul campanile, ma morì con l'arrivo della peste nera nel 1348 e i lavori furono di nuovo bloccati.
Non si aspettò molto per riprendere i lavori e già nel 1349 il progetto passò a Francesco Talenti, al quale si deve il completamento del campanile e, dal 1356, la ripresa dei lavori alla basilica. Un anno prima l'Opera aveva richiesto all'architetto un modello per vedere «come deono istare le cappelle di dietro», ed è a quella data che si attribuisce l'ingrandimento del progetto arnolfiano: senza modificare la larghezza della navata, già in larga parte abbozzata, fu ridotto il numero delle campate, facendole a pianta pressoché quadrata, in luogo delle tradizionali campate a pianta rettangolare di matrice gotica, quindi ora più grandi e più alte. Il Talenti realizzò entro il 1364 le prime tre, prima di essere dimesso dai lavori, a causa di critiche, dibattiti e minacce con gli Operai (i responsabili dell'Opera del Duomo), che proposero di multarlo per costringerlo ad essere più presente sul cantiere.
Nel 1364 una commissione in cui partecipavano, fra gli altri, Neri di Fioravante, Benci di Cione Dami e Andrea di Cione, Taddeo Gaddi e Andrea di Bonaiuto, approvò il progetto definitivo della zona absidale, aumentando il diametro della cupola da 36 a 41 metri e prevedendo il tamburo con grandi occhi, su proposta di Giovanni di Lapo Ghini. Quest'ultimo ottenne il ruolo di responsabile della costruzione dopo il Talenti e a lui è riferita la costruzione di quasi tutta la struttura delle navate.
Il Talenti venne tuttavia richiamato come capomastro nel 1370, quando ormai anche la forma e la misura delle absidi era stata decisa. Le navate furono completate con la copertura nel 1378 di quella centrale nel 1380 di quelle laterali. Entro il 1421 vennero eseguite le tribune e il tamburo; restava solo da costruire la cupola.

### La questione della cupola

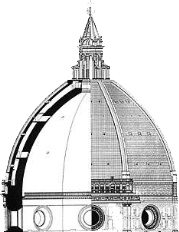
Lo schema della cupola secondo la ricostruzione arbitrariamente regolarizzata da Giovan Battista Nelli

Era rimasta nella cattedrale una enorme cavità, larga 43 metri e posta su un tamburo ad un'altezza di circa 60 metri, per la cui copertura nessuno, fino ad allora, si era ancora posto il problema di trovare una soluzione concreta, sebbene per tutta la seconda metà del Trecento si fosse sviluppato un appassionato dibattito.
Nel 1418 fu indetto un concorso pubblico per la progettazione della cupola, o anche solo di macchine atte al sollevamento di pesi alle altezze mai raggiunte prima da una costruzione a volta, cui parteciparono numerosi concorrenti. Il concorso, generalmente considerato come l'inizio dei lavori alla cupola, non ebbe alcun vincitore ufficiale: il cospicuo premio messo in palio non fu infatti assegnato. Si misero tuttavia in luce due artisti emergenti che si erano già scontrati nel concorso per la porta nord del battistero del 1401: Filippo Brunelleschi e Lorenzo Ghiberti. Tracce d'archivio riportano come Brunelleschi predispose un modello e fece una prova generale per la costruzione della cupola senza centina nella chiesa di San Jacopo Soprarno. Si stabilì dunque che si cominciasse a costruire la cupola fino all'altezza di trenta braccia e poi si decidesse come continuare, in base al comportamento delle murature. L'altezza indicata non era casuale, ma era quella alla quale i mattoni avrebbero dovuto essere posati ad un angolo tale (rispetto all'orizzontale) da non poter essere trattenuti al loro posto dalle malte a lenta presa conosciute dai muratori dell'epoca (la tecnica romana della "pozzolana" non era più in uso) con conseguente rischio di crolli.

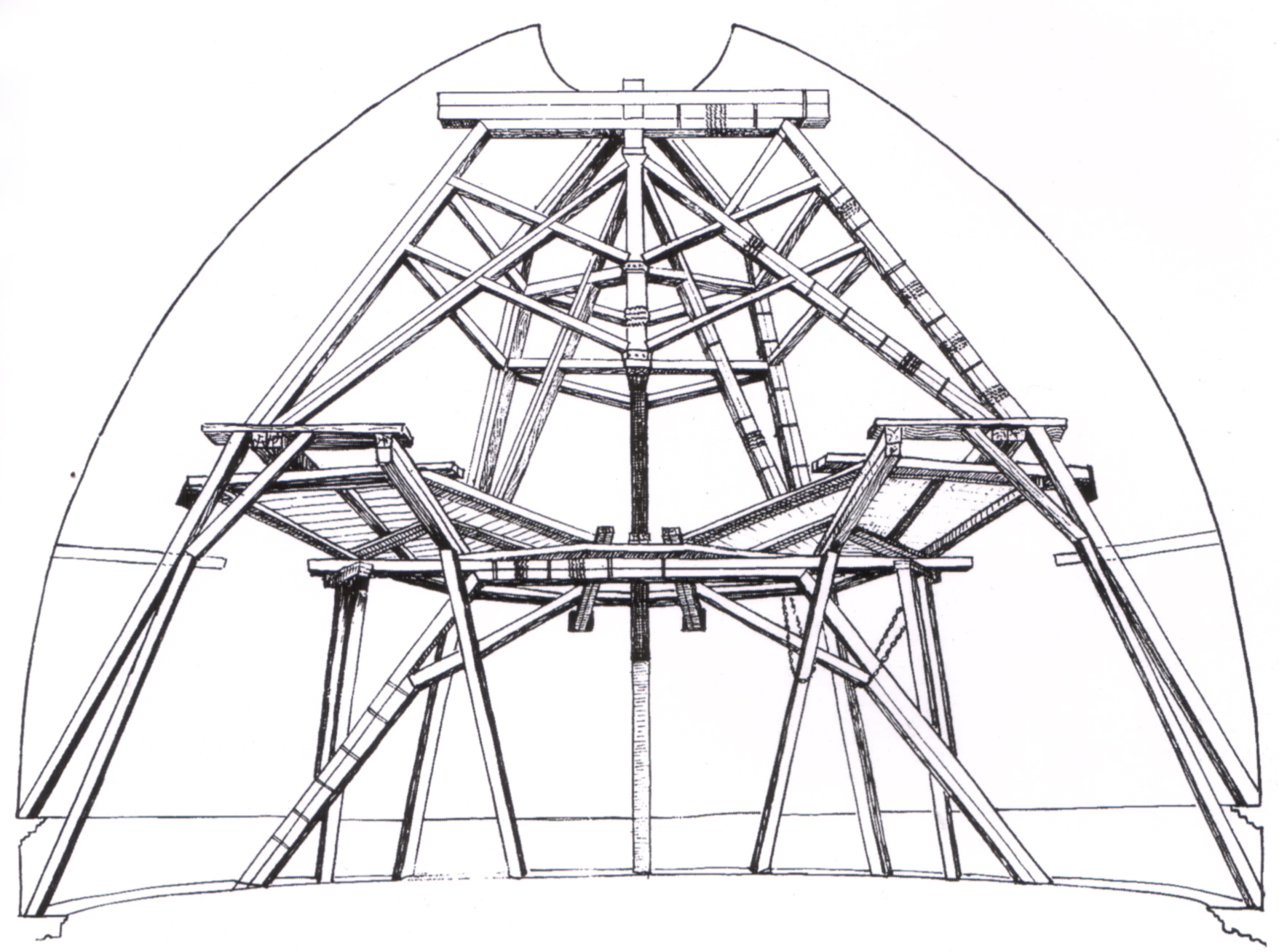
Ricostruzione dei ponteggi interni della cupola, in un disegno di Giovan Battista Nelli

Brunelleschi adottò una soluzione altamente innovativa, predisponendo una doppia calotta autoportante durante la costruzione, senza ricorrere alla tradizionale centina. Dopo essersi liberato del rivale con uno stratagemma, Brunelleschi ebbe il campo libero per occuparsi del grandioso progetto, risolvendo via via tutte le difficoltà che questo comportava: dalla costruzione di gru e carrucole, alla predisposizione di rinforzi, dall'organizzazione del cantiere alla decorazione esterna, che venne risolta con la creazione dei suggestivi 8 costoloni in marmo.
La cupola interna appare di spessore enorme (due metri e mezzo alla base), mentre quella esterna è più sottile (inferiore ad un metro), con l'unica funzione di proteggere la cupola interna dalla pioggia e farla apparire, secondo le parole dell'architetto, più magnifica e gonfiante all'esterno. La disposizione dei mattoni a spina di pesce serviva soprattutto a creare un appiglio per le file dei mattoni in modo da impedirne lo scivolamento fino alla presa della malta. Per la complessità dell'impresa e lo straordinario risultato ottenuto, la costruzione della cupola è considerata la prima, grande affermazione dell'architettura rinascimentale.

### La lanterna e il ballatoio

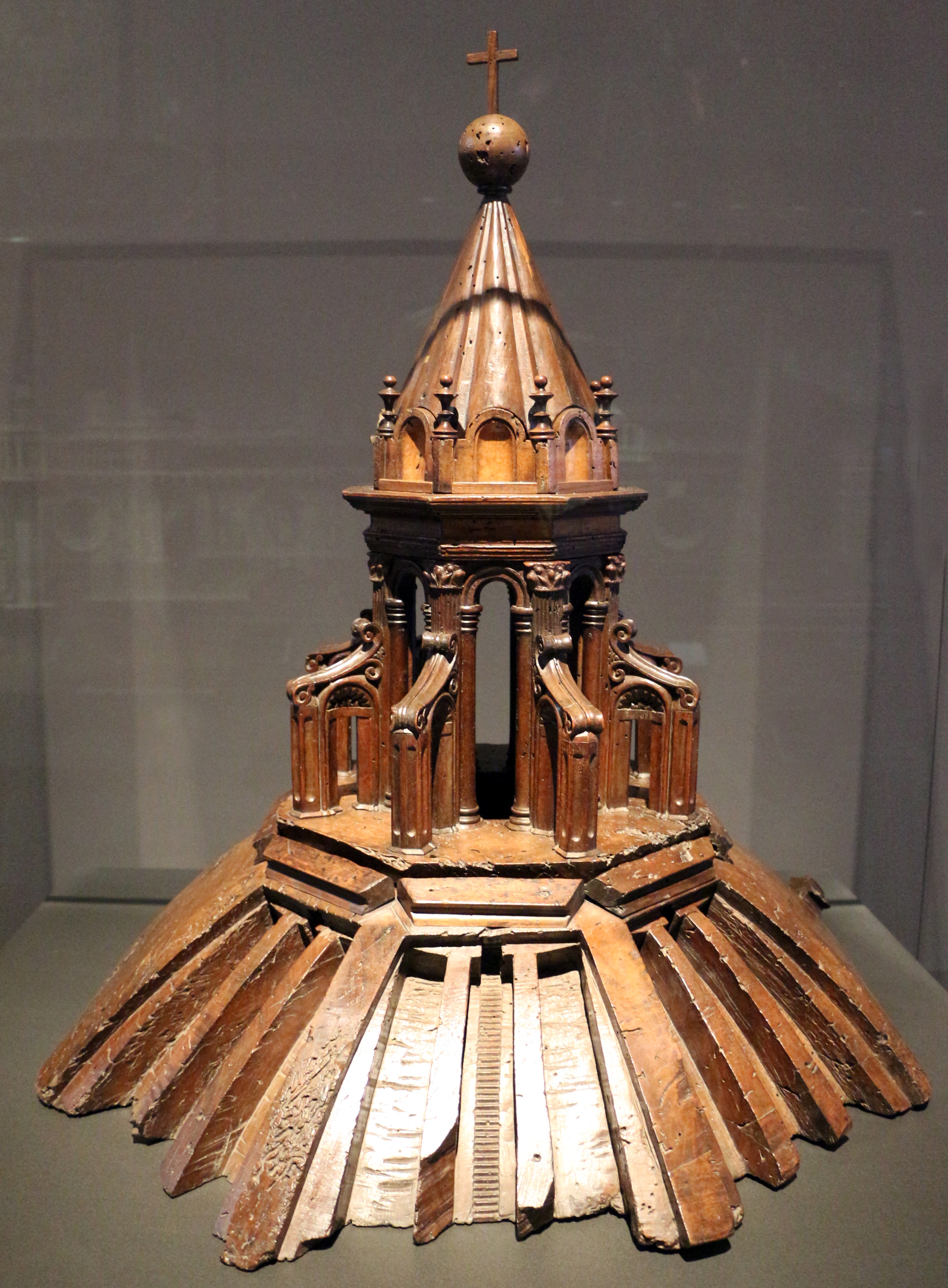
Modello ligneo della lanterna erroneamente attribuito a Filippo Brunelleschi, attualmente esposto presso il Museo dell'Opera del Duomo.

Per realizzare la lanterna fu bandito un nuovo concorso, vinto anche questa volta da Brunelleschi, con un progetto sempre basato sulla forma ottagonale che si ricollega con le colonne e gli archi alle linee dei costoloni bianchi della cupola. La costruzione della lanterna iniziò nel 1446, pochi mesi prima della scomparsa dell'architetto. Dopo un lungo periodo di stallo, durante il quale vennero anche proposte numerose modifiche, fu terminata definitivamente da Michelozzo nel 1461. In cima alla copertura a cono fu posta nel 1468 una grande sfera dorata opera di Verrocchio. La croce fu poi applicata tre anni dopo.
La sfera cadde nel 1492 e di nuovo durante una tempesta la notte del 17 luglio 1600. Un disco di marmo bianco sul retro di Piazza del Duomo ricorda ancora il punto dove si arrestò la sfera, che fu sostituita con quella, più grande, che si può ammirare ancora oggi (ricollocata nel 1602).
La decorazione con il ballatoio, visibile solo sullo spicchio di sud-est, fu progettata tra il 1502 e il 1515 da Baccio d'Agnolo e Antonio da Sangallo il Vecchio. Prima di realizzare gli altri sette spicchi si chiese un parere a Michelangelo, in quel periodo a Firenze. Il maestro disapprovò però il progetto dichiarando che faceva sembrare la cupola "una gabbia pe' i grilli", e infatti non venne più continuato, lasciando quelle pareti murarie tuttora incompiute.

### La dedicazione e altri avvenimenti storici
I lavori terminarono nel 1436 e la chiesa fu solennemente dedicata da Papa Eugenio IV il 25 marzo, capodanno fiorentino. Da quel momento la chiesa fu usata ininterrottamente per le più importanti celebrazioni fiorentine, quale luogo d'assemblea oltre che di culto. Qui si tenevano le letture pubbliche della Divina Commedia e qui si svolse il Concilio di Firenze del 1438-1439 portato a Firenze da Cosimo il Vecchio con tutti i mezzi, che sancì la riunificazione fra la chiesa latina, rappresentata da Papa Eugenio IV, e quella bizantina, rappresentata dall'Imperatore Giovanni VIII Paleologo e dal patriarca Giuseppe.

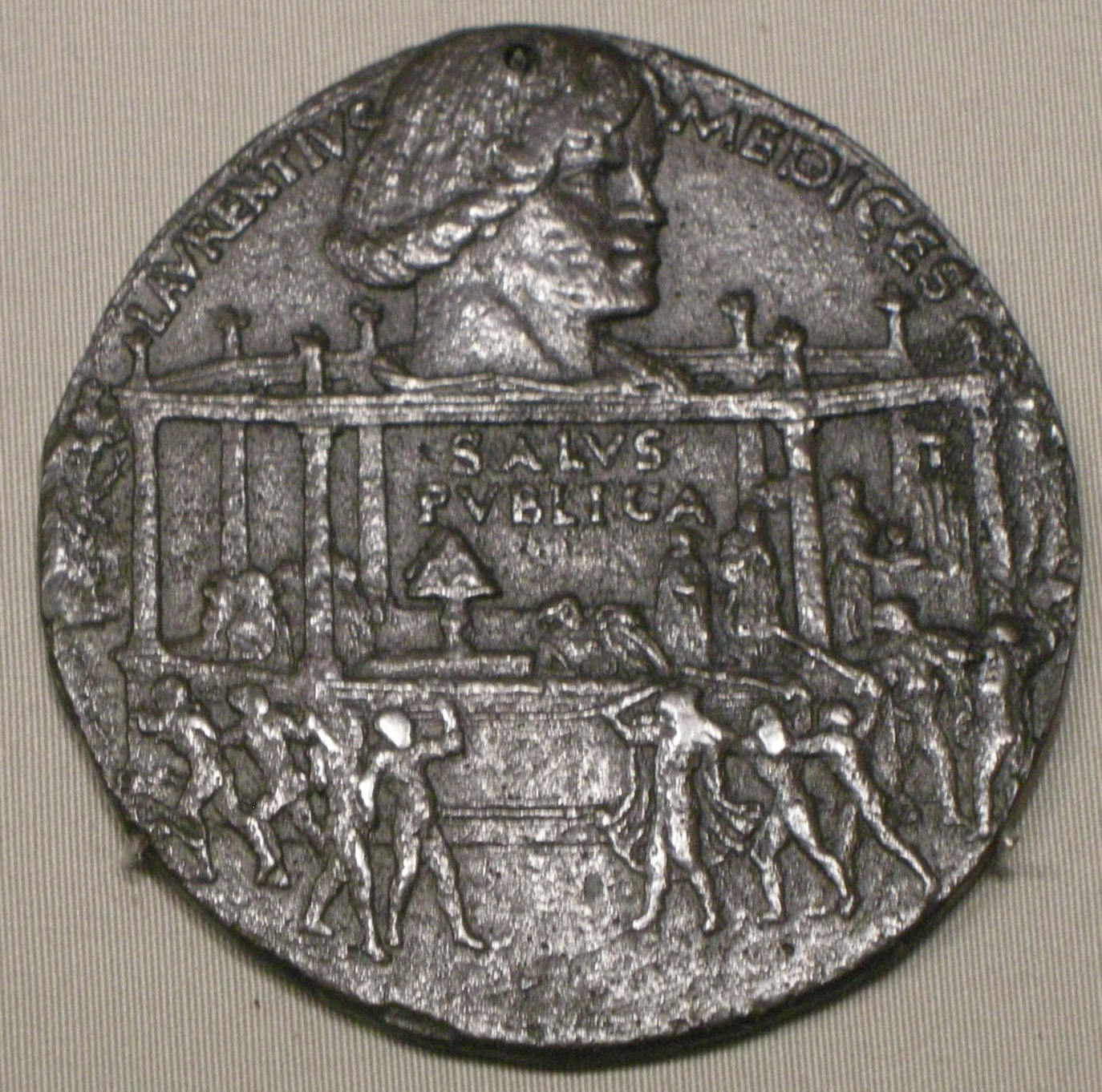
La Medaglia della congiura dei Pazzi di Bertoldo di Giovanni (1478) con raffigurato in scala il coro di Filippo Brunelleschi ripreso da sud: si notino la recinzione del 1439, il badalone al centro e l'altare maggiore del 1437 all'estrema destra.

Nel 1441 Leon Battista Alberti, approfittando della presenza in città della corte pontificia di Eugenio IV e di molti dotti, tenne il Certame Coronario in difesa della letteratura in volgare. Il momento più tragico della storia del Duomo si ebbe con la Congiura dei Pazzi, quando fu teatro del brutale assassinio di Giuliano de' Medici e del ferimento di suo fratello maggiore Lorenzo, il futuro "Magnifico". Il 26 aprile 1478, dei sicari si appostarono durante la messa per colpire i rampolli di casa Medici, su mandato della famiglia dei Pazzi appoggiata da papa Sisto IV e da suo nipote Girolamo Riario, tutti interessati a bloccare l'egemonia medicea. Giovan Battista da Montesecco però, che avrebbe dovuto uccidere Lorenzo, si rifiutò di agire in un luogo consacrato e fu sostituito da un sicario di minor esperienza. Mentre Giuliano cadeva sotto le numerose coltellate, Lorenzo riuscì a fuggire nella sacrestia barricandovisi dentro. La popolazione fiorentina, favorevole ai Medici, si accanì dunque contro gli assassini e sui loro mandanti. In giornate molto drammatiche, la folla inferocita linciò e fece impiccare sommariamente la maggior parte dei responsabili.
A partire dal 1491, inoltre, Girolamo Savonarola, frate del convento di San Marco, pronunciò in Santa Maria del Fiore le sue famose prediche, improntate all'assoluto rigorismo morale e ispirate da un grande fervore religioso, durante le quali esprimeva tutto il suo disgusto per la decadenza dei costumi, per il rinato paganesimo e per la sfrontata ostentazione della ricchezza.

## Descrizione
Santa Maria del Fiore colpisce per le dimensioni monumentali e per il suo apparire come monumento unitario, soprattutto all'esterno, grazie all'uso degli stessi materiali: marmo bianco di Carrara, verde di Prato, rosso di Maremma e il cotto delle tegole. A un'analisi più accurata ciascuna delle parti rivela notevoli diversità stilistiche, dovute al lunghissimo arco di esecuzione temporale, dalla fondazione al completamento ottocentesco.

### Dimensioni

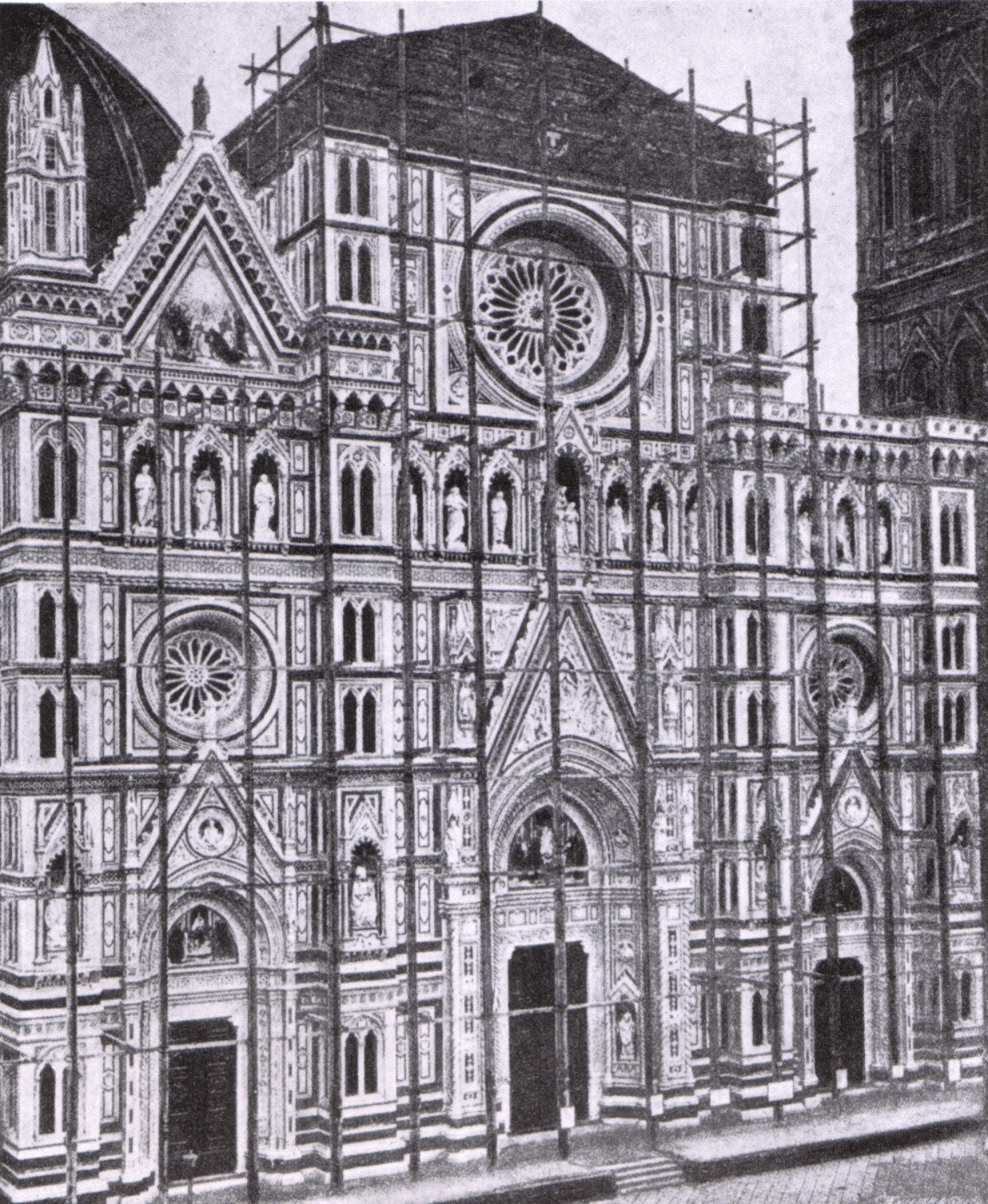
La facciata in costruzione con le due opzioni di coronamento: piano (navata di destra) e cuspidato (navata di sinistra)

| Parametro                                                      | Misura      |
| -------------------------------------------------------------- | ----------- |
| Lunghezza esterna                                              | 166 m circa |
| Altezza delle volte                                            | 45 m circa  |
| Altezza interna della cupola                                   | 90 m        |
| Altezza esterna della cupola, compresa la croce sulla lanterna | 116,5 m     |
| Altezza della lanterna                                         | 21 m        |
| Larghezza esterna delle navate                                 | 43 m circa  |
| Larghezza esterna del tamburo della cupola                     | 54,8 m      |
| Diagonale maggiore interna della cupola                        | 45,50 m     |
| Larghezza esterna del transetto                                | 95 m circa  |
| Superficie dell'edificio (esclusa cripta di Santa Reparata)    | 8.300 m²    |
| Numero gradini alla salita della cupola                        | 463         |

### Esterno

#### Facciata

La facciata

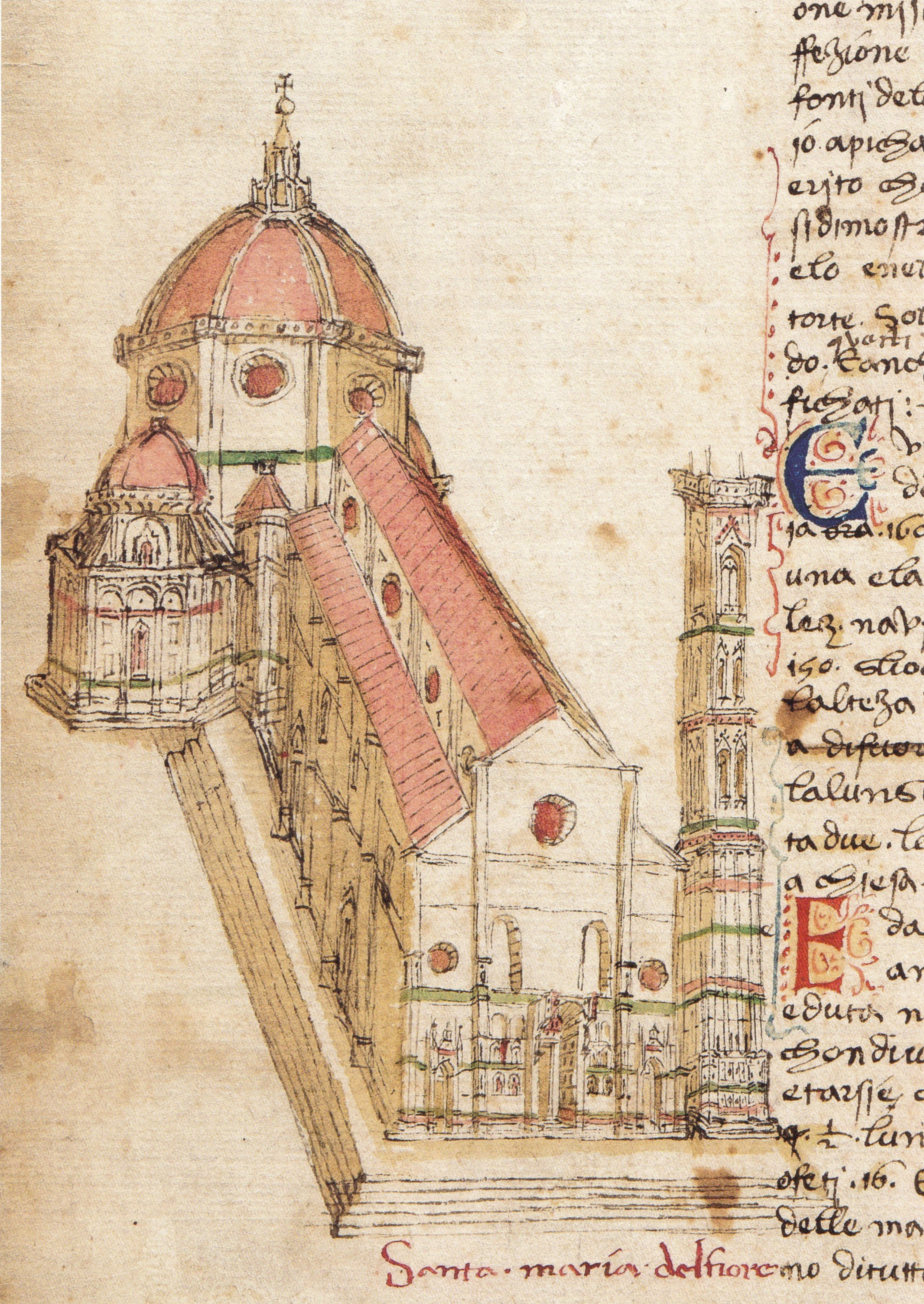
Il Duomo di Firenze nel Codice Rustici 1450 ca.

La facciata della cattedrale era rimasta incompiuta, essendo presente solo la parziale costruzione decorativa risalente ad Arnolfo di Cambio. Già nel 1491 Lorenzo il Magnifico aveva promosso un concorso per il completamento, ma non fu trovata attuazione. Nel 1587, sotto Francesco I de' Medici, la parte decorativa esistente venne distrutta su proposta di Bernardo Buontalenti, che avanzò un suo progetto più "moderno", tuttavia mai realizzato. Nei secoli successivi la cattedrale venne dotata di facciate effimere in occasione di importanti celebrazioni, e fu solo nel 1871 che, dopo un concorso internazionale, vivaci discussioni e aspri dibattiti, si iniziò a costruire una facciata vera e propria, su progetto di Emilio De Fabris che alla sua morte fu continuato da Luigi del Moro fino alla conclusione dei lavori nel 1887.
Il tema iconografico della decorazione riprende sia il ciclo mariano dell'antica facciata arnolfiana che quello del campanile con il tema del Cristianesimo come motore del mondo. Nelle nicchie dei contrafforti si trovano, da sinistra, le statue del cardinale Valeriani, del vescovo Agostino Tinacci, di papa Eugenio IV che dedicò la chiesa nel 1436 e di sant'Antonino Pierozzi, vescovo di Firenze. Nel timpano della cuspide centrale la Gloria di Maria di Augusto Passaglia e nella galleria la Madonna col Bambino di Tito Sarrocchi e i Dodici Apostoli. Alla base del coronamento, oltre il rosone, i riquadri con i busti dei grandi artisti del passato e al centro del timpano un tondo con il Padre Eterno, pure del Passaglia.
Le tre grandi porte bronzee di Augusto Passaglia (la maggiore centrale e quella laterale sinistra) e di Giuseppe Cassioli (quella di destra) risalgono al periodo dal 1899 al 1903 e sono decorate con scene della vita della Madonna. Quella di Cassioli in particolare fu opera molto sofferta: avendo nei lunghi anni di lavoro subìto vessazioni, disgrazie e miseria, nel lasciarci il suo autoritratto in una delle testine del battente destro, volle raffigurarsi con una serpe intorno al collo nell'atto di soffocarlo.
Le lunette a mosaico sopra le porte furono disegnate da Nicolò Barabino e raffigurano: La Carità fra i fondatori delle istituzioni filantropiche fiorentine (sinistra), Cristo in trono con Maria e san Giovanni Battista (centro) e Artigiani, mercanti e umanisti fiorentini rendono omaggio alla Vergine (destra). Il coronamento del frontone  è a doppio spiovente ed è costituito da un ballatoio con balaustra traforata.

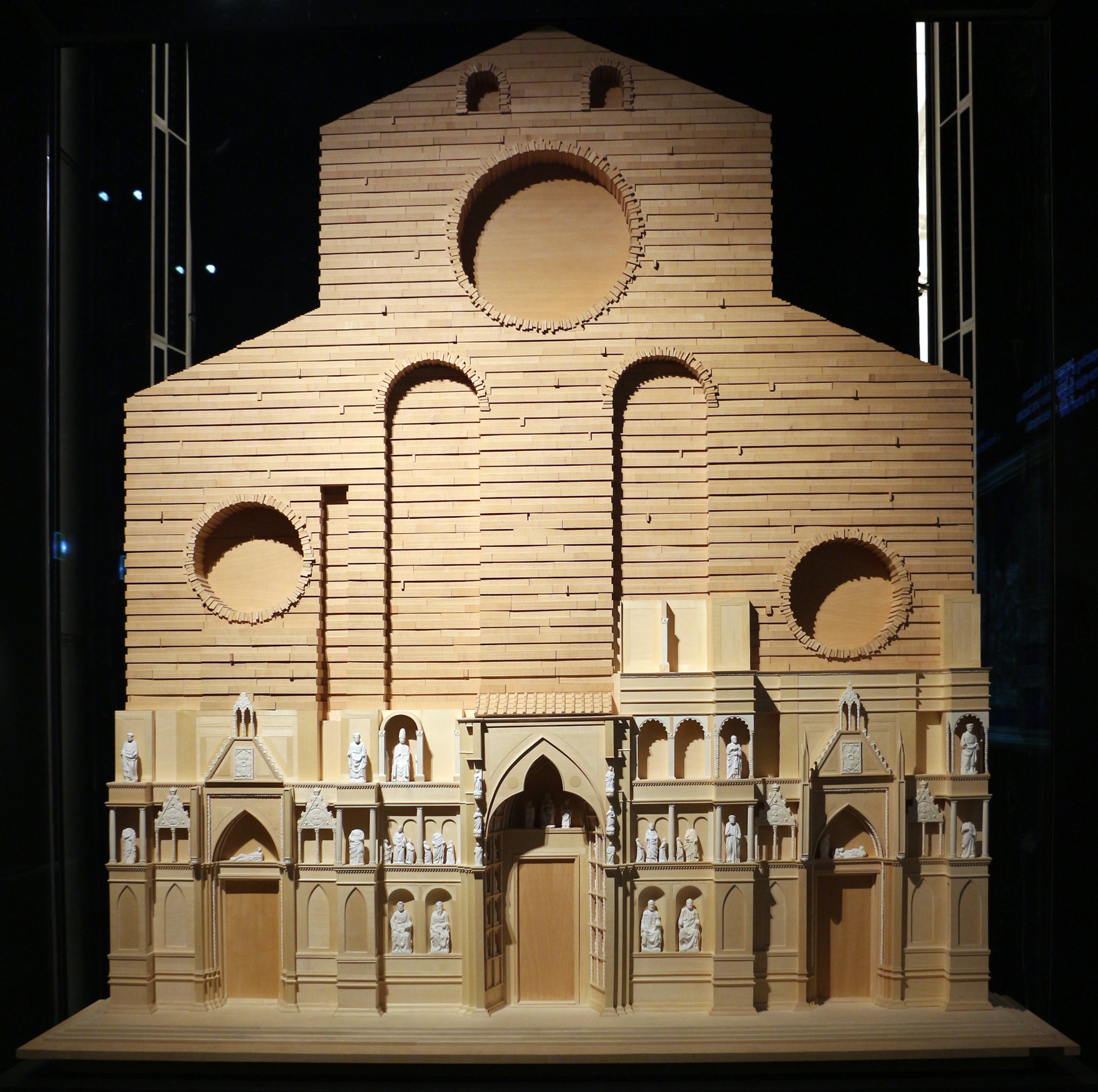
Ricostruzione della facciata di Arnolfo
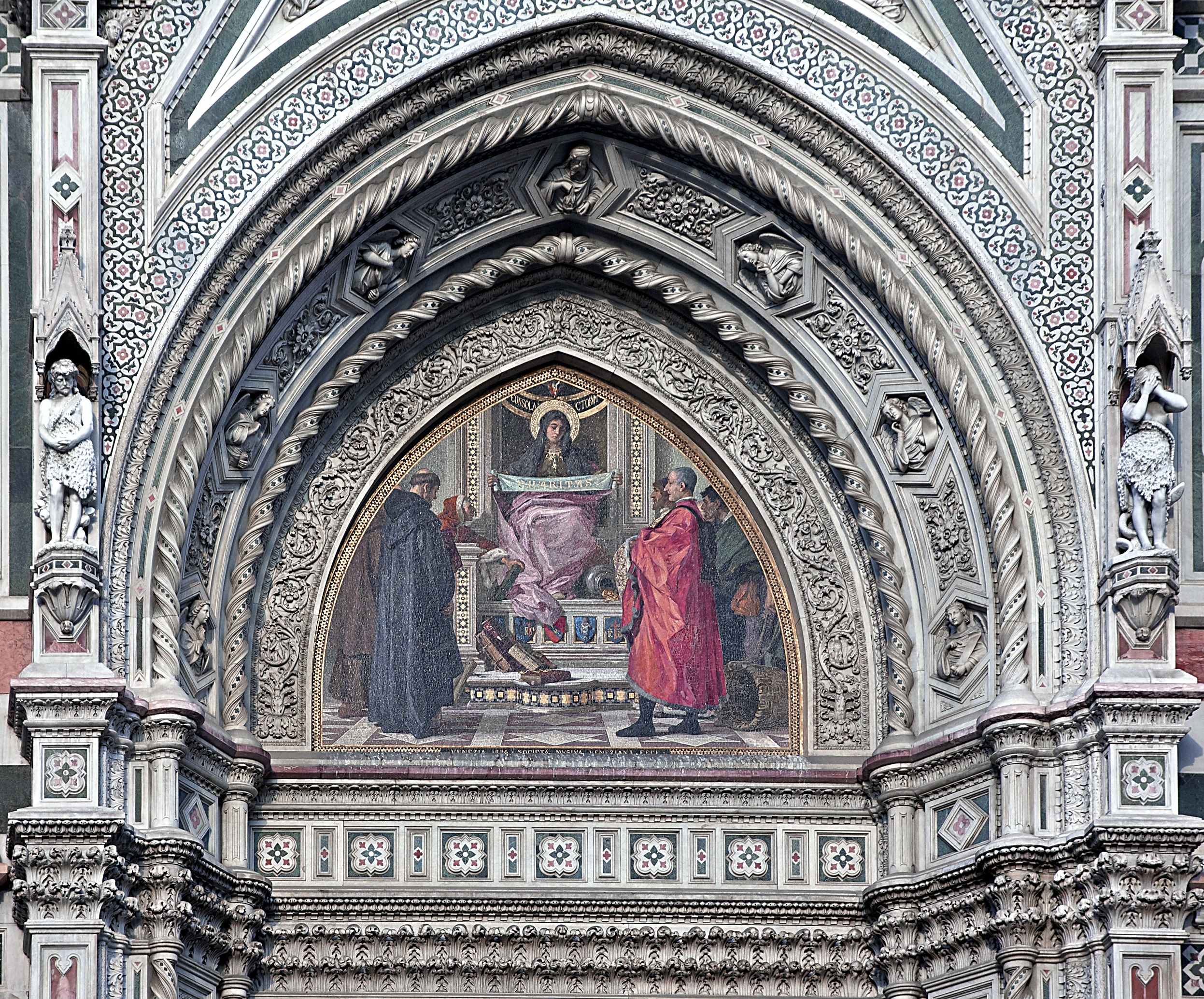
Mosaico della lunetta di sinistra
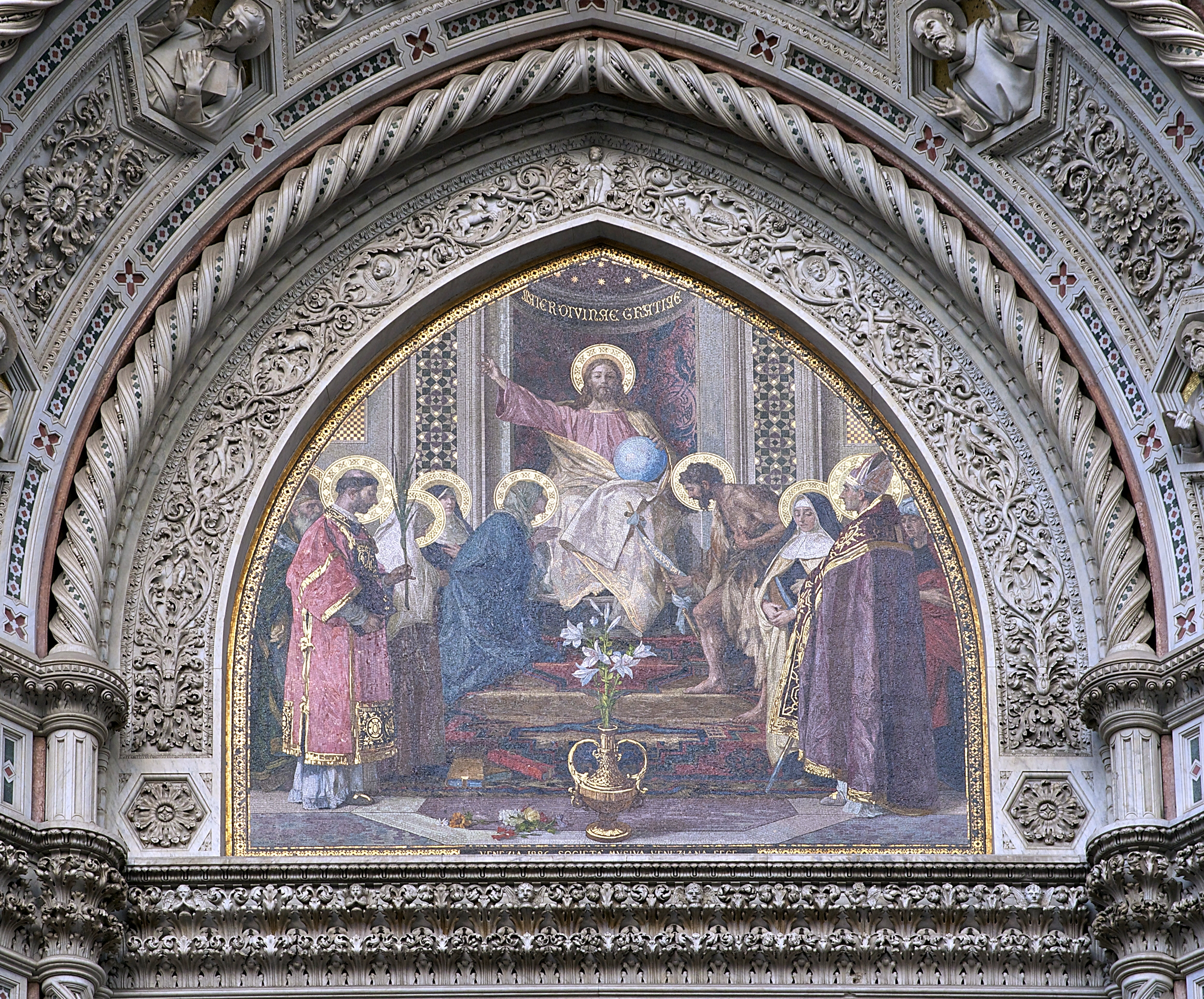
Mosaico della lunetta del portale centrale
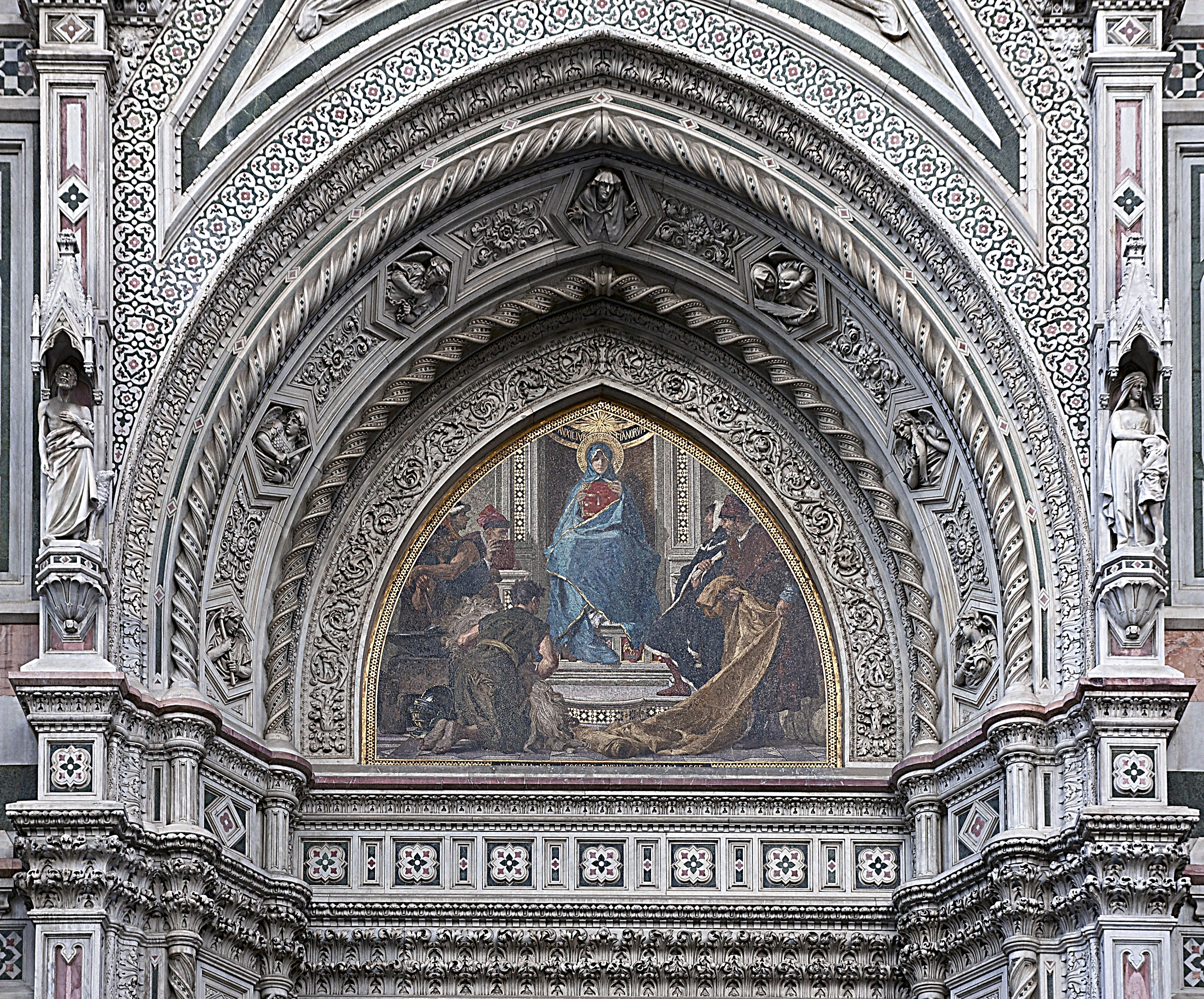
Mosaico nella lunetta del portale destro
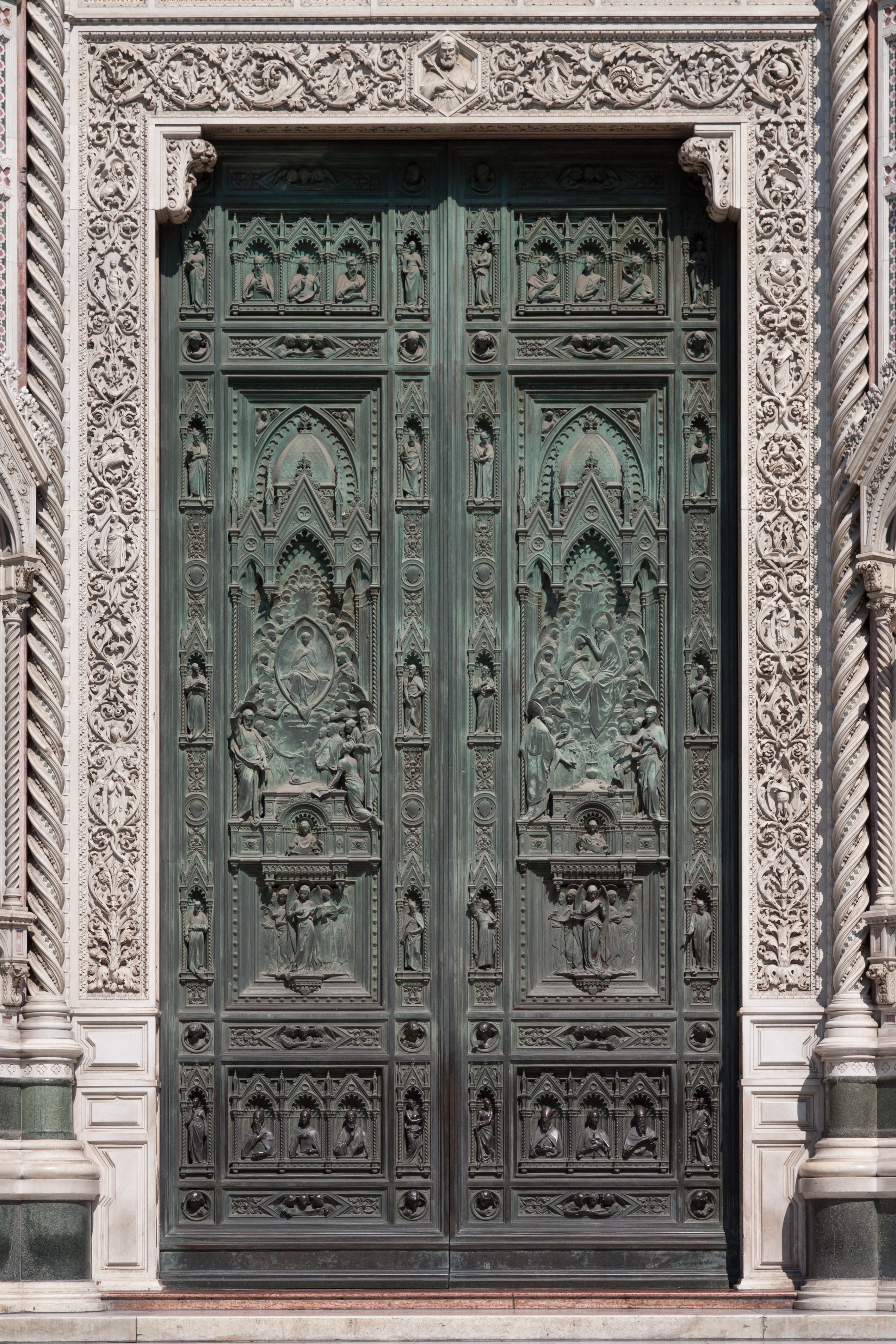
I battenti del portale centrale
Madonna col Bambino, di Tito Sarrocchi
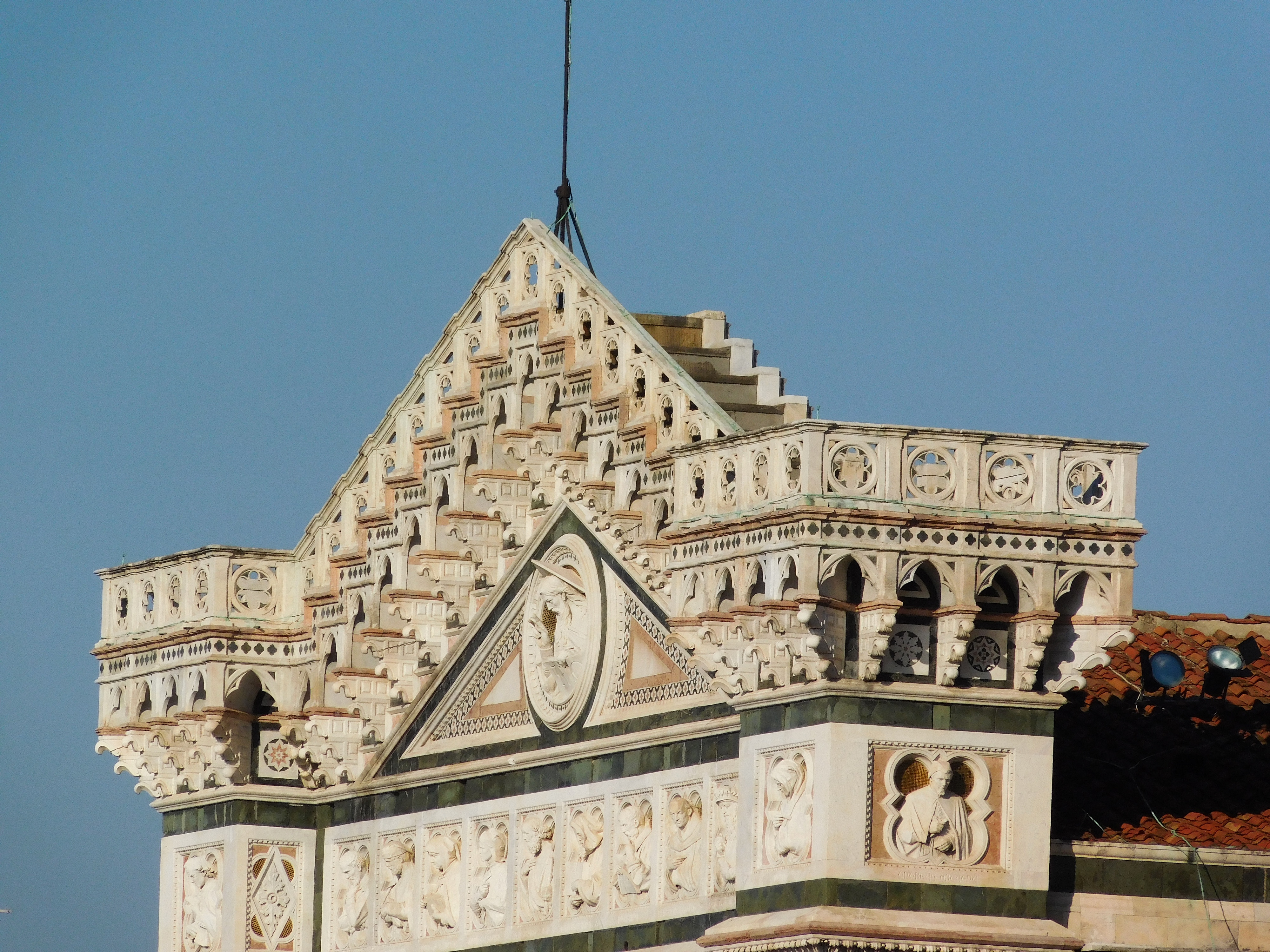
Il ballatoio

#### Fianco meridionale

Il fianco meridionale

Le pareti sono ricoperte all'esterno da una sfarzosa decorazione a marmi policromi da Campiglia, poi Carrara (marmo bianco), Prato (serpentino verde), Siena e Monsummano (rosso). Le bande in marmo ripresero sia la decorazione del Battistero, sia quella del Campanile.
Il lato meridionale (a destra della facciata, lato campanile), fu il primo ad essere innalzato, fino alle prime due campate. Qui una lapide ricorda la fondazione del 1296. Le finestre della prima campata, identiche a quelle corrispondenti sul lato settentrionale, sono tre, accecate, con frontoni ornati sormontati da edicole con statue, alcune delle quali sono calchi degli originali. Ciascuna corrisponde alle tre campate originariamente previste nel progetto di Arnolfo, di forma rettangolare, che avrebbe dato luogo a un maggiore affollamento di pilastri e quindi un aspetto più gotico. Sotto la seconda di queste finestre, in corrispondenza di un rilievo con l'Annunciazione, si trova la data 1310, poco prima della morte di Arnolfo. La seconda campata mostra un'altra finestra e un primo portale detto "Porta del campanile": nella lunetta ha una Madonna col Bambino e nel timpano della cuspide un Cristo Benedicente, opere della cerchia di Andrea Pisano. Sopra le edicole le statue dell'Angelo annunciante e della Vergine annunciata sono attribuite a Niccolò di Luca Spinelli. Nelle due campate successive, tra poderosi contrafforti, si trova una sola bifora, che risale a dopo il 1357 e mostra i ritmi più distesi del gotico fiorentino.
Segue la Porta dei Canonici, vicina allo snodo della tribuna, in stile gotico fiorito con fini intagli marmorei di Lorenzo di Giovanni d'Ambrogio e Piero di Giovanni Tedesco; la lunetta (Madonna col bambino, 1396) è attribuita a Niccolò di Pietro Lamberti o a Lorenzo di Niccolò, mentre gli angeli sono del Lamberti (1401-1403).

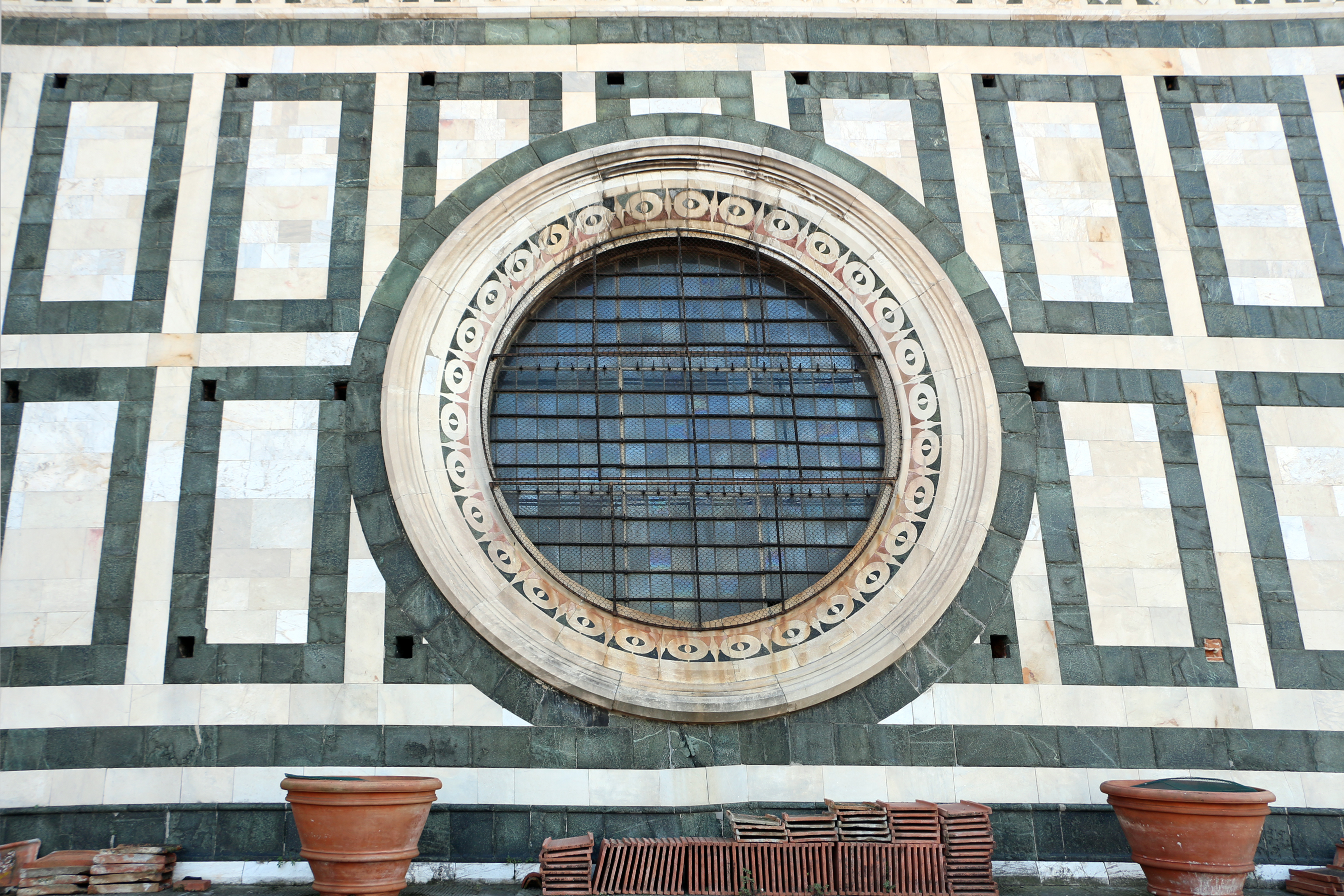
Uno degli occhi della navata centrale

Le finestre superiori della navata centrale sono invece occhi circolari, una caratteristica dettata dalla volontà di evitare di alzare troppo la navata maggiore e assicurare comunque una buona illuminazione. Le aperture circolari, inoltre, erano meno problematiche dal punto di vista strutturale. Le necessità statiche resero indispensabile il ricorso ad archi rampanti per scaricare parte del peso delle volte della navata centrale sui muri esterni. Tali espedienti, già previsti forse da Arnolfo (si ritrovano, bene in vista, nel dipinto di Andrea da Bonaiuto), non dovevano proprio andar giù ai fiorentini, che alla fine decisero di occultarli rialzando le pareti laterali con un attico a rettangoli di pietra verde appena riquadrati di bianco: la soluzione univa la volontà di imitare l'attico del Battistero con una coloritura scura che rendeva meno evidente l'espediente.
Tale attico è generalmente (ed erroneamente) indicato come la prova del fatto che i muri esterni furono cominciati secondo un progetto arnolfiano e poi furono rialzati dal Talenti. La prova definitiva della falsità di questo assunto è stata data dalla scoperta che le fitte lesene che caratterizzano il muro delle navate laterali a partire da ovest erano inizialmente previste anche per la navata maggiore (sono ancora visibili nei sottotetti) che sappiamo progettata e in parte eretta dal Talenti.

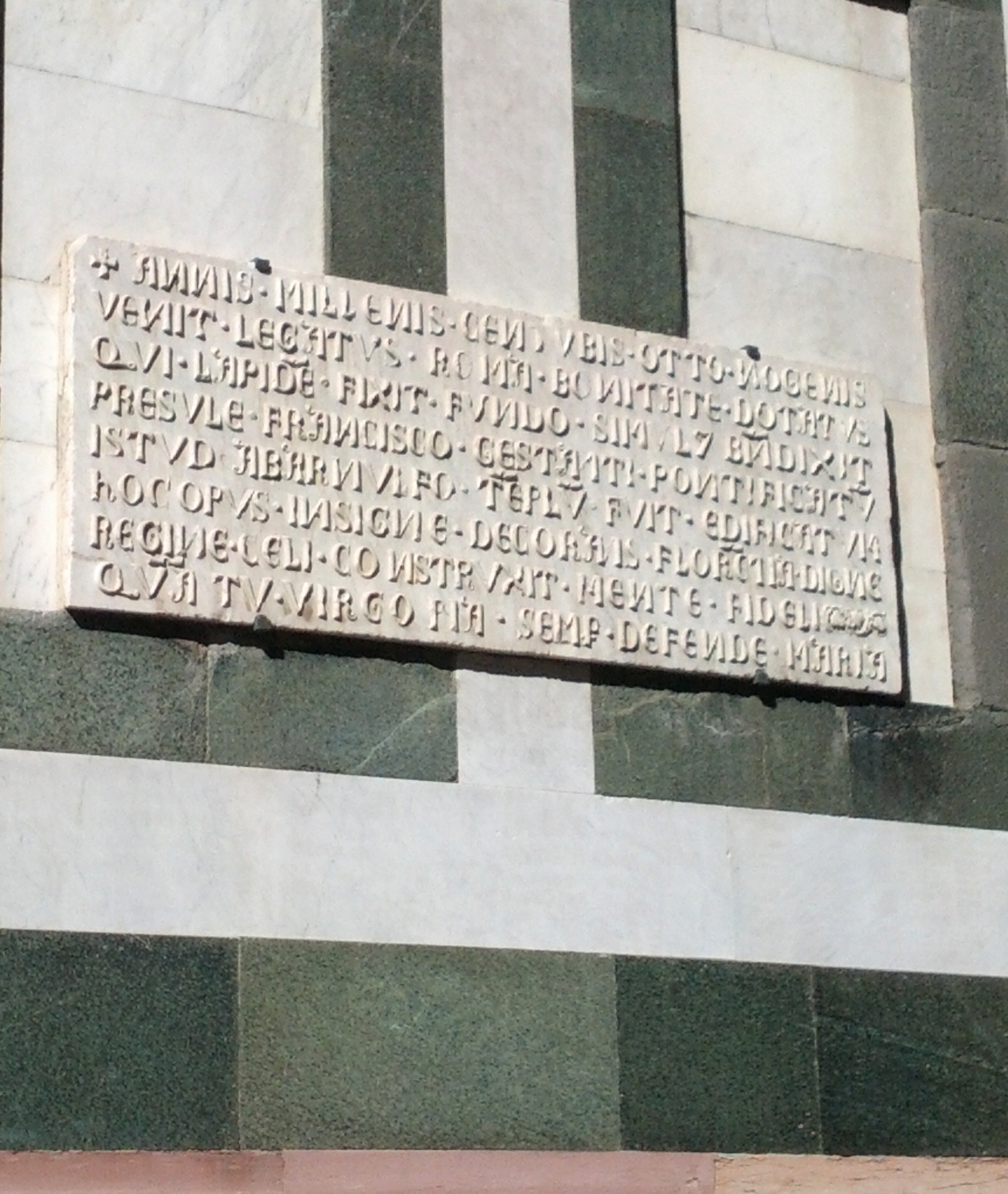
Lapide di fondazione
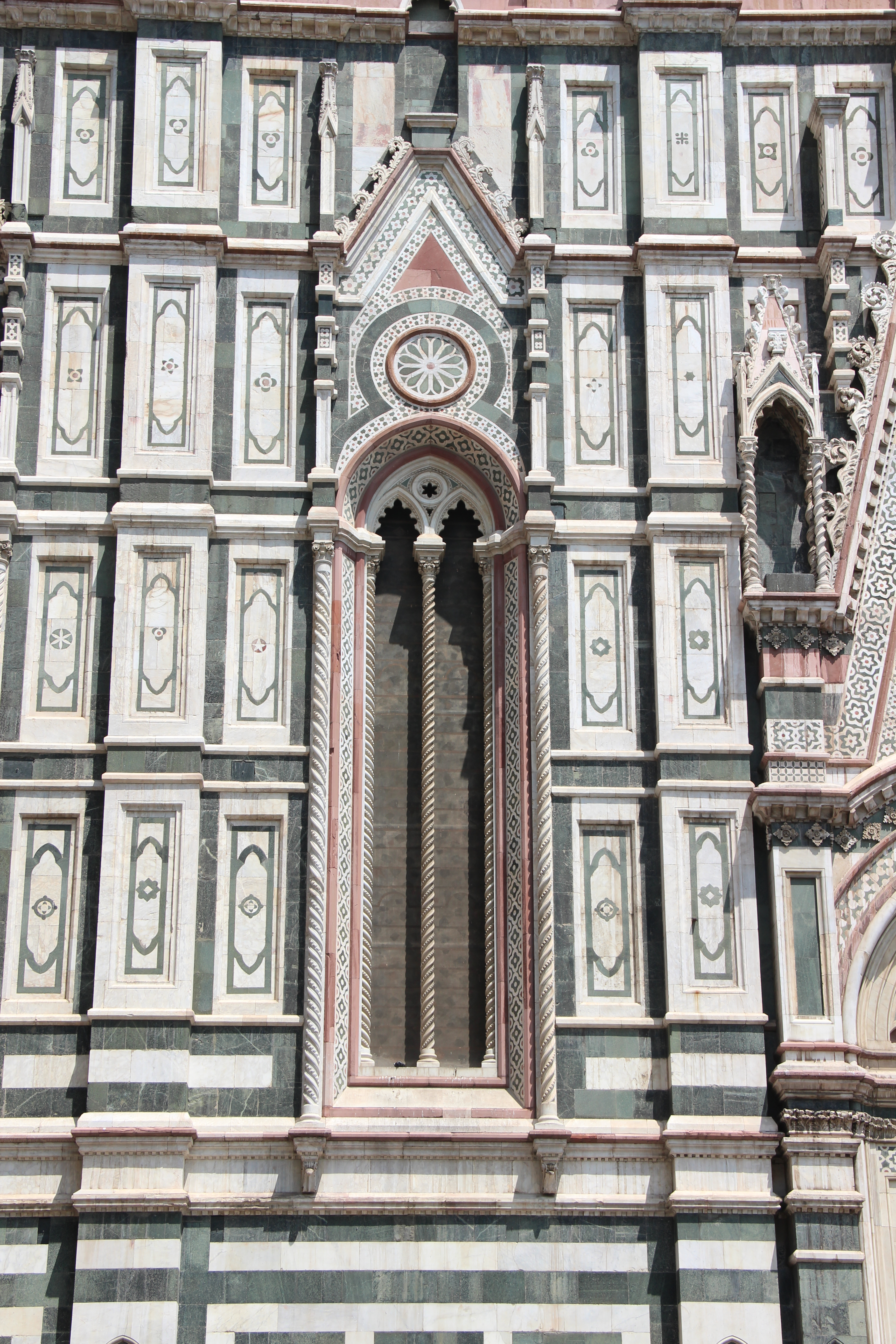
Bifora di Arnolfo
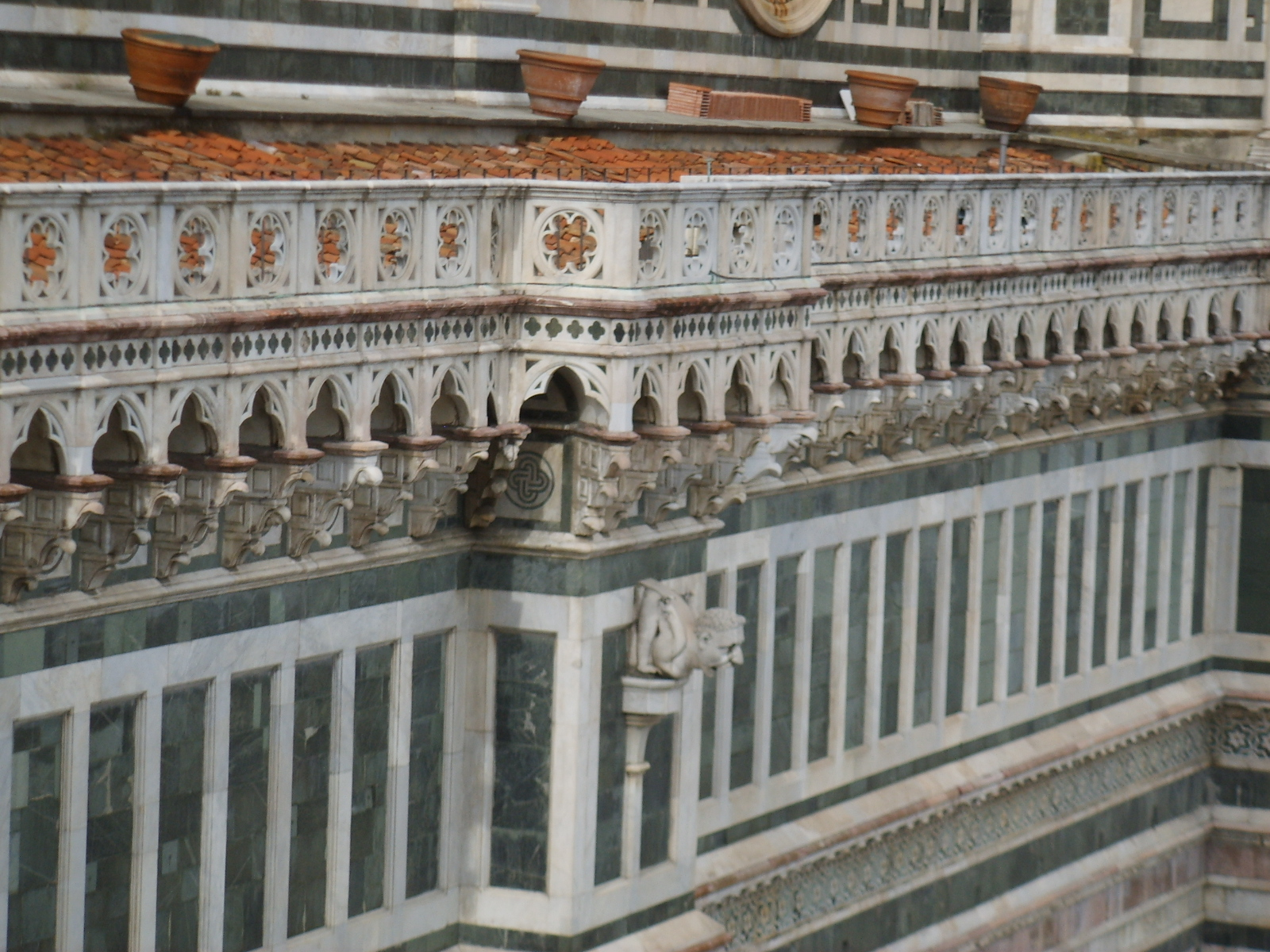
Decorazione marmorea dell'attico
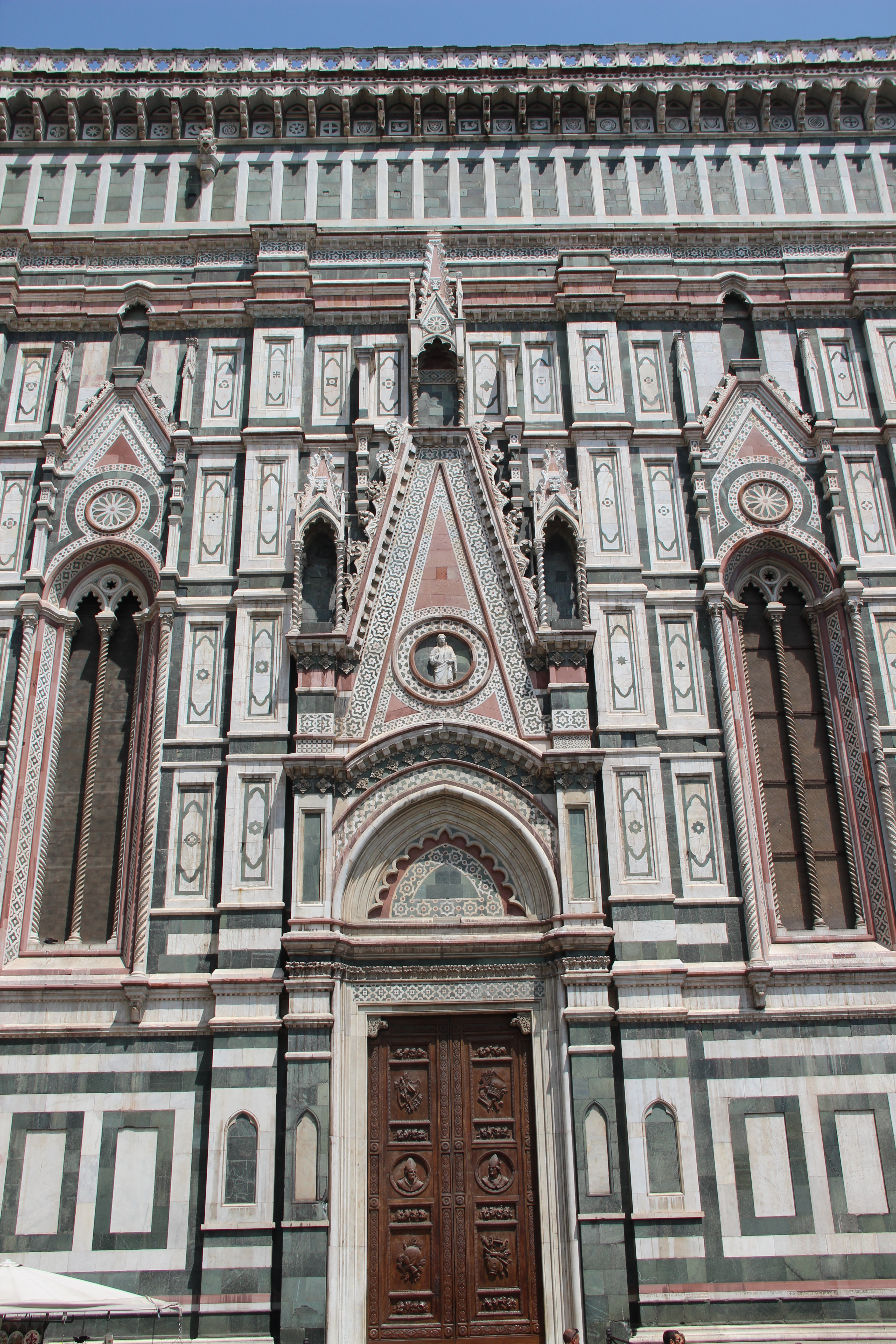
La porta del campanile
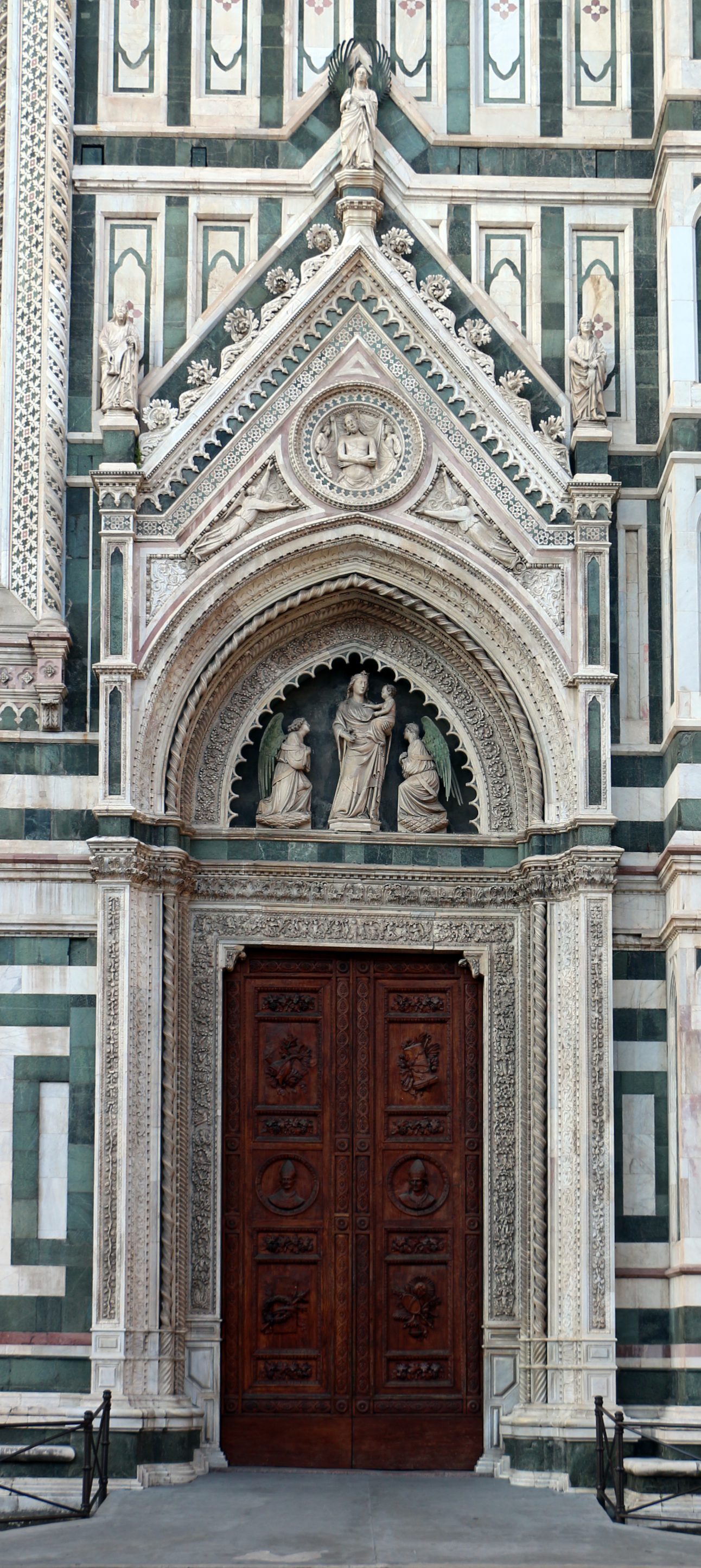
La porta dei canonici
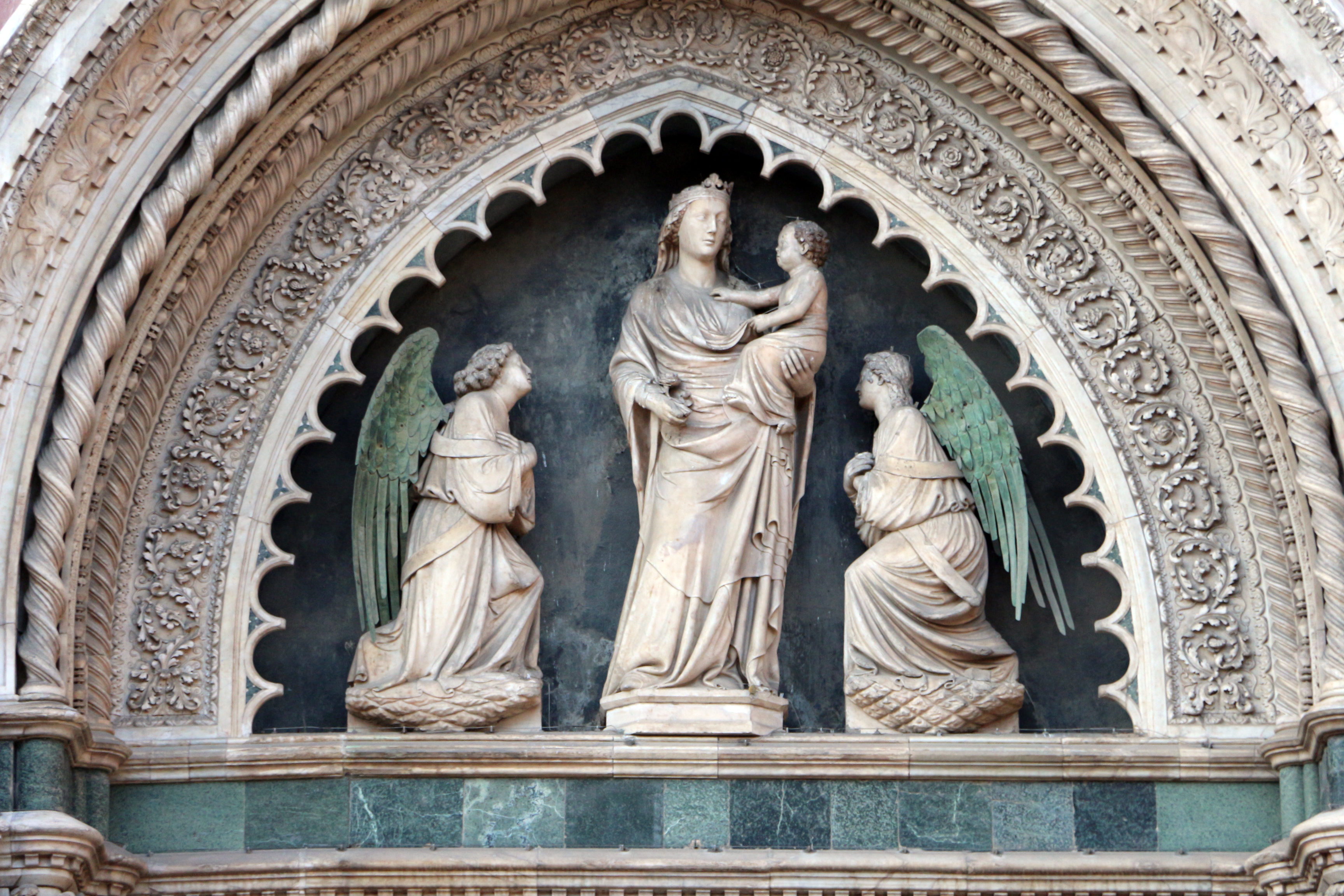
Lunetta della porta dei canonici

#### Fianco settentrionale

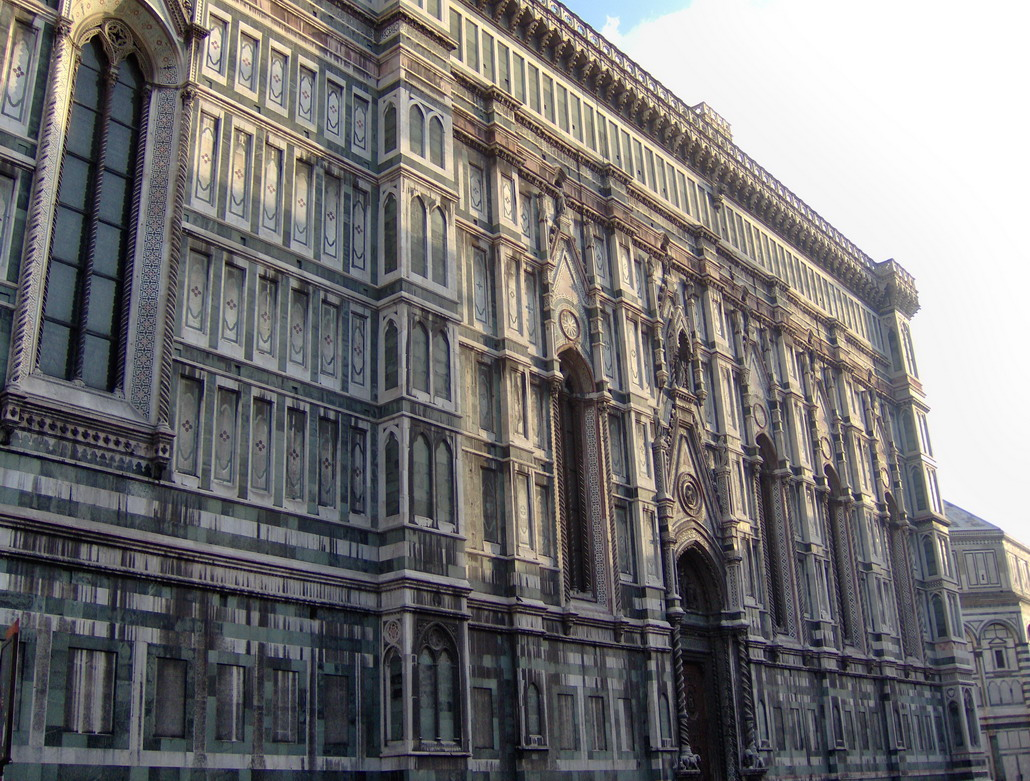
Il fianco settentrionale

Il fianco settentrionale ha lo stesso carattere di quello meridionale. Nelle campate di Arnolfo si apre la Porta di Balla o dei Cornacchini, degli anni 1350-1360 circa, che prende il nome da un'antica porta urbica nelle mura altomedievali. Due leoni stilofori sorreggono colonne tortili, culminanti con pinnacoli su cui si trovano due statuette di angeli. Nella lunetta una Madonna col Bambino (1359-1360) che, restaurata nel 2022, ha rivelato ampie tracce di policromia superstiti. Una leggenda popolare narra che ai primi del Quattrocento, un certo Anselmo, abitante in via del Cocomero (oggi via Ricasoli), proprio di fronte alle case della famiglia Cornacchini, sognasse di essere sbranato dal leone che, stranezza del sogno, era precisamente quello della porta. Quando però, quasi a sfida dell'innocua belva decorativa, volle metterle una mano in bocca, uno scorpione lì annidato lo punse a un dito, uccidendolo nel giro di ventiquattr'ore.
In corrispondenza di via dei Servi si apre la celebre Porta della Mandorla, detta così per l'elemento contenuto nella cuspide gotica con l'altorilievo dell'Assunta, opera di Nanni di Banco (1414-1421). Ultima ad essere eseguita mostra un'impostazione ancora gotica, riferibile alla prima fase costruttiva (1391-1397), mostra rilievi di Giovanni d'Ambrogio, Jacopo di Piero Guidi, Piero di Giovanni Tedesco e Niccolò di Pietro Lamberti (archivolto), ai quali si aggiunsero poi Antonio e Nanni di Banco nel 1406-1408. Celebre è la figuretta di Ercole scolpita nello stipite, attribuita a Nanni di Banco e tra i primi revival classicisti documentati a Firenze. Sui pinnacoli si trovavano due Profetini di Donatello e Nanni di Banco oggi nel Museo dell'Opera. La lunetta con il mosaico dell'Annunciazione è di David Ghirlandaio (1491).

Particolare
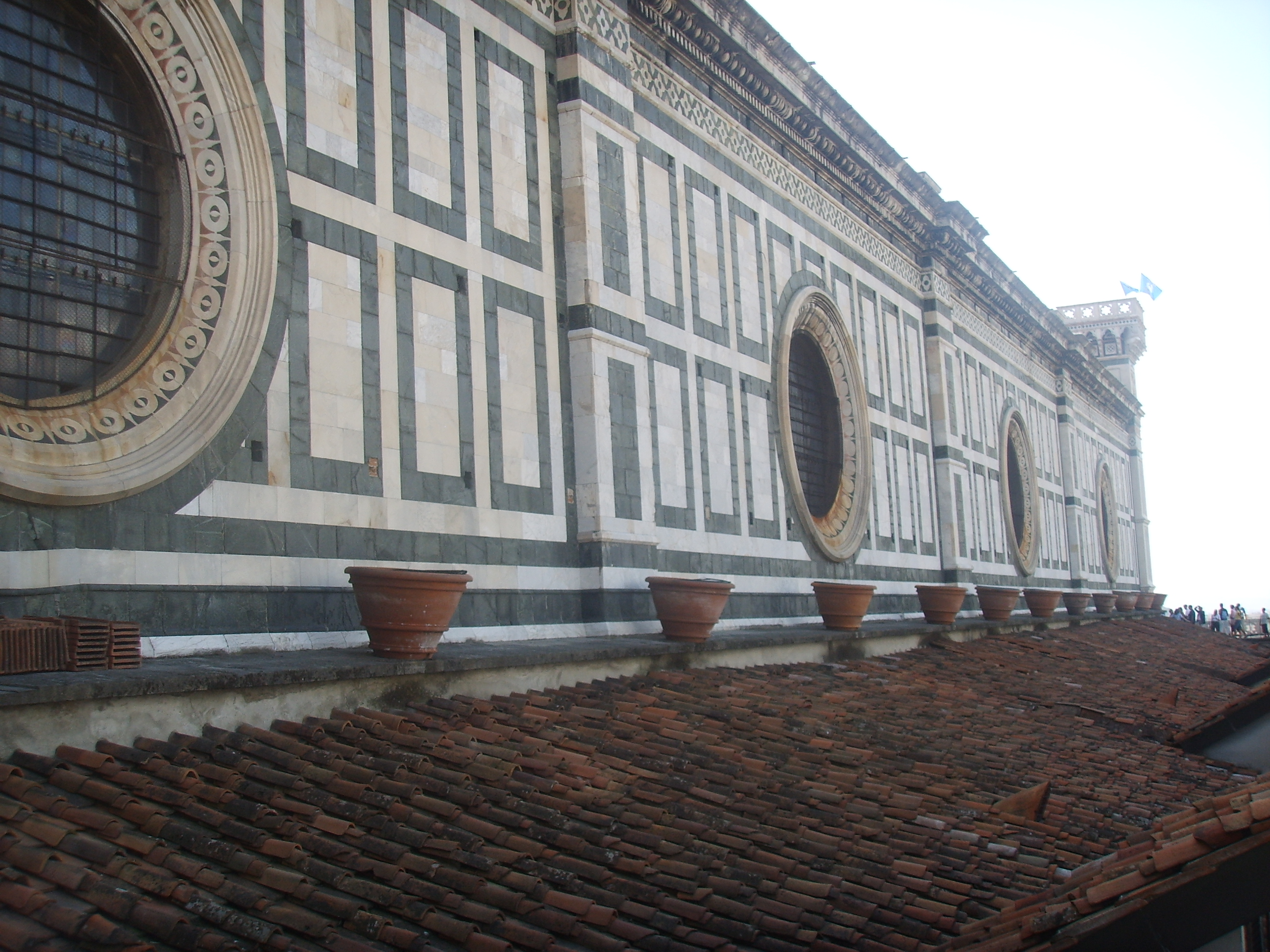
Gli occhi della navata centrale
La porta di Balla
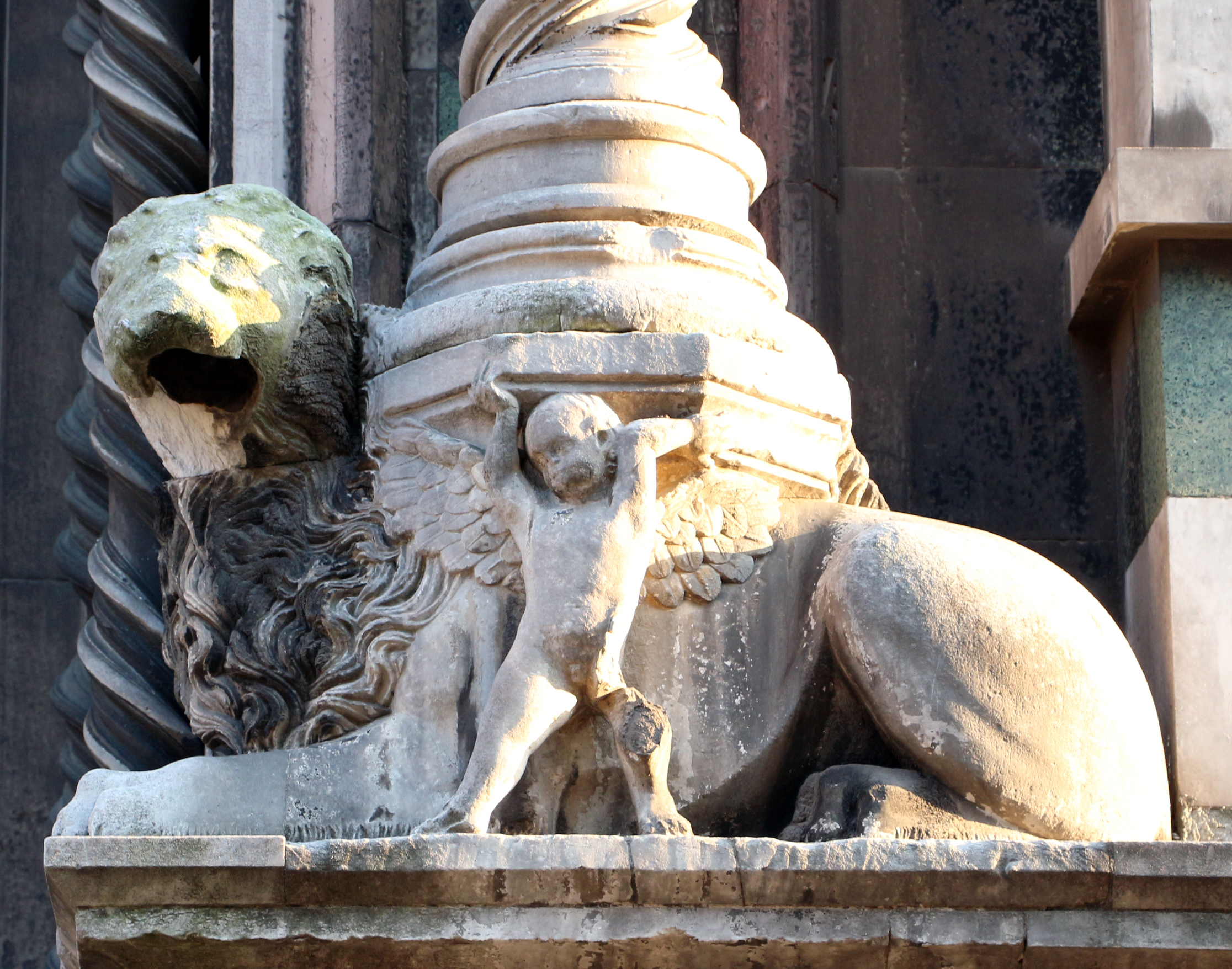
Leone della porta di Balla
La porta della Mandorla
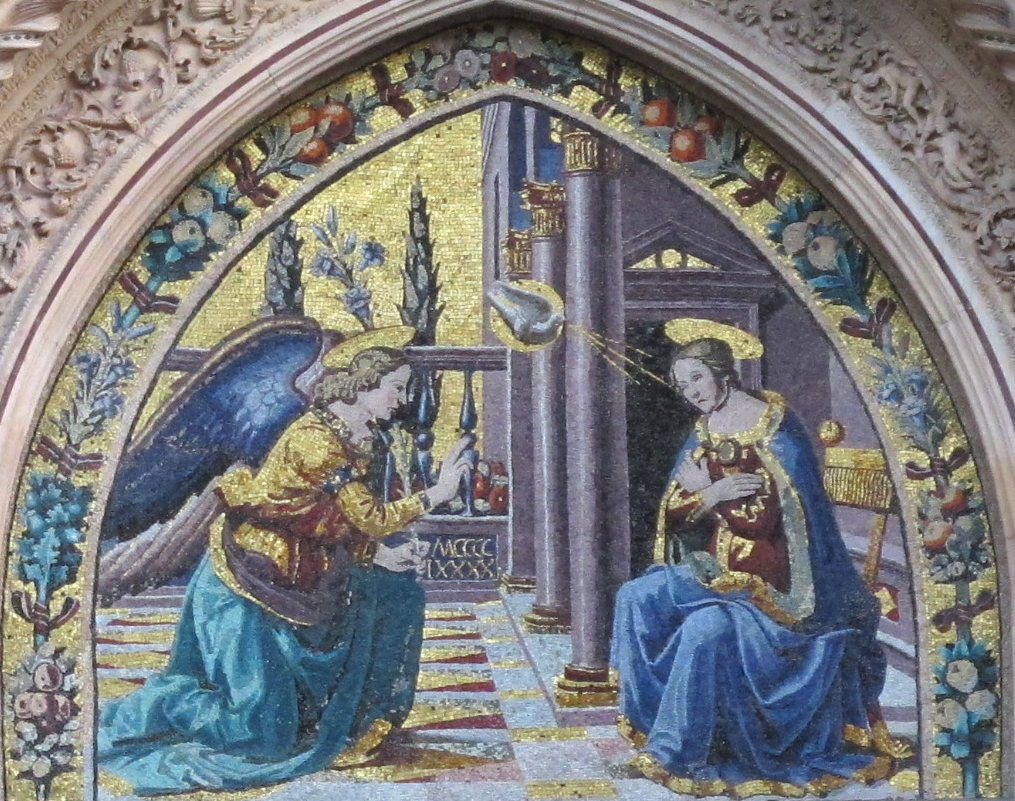
Annunciazione di David Ghirlandaio, lunetta della porta della Mandorla
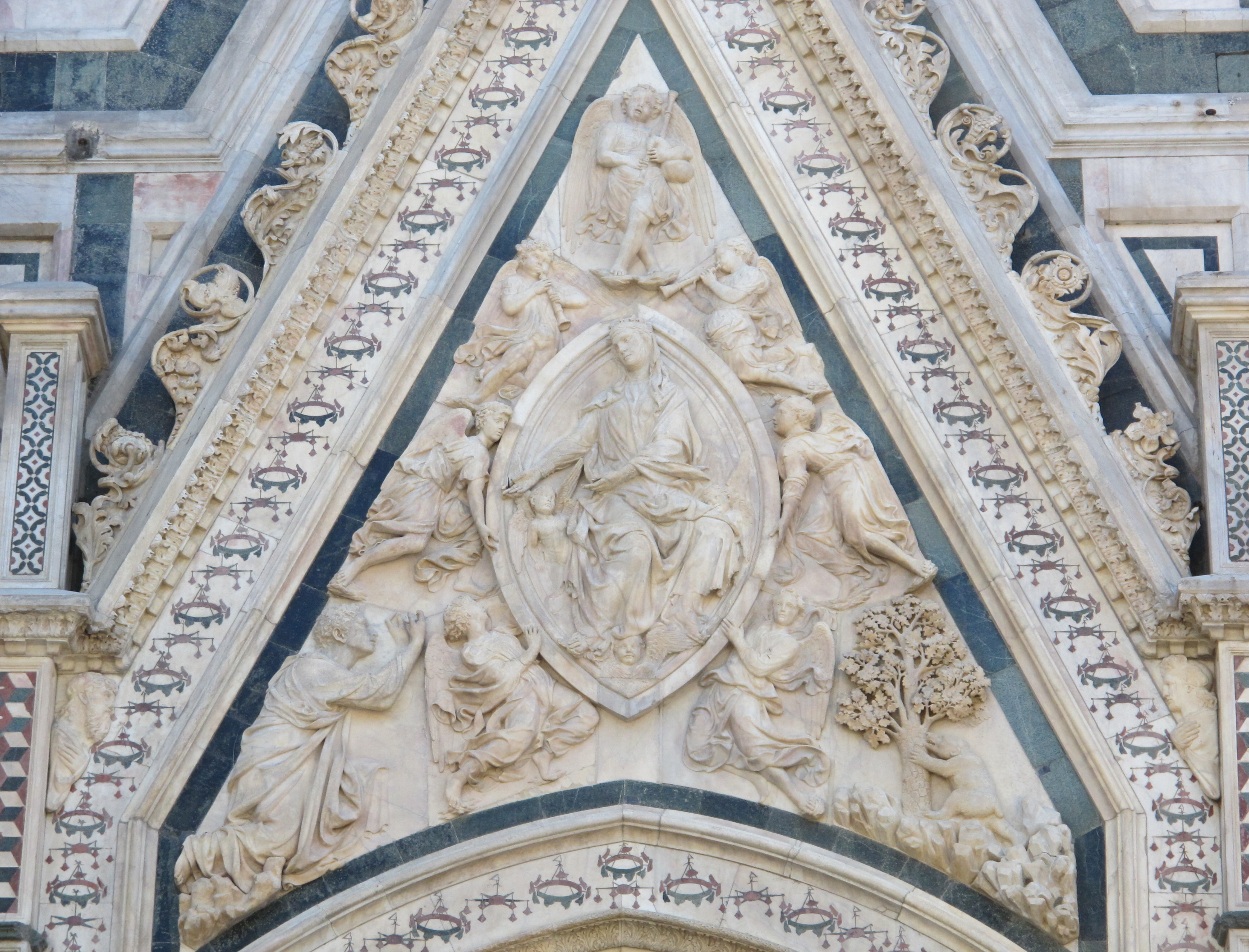
Madonna della Cintola di Nanni di Banco, timpano della porta della Mandorla

#### Zona absidale

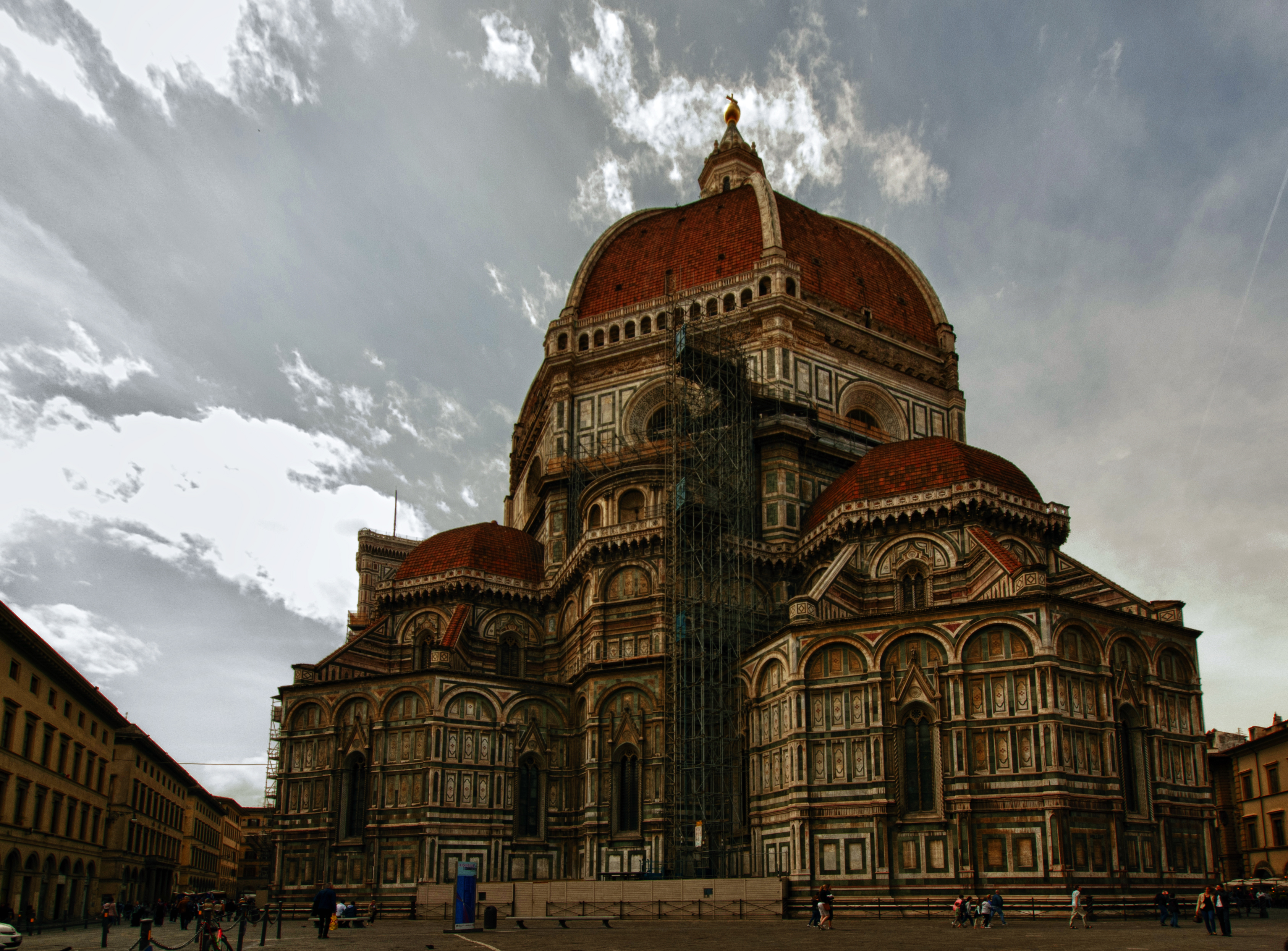
La zona absidale

La zona absidale della cattedrale è composta dalla cupola a pianta ottagonale e dalle tre absidi.
Le tre absidi, o tribune, sono disposte lungo i punti cardinali, prismatiche dotate di semicupole con suggestivi contrafforti a forma di archi rampanti impostati sulle pareti divisorie delle tribune stesse. Le eleganti finestre dei lati sud ed est sono attribuite a Lorenzo Ghiberti. Più in alto, in corrispondenza delle sagrestie e delle scale di accesso alla cupola, si trovano le "tribune morte", a pianta semicircolare, disegnate dal Brunelleschi. Sopra di esse corre un ballatoio continuo su beccatelli con parapetto traforato a quadrilobi. Doccioni a forma di teste zoomorfe sporgono sotto di esso.
Per uno dei contrafforti della tribuna nord era stato originariamente scolpito il David di Michelangelo che tuttavia, una volta completato, venne collocato nella Piazza dei Priori, in maniera che fosse più facilmente visibile; altre statue avrebbero dovuto decorare tutta la zona absidale.

Una delle tre absidi
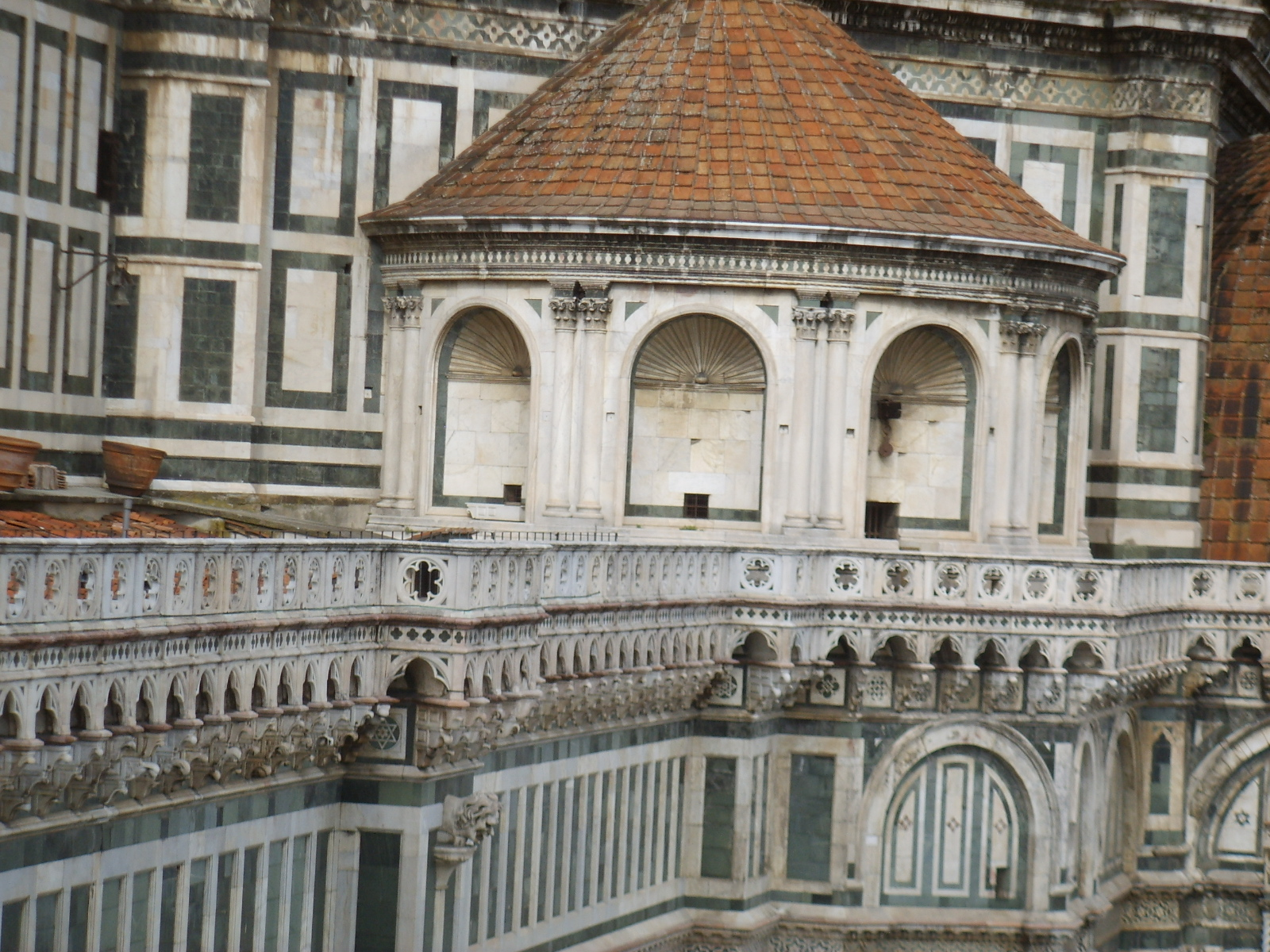
Una delle "tribune morte"
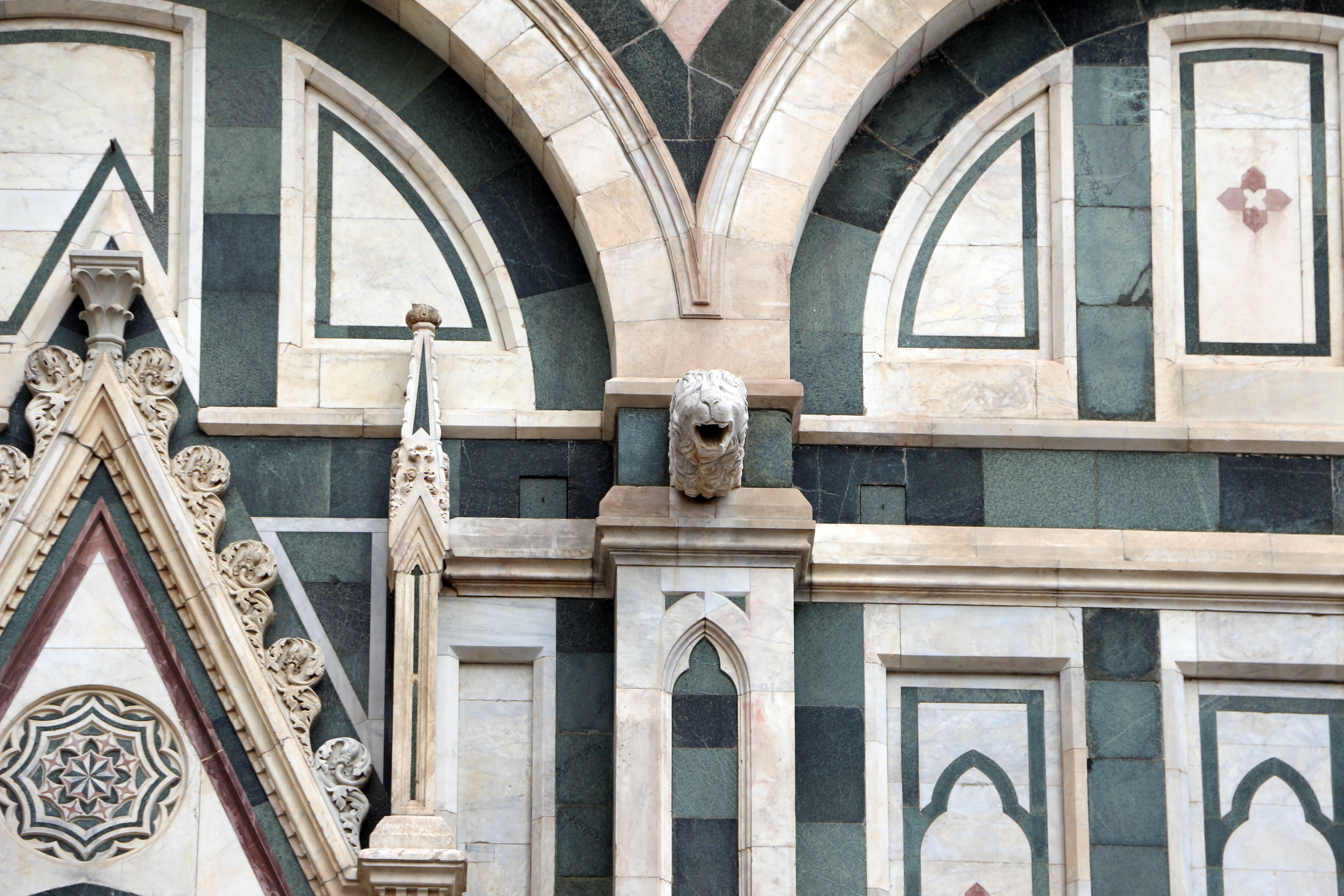
Particolare
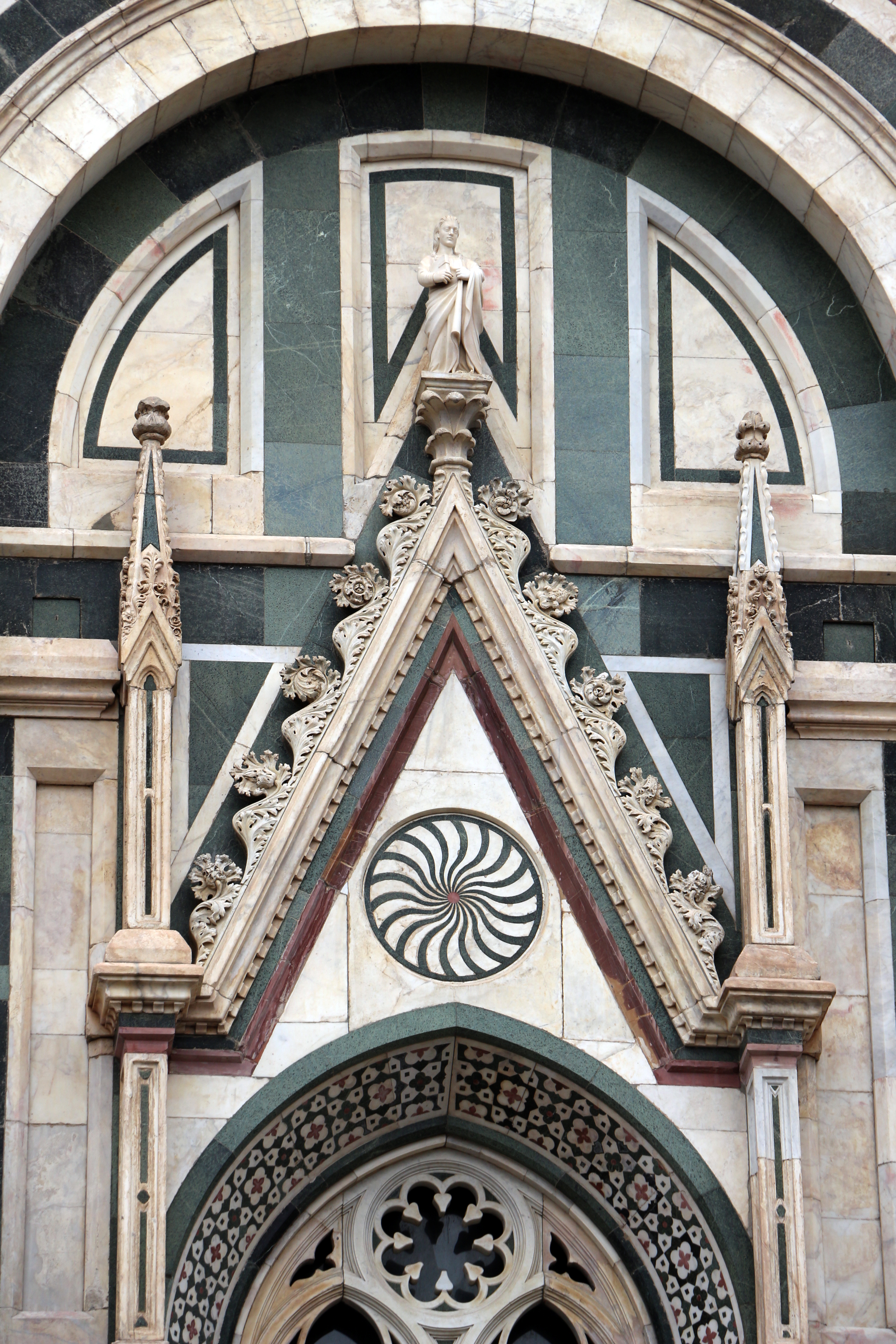
Particolare di una finestra
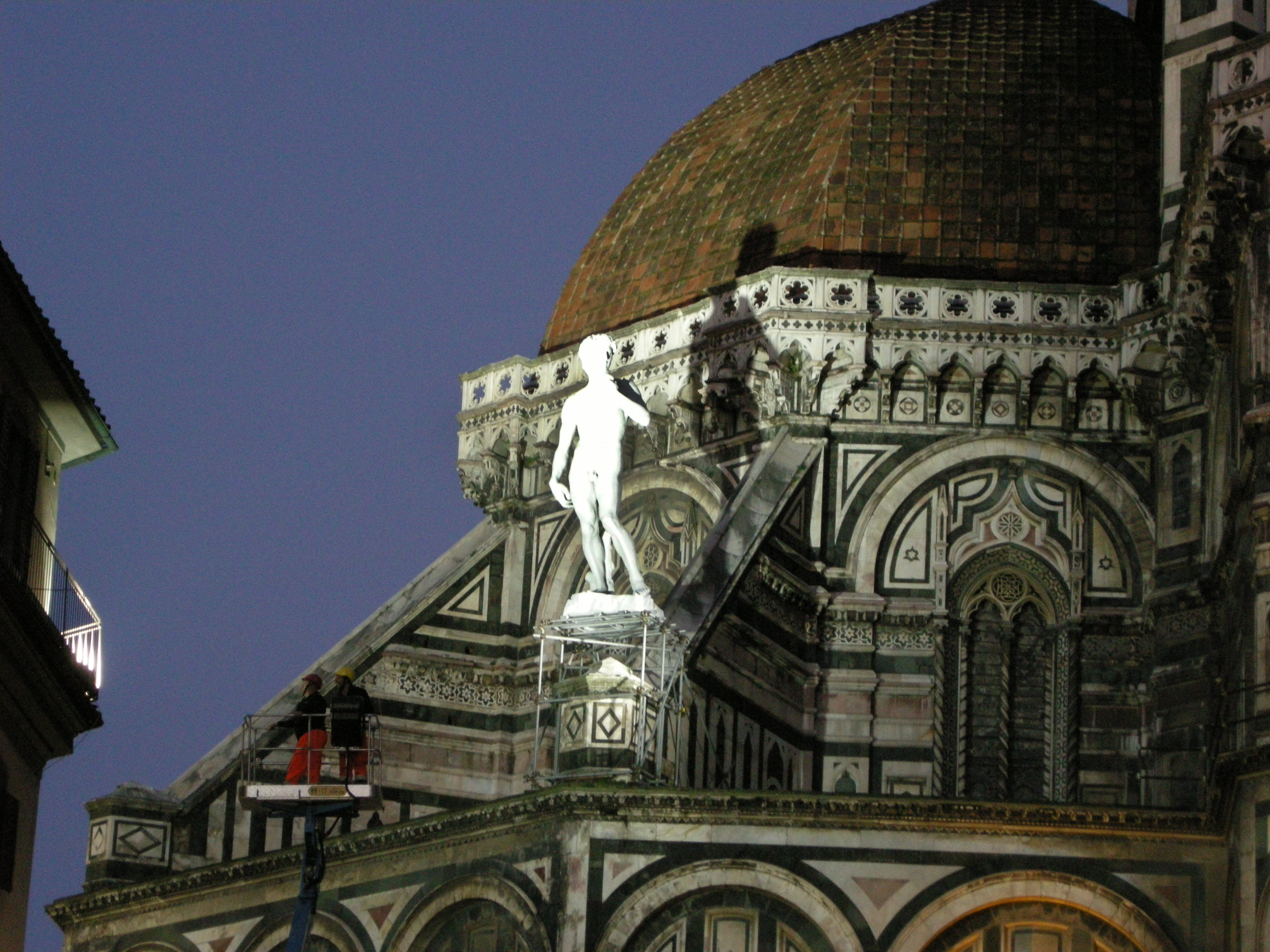
Installazione del novembre 2010 di una replica del David nella collocazione originariamente prevista

### Interno

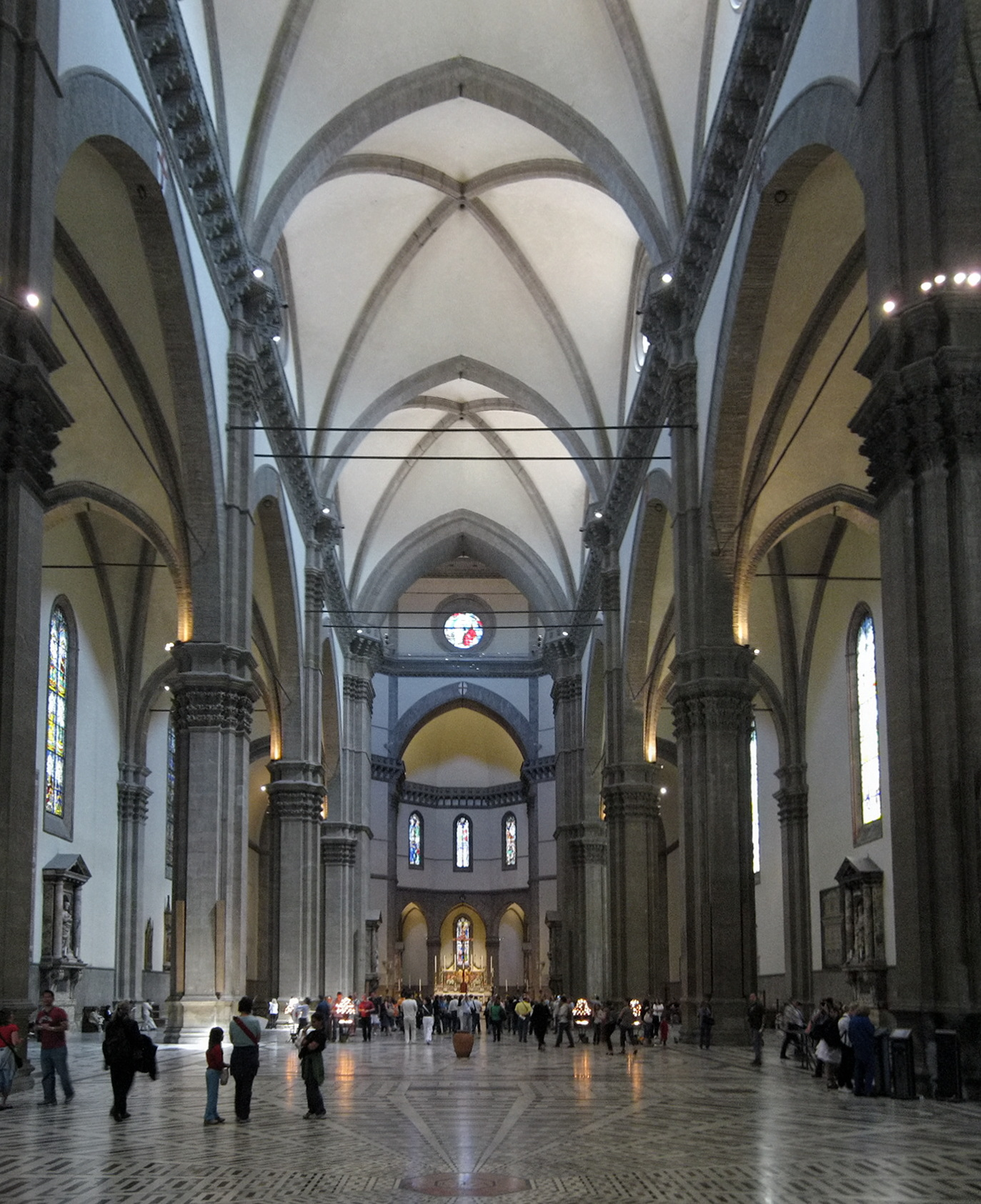
Interno

La cattedrale è costruita sul modello della basilica, ma non è provvista delle tradizionali absidi assiali, bensì le navate si innestano all'estremità orientale in una rotonda triconca, con un effetto in pianta simile ad un trifoglio. Il corpo basilicale è a tre navate, divise da grandi pilastri compositi, dalle cui basi si dipanano le membrature architettoniche che culminano nelle volte ogivali. Le dimensioni sono enormi: 153 metri di lunghezza per una larghezza di 38 metri. Le absidi nord e sud del triconco distano fra loro 90 metri. L'altezza dell'imposta delle volte nella navata è di 23 metri, al sommo dell'estradosso delle volte di circa 45 metri e il dislivello dal pavimento alla cima della cupola interna è di circa 90 metri.
L'interno, piuttosto semplice ed austero, dà una forte impressione di vuoto aereo. Le immense campate fiorentine (appena tre metri più basse delle volte della Cattedrale di Beauvais, le più alte del gotico francese) dovevano coprire un immenso spazio con pochissimi sostegni. La navata era, quindi, pensata come una sala in cui i vuoti prevalevano sulle pur ragguardevoli strutture architettoniche. Il ritmo dei sostegni era decisamente diverso dalla "foresta di pietra" tipica del gotico d'oltralpe, o di chiese fedeli a quel modello, come il Duomo di Milano. Non vi sono precedenti per dimensioni e struttura che possano essere citati come antefatti di questo progetto.
Lungo tutto il perimetro della chiesa corre un ballatoio interno su beccatelli, all'altezza dell'imposta della crociera. Il pavimento in marmi policromi fu disegnato da Baccio d'Agnolo e continuato, dal 1526 al 1560, da suo figlio Giuliano, da Francesco da Sangallo e altri maestri (1520-1526). Durante i restauri effettuati in seguito all'alluvione del 1966 si scoprì che nel pavimento furono usati, capovolti, alcuni marmi presi dalla facciata incompiuta, demolita in quegli anni.

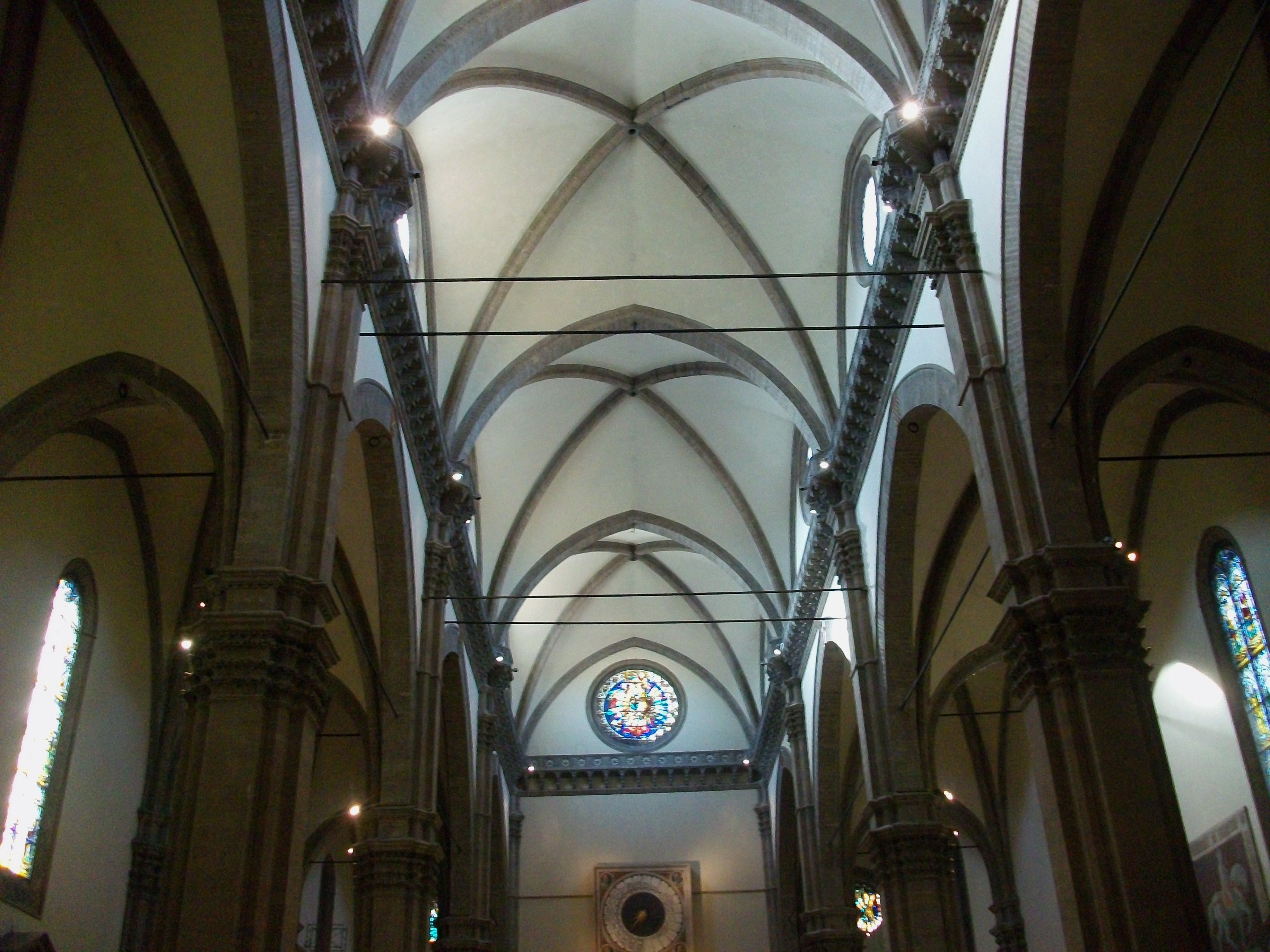
Il ballatoio e le volte

Il complesso delle vetrate figurate, per antichità, numero, qualità e dimensioni delle vetrate, è il più ricco d'Italia, con ben 44 vetrate a fronte di 55 finestre: a parte le quattro bifore laterali, databili alla fine del Trecento, il resto delle vetrate fu costruito in massima parte tra il 1434 e il 1455 con la predominanza di Lorenzo Ghiberti come fornitore dei disegni. Le bifore della navata e del transetto ritraggono Santi e personaggi del Vecchio e Nuovo Testamento, mentre i grandi occhi circolari sul tamburo rappresentano scene mariane. I principali artisti rinascimentali del tempo disegnarono i cartoni per queste finestre, fra i quali Donatello (l'Incoronazione della Vergine, unica visibile dalla navata), Lorenzo Ghiberti (Assunzione della Vergine in facciata, San Lorenzo in trono tra quattro angeli, Santo Stefano in trono tra quattro angeli, Ascensione, Orazione nell'orto, Presentazione al Tempio), Paolo Uccello (Natività e Resurrezione) e Andrea del Castagno (Deposizione). Sopra la porta centrale, nella lunetta, un mosaico probabilmente qui trasferito da un'ubicazione precedente, raffigura Cristo incorona Maria attribuito al mitico pittore Gaddo Gaddi (fine Duecento - inizio del Trecento). La vetrata ovest del tamburo, visibile solo dall'altare e dall'estremità del transetto è la sola rimasta non istoriata.
La decorazione interna del Duomo, già alterata durante la Controriforma e nel 1688, quando vennero smontate le cantorie di Luca della Robbia e di Donatello, fu molto alleggerita nel corso del restauro purista del 1842, quando vennero rimosse la maggior parte delle tracce del passato, oggi per lo più nel vicino Museo dell'Opera del Duomo.

#### Controfacciata

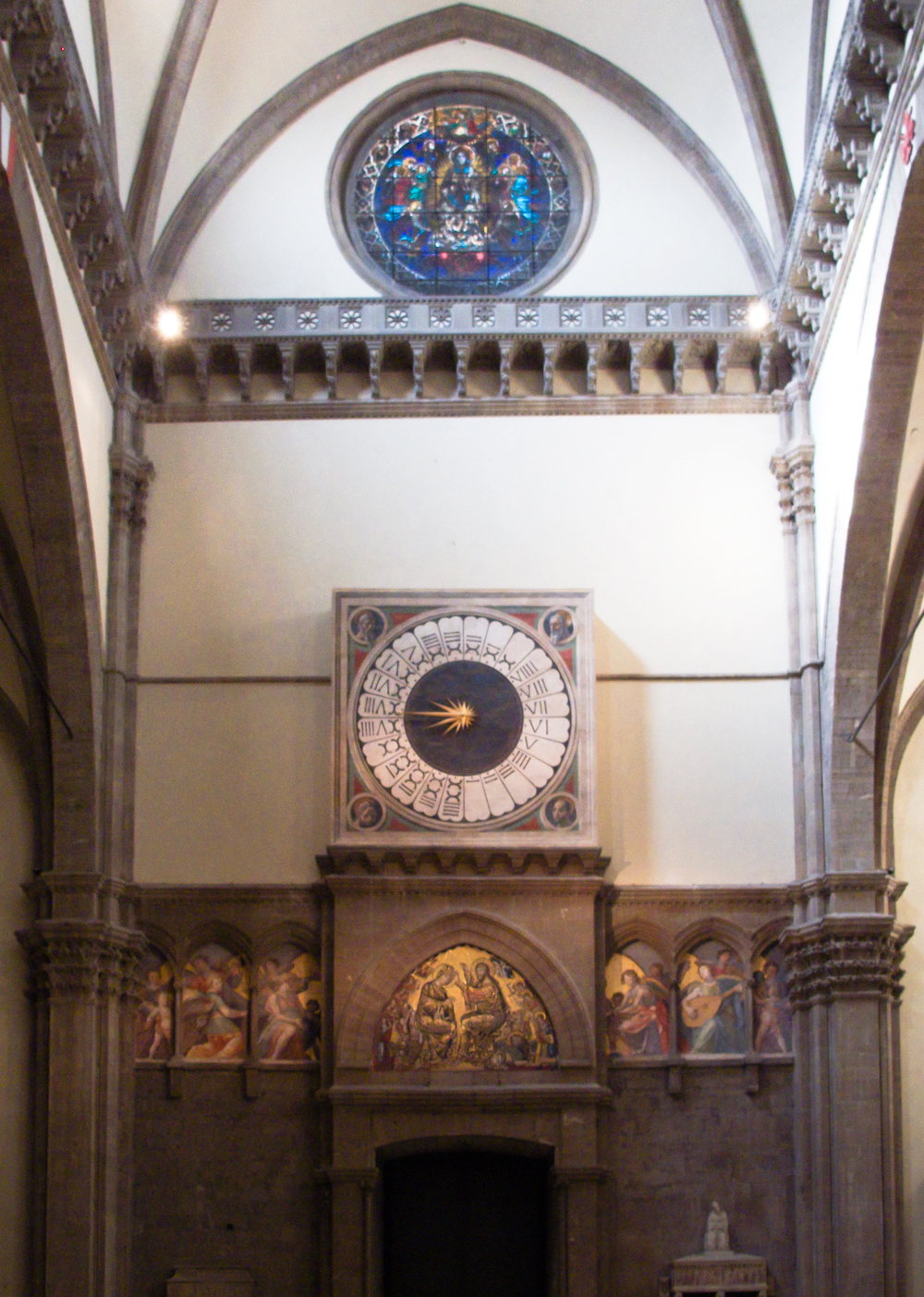
La controfacciata

Al centro della controfacciata l'orologio italico ha teste di evangelisti, affrescate negli angoli da Paolo Uccello (1443). L'orologio, di uso liturgico, è uno degli ultimi funzionanti che usa la cosiddetta hora italica, un giorno diviso in 24 "ore" di durata variabile a seconda delle stagioni, che comincia al suono dei vespri, in uso fino al XVIII secolo. I ritratti degli evangelisti non sono identificabili con il tradizionale ausilio degli animali-simbolo, ma attraverso i tratti fisionomici che richiamano l'animale (o, nel caso di Matteo, l'angelo) simbolico.
Nella lunetta del portale centrale si trova il mosaico dell'Incoronazione della Vergine, attribuito a Gaddo Gaddi. Ai lati del portale angeli in stile arcaizzante forse dipinti da Santi di Tito alla fine del Cinquecento. A destra del portale centrale si trova poi la tomba del vescovo Antonio d'Orso (1343) di Tino di Camaino. Il pilastro attiguo ha una tavola a fondo oro con Santa Caterina d'Alessandria e un devoto riferibile alla scuola di Bernardo Daddi (1340 circa).

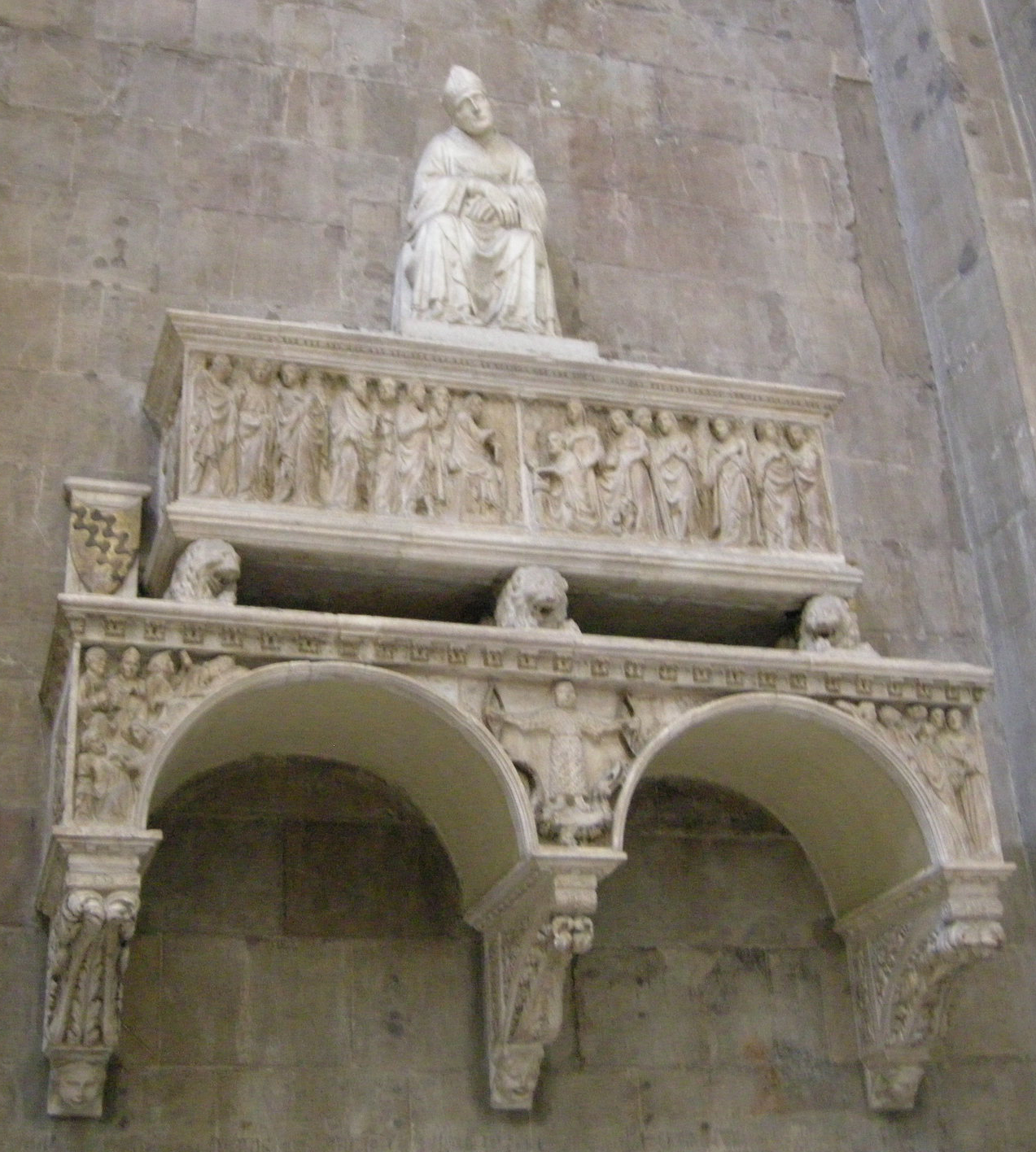
Tomba di Antonio d'Orso di Tino da Camaino
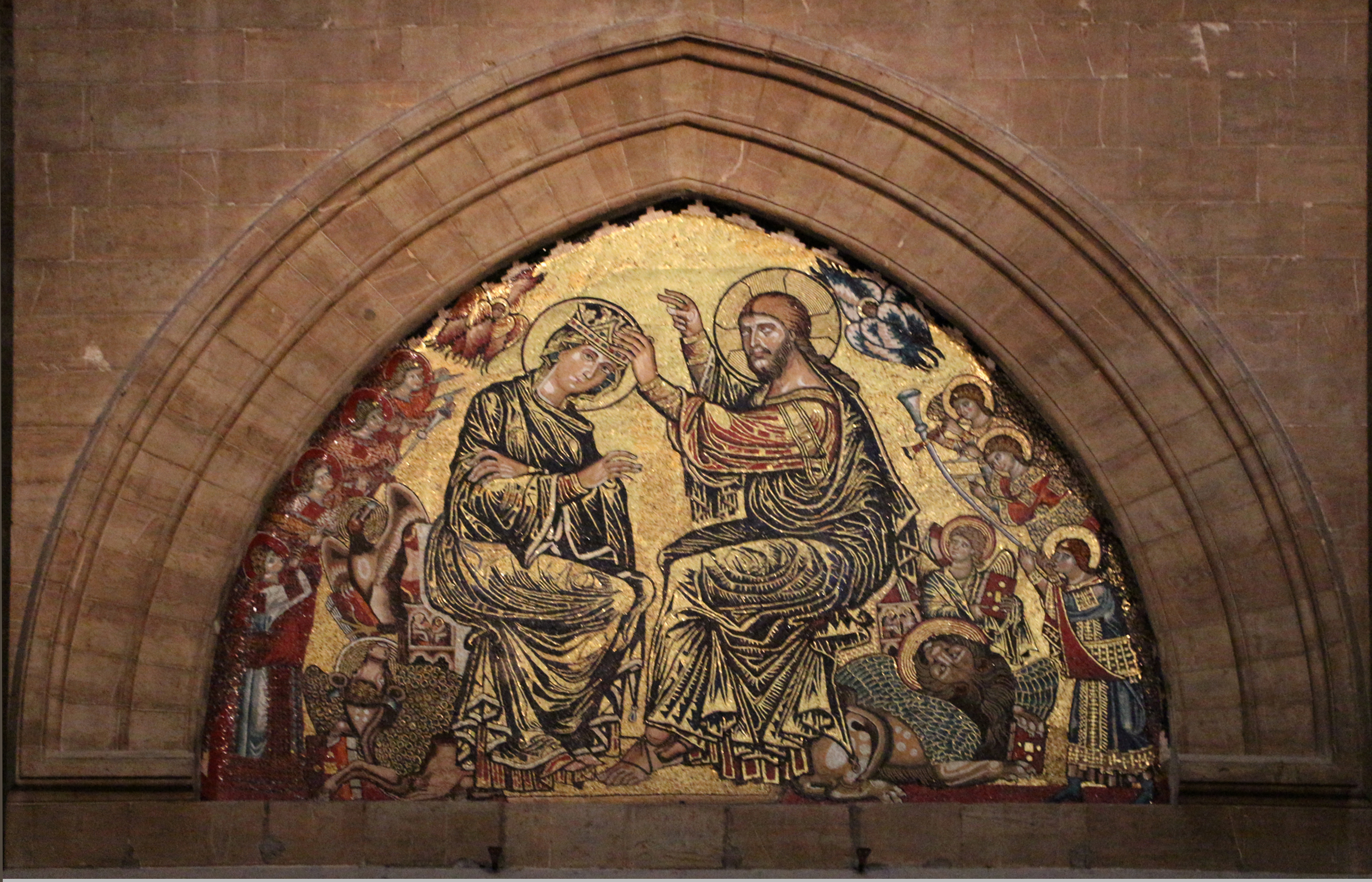
L'Incoronazione della Vergine di Gaddo Gaddi
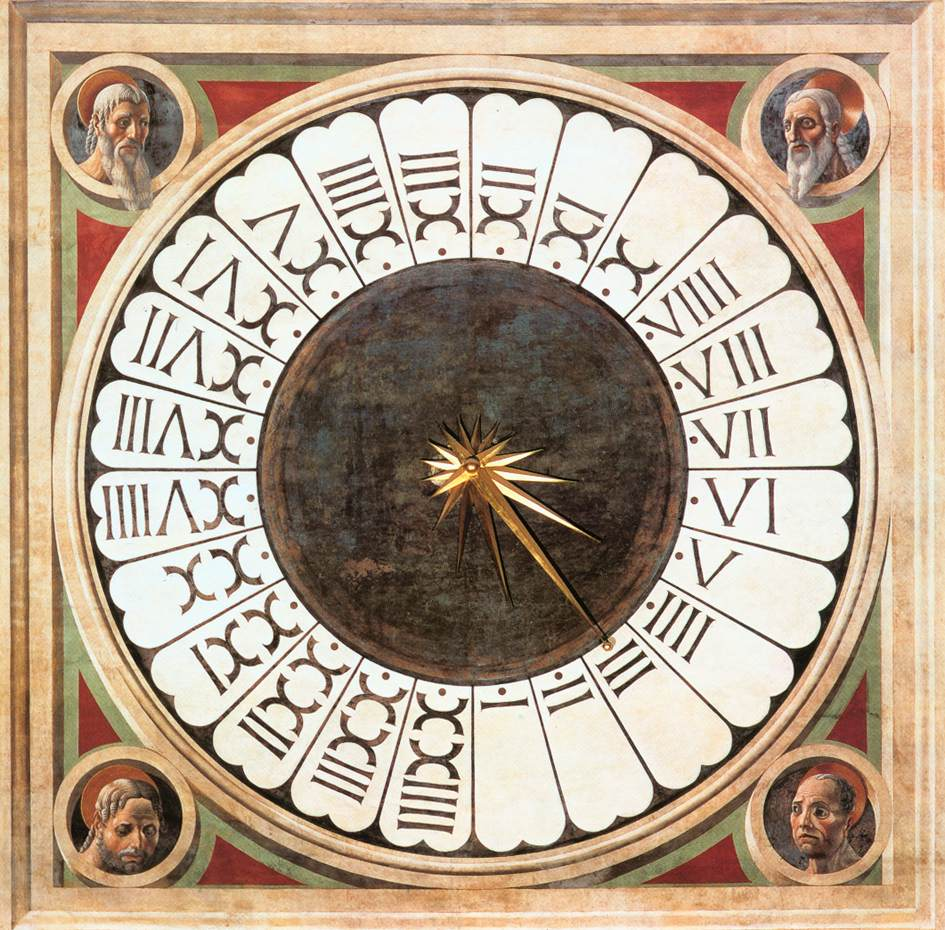
L'orologio italico
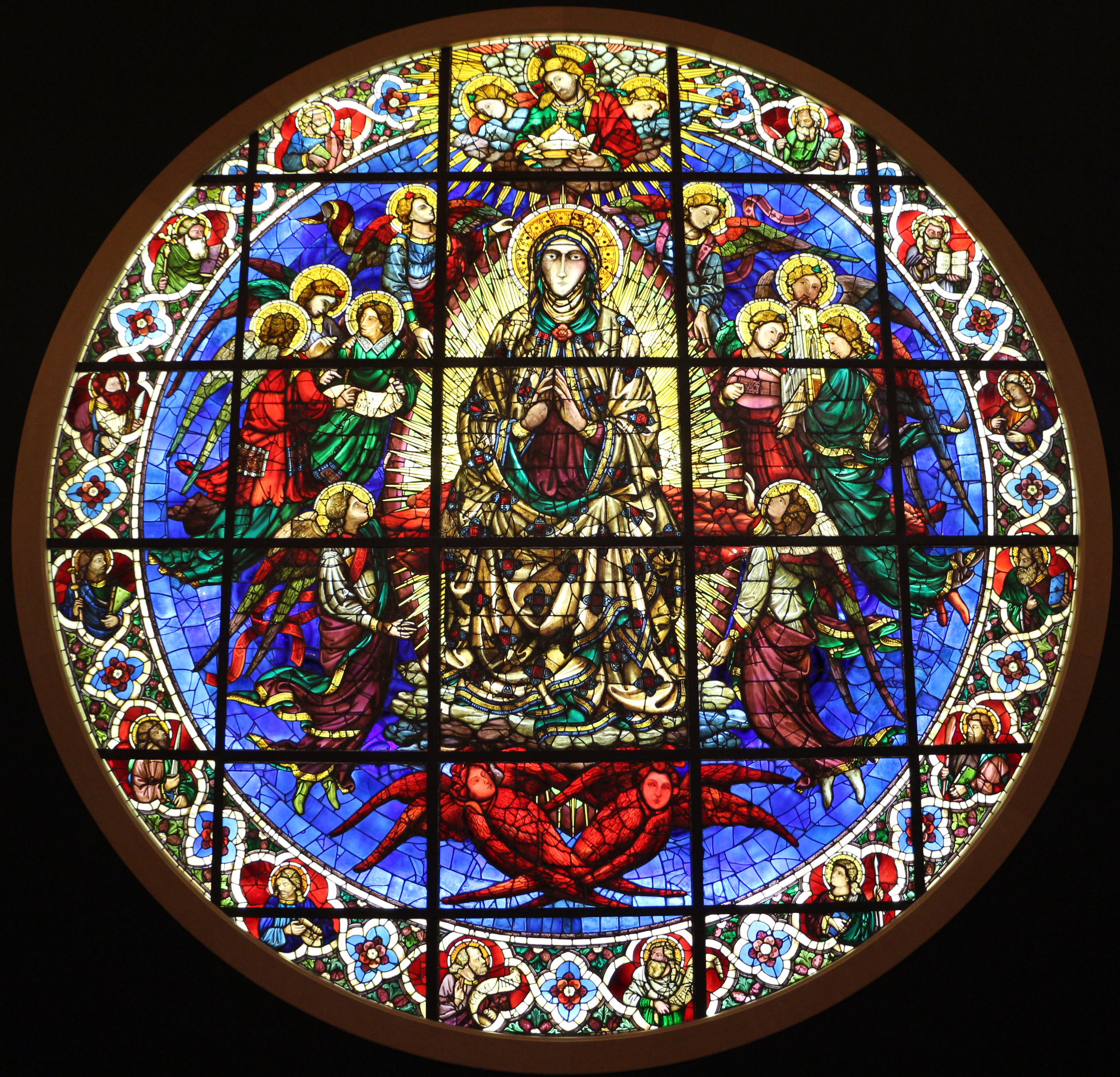
Il rosone
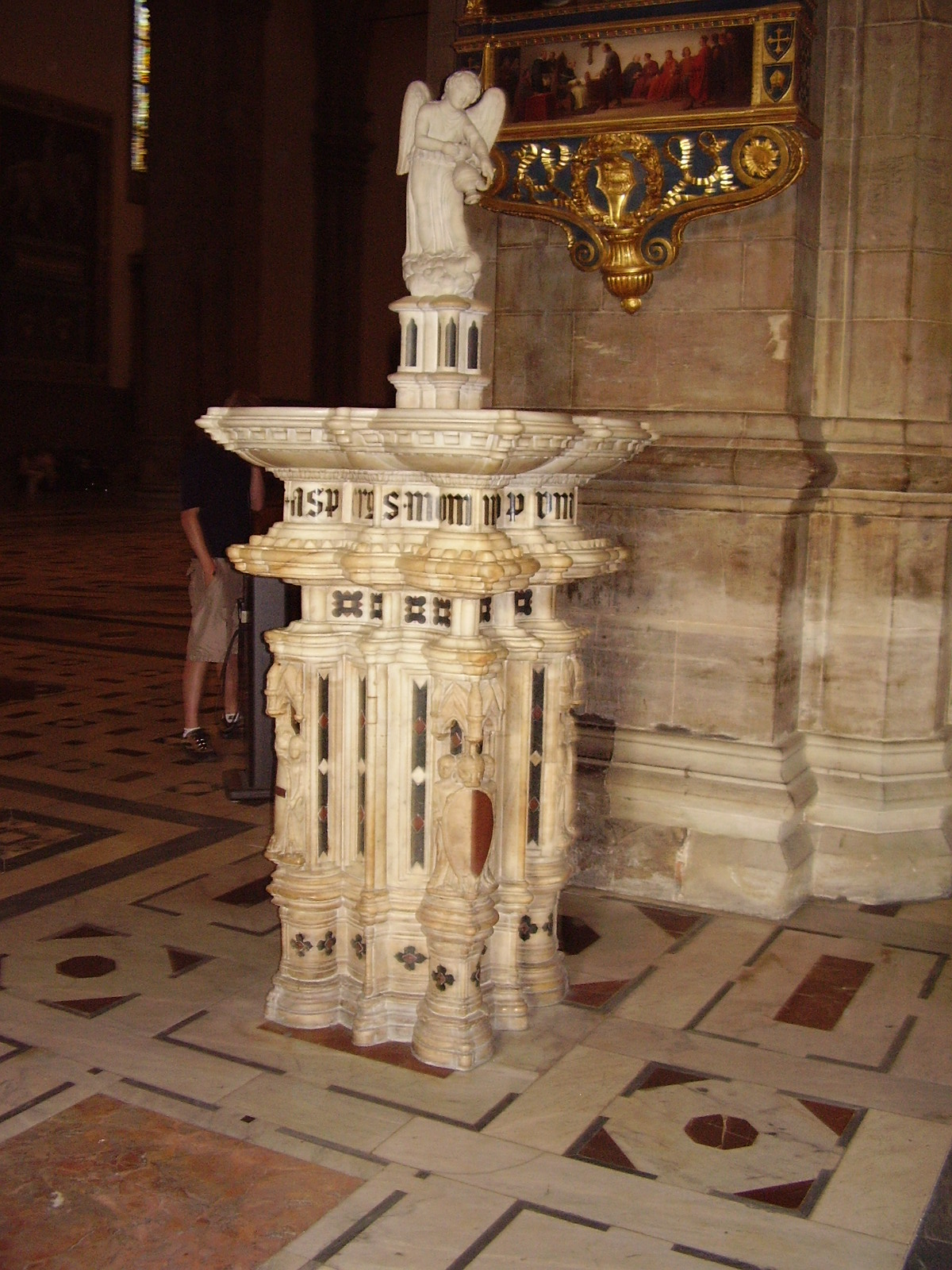
Acquasantiera

#### Navate

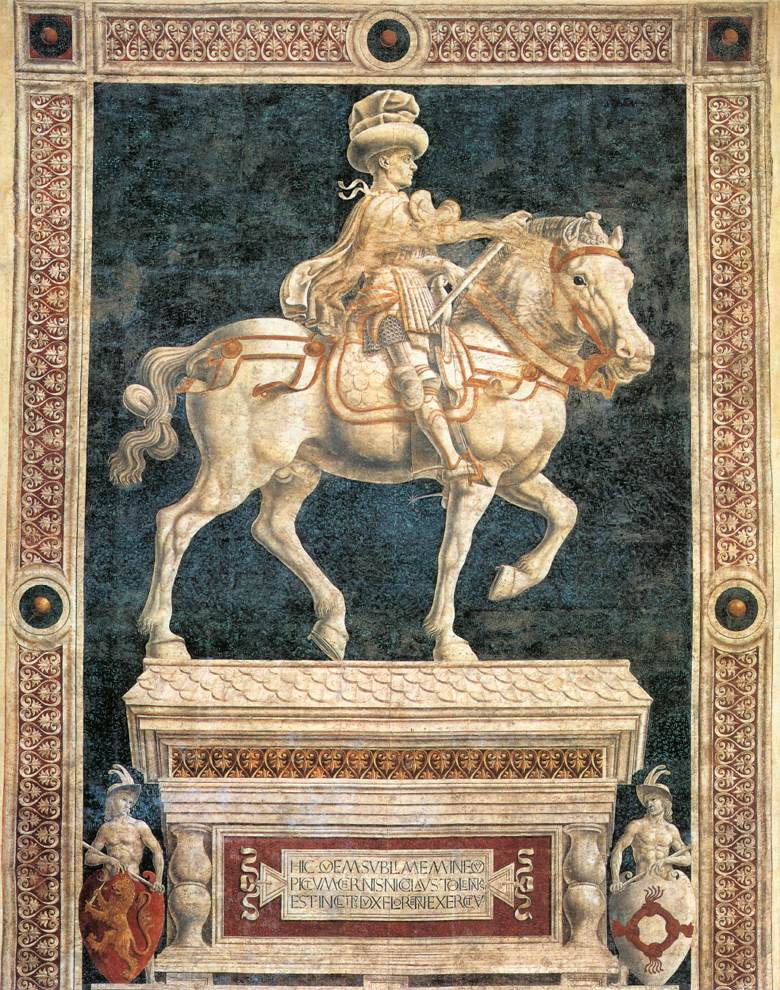
Andrea del Castagno, Monumento a Niccolò da Tolentino

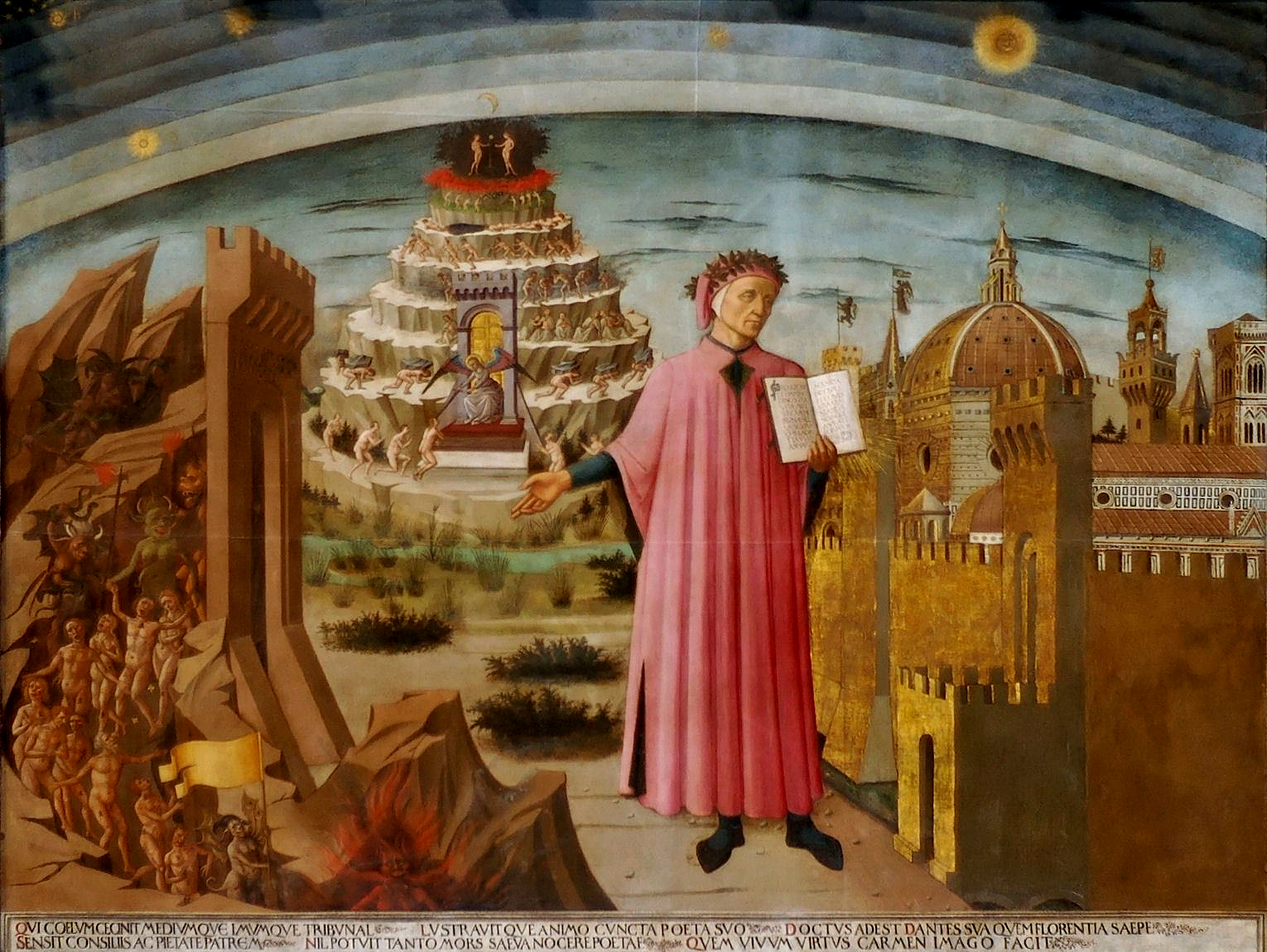
Domenico di Michelino, Dante con la Divina Commedia

Alcune opere della cattedrale rispecchiano la sua funzione pubblica, con monumenti dedicati a illustri uomini e a comandanti militari di Firenze. Nel Quattrocento, infatti, il cancelliere fiorentino Coluccio Salutati vagheggiava il progetto di trasformarla in una sorta di Pantheon dei fiorentini illustri, con opere d'arte celebrative. A quel programma decorativo risalgono essenzialmente: 
- Dante con la Divina Commedia di Domenico di Michelino su cartone di Alesso Baldovinetti (1465), interessante anche per la veduta cittadina che mostra la cupola con il rivestimento ancora incompiuto e una veduta delle porte urbiche prima della demolizione degli avancorpi e del taglio del primo e secondo piano successivo all'avvento dell'artiglieria.
- Affreschi staccati dei condottieri, sulla parete sinistra, raffiguranti i monumenti a due figure eroiche in cavalcatura trionfante. Entrambi presentano una prospettiva incerta, con due punti di fuga diversi per il piedistallo e la statua equestre, e, inoltre, i cavalli non potrebbero in realtà stare in piedi dato che hanno entrambe le zampe alzate dallo stesso lato. Lo strappo è stato fatto nel XIX secolo.
  - Monumento equestre di John Hawkwood (Giovanni Acuto) di Paolo Uccello (1436), dipinto in bicromia con terra verde.
  - Monumento equestre di Niccolò da Tolentino di Andrea del Castagno (1456), in pendant con il precedente, disegnato a imitazione del marmo.

Più tardi sono invece i busti, realizzati nel XV e nel XIX secolo.
- Busti nella navata sinistra:
  - Busto di Emilio de Fabris, di Vincenzo Consani (1887)
  - Busto di Antonio Squarcialupi (celebre organista della cattedrale), di Benedetto da Maiano con epigrafe attribuita ad Agnolo Poliziano (1490)
  - Busto di Arnolfo di Cambio, di Aristodemo Costoli[23] (1843)
- Busti nella navata destra:
  - Busto di Giotto, di Benedetto da Maiano con epigrafe di Agnolo Poliziano (1490)
  - Busto di Brunelleschi, del Buggiano (1446)
  - Busto di Marsilio Ficino (XIX secolo)

Nella prima campata a destra, entro una grande edicola cinquecentesca che maschera l'antica apertura verso il campanile, si trova la statua del profeta Isaia, di Nanni di Banco. Essa era originariamente destinata a un contrafforte della tribuna settentrionale. Al primo pilastro a destra l'acquasantiera di scuola toscana risale al Trecento: angelo e vasca sono oggi copie (originali nel museo dell'Opera del Duomo). La vicina tavola cuspidata con Sant'Antonino è del Poppi con predella ottocentesca di Antonio Marini. A sinistra invece si trova la statua di Giosuè (1415) già sulla facciata, avviata da Donatello (per la testa, che presumibilmente ritrae Poggio Bracciolini), portata avanti da Nanni di Bartolo e completata da Bernardo Ciuffagni. Sul vicino pilastro San Zanobi che calpesta l'Orgoglio e la Crudeltà con predella, di Giovanni del Biondo.
A destra, nella seconda campata si trova l'ingresso agli scavi di Santa Reparata e una tavola di San Bartolomeo in trono di Jacopo di Rossello Franchi, entro una cornice cinquecentesca.
Le vetrate della terza campata a destra e a sinistra fanno parte del gruppo antico e vennero disegnate da Agnolo Gaddi nel 1394. Nell'edicola la statua di Isaia è di Bernardo Ciuffagni (1427), scolpita originariamente per il campanile. Ai lati affreschi staccati con i monumenti sepolcrali dipinti di fra' Luigi Marsili (1439) e del vescovo Pietro Corsini (1422): vennero dipinti da Bicci di Lorenzo. Nella navata sinistra la statua di Re David di Bernardo Ciuffagni, già sull'antica facciata (1434).
Anche la quarta campata ha una vetrata con Santi di Agnolo Gaddi. Sul lato destro si trova la tavola cuspidata con i Santi Cosma e Damiano di Bicci di Lorenzo.

#### Coro

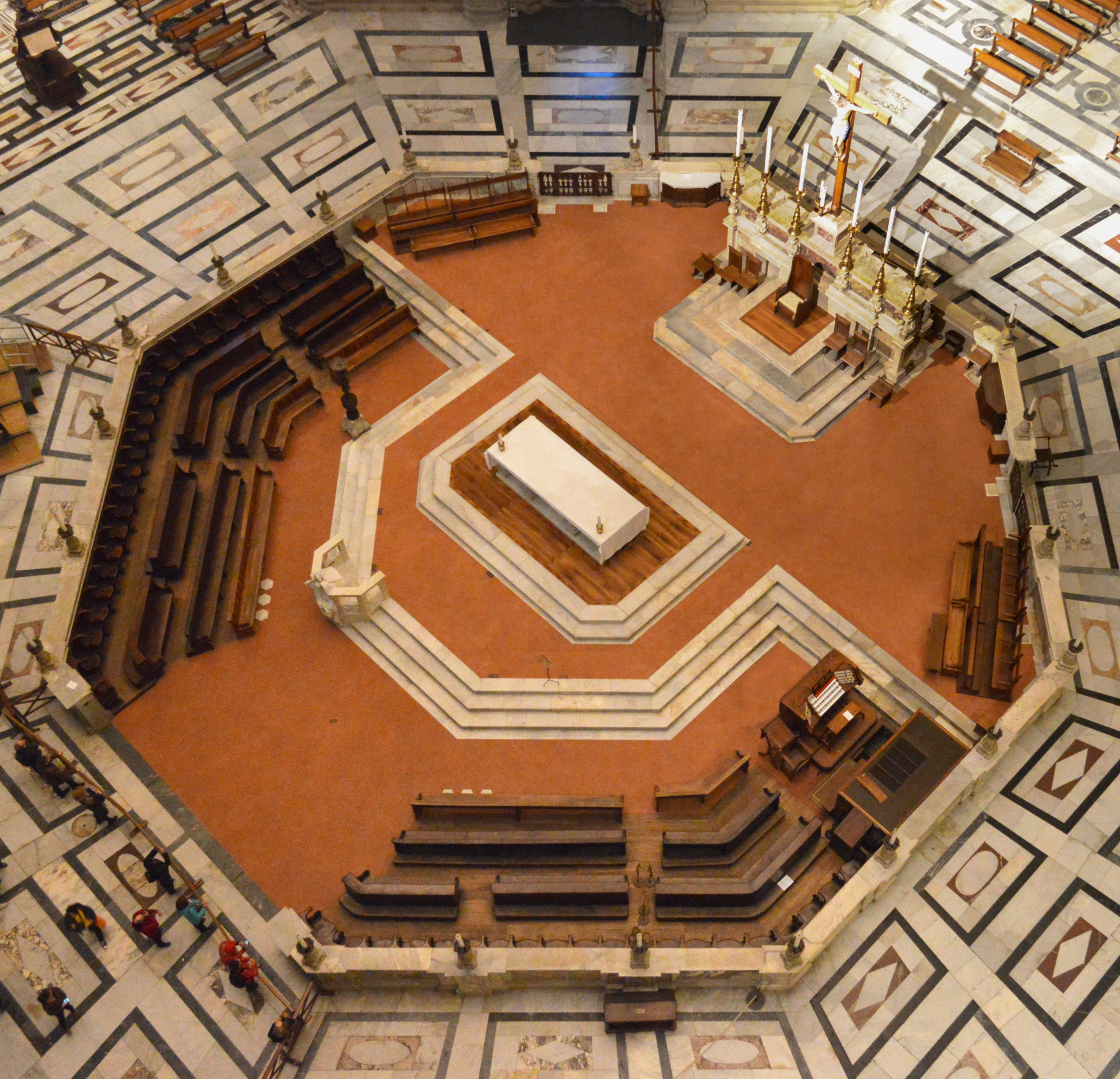
Veduta dall'alto del coro

Lo spazio dagli amplissimi volumi al di sotto della cupola è impostato entro un ottagono che si irradia poi nelle tre tribune, all'incrocio delle quali si trovano le due sagrestie. Le arcate in stile neogotico che si aprono sopra le porte delle sagrestie vennero aggiunte da Gaetano Baccani nel 1842, per contenere gli organi e le nuove, semplici cantorie. Nei pilastri che sorreggono la cupola si aprono una serie di nicchie, in cui si trova la serie di statue cinquecentesche degli Apostoli. Questa serie doveva essere scolpita da Michelangelo ma, dopo aver trionfato con l'impresa del David l'artista fece in tempo a sbozzare solo un San Matteo (oggi alla Galleria dell'Accademia) prima di venire chiamato a Roma da Giulio II. Dopo aver atteso invano la ripresa della commissione gli Operai del Duomo affidarono infine il ciclo ad altri artisti. Da destra in senso antiorario si incontrano San Matteo di Vincenzo de' Rossi, San Filippo e San Giacomo Minore di Giovanni Bandini, San Giovanni di Benedetto da Rovezzano, San Pietro di Baccio Bandinelli, Sant'Andrea di Andrea Ferrucci, San Tommaso del de' Rossi, e San Giacomo Maggiore di Jacopo Sansovino.
Il coro fu realizzato su progetto di Baccio Bandinelli e di Giuliano di Baccio d'Agnolo tra il 1547 e il 1572 in luogo di uno costruito nel 1520 da Nanni Unghero e Domenico di Francesco Baccelli, che a sua volta ne sostituiva uno più antico opera di Filippo Brunelleschi e risalente al 1437-1439, e nel corso dei secoli il coro è stato oggetto di diverse modifiche e alterazioni che l'hanno portato all'attuale conformazione, delle quali l'ultima risalente alla metà del XIX secolo, quando su progetto del Baccani venne demolita l'articolata architettura del recinto, in marmo di Carrara e breccia medicea, della quale rimane solo il piedistallo, ornato con bassorilievi raffiguranti Apostoli, Profeti e Santi in prevalenza di Giovanni Bandini (1563-1564). All'interno del coro trovano luogo gli stalli lignei cinquecenteschi già riservati ai canonici, e il presbiterio; quest'ultimo è rialzato di alcuni gradini rispetto al piano di calpestio della navata ed ospita al centro l'altare maggiore (posto nel 1973 in seguito all'adeguamento liturgico), con mensa poggiante su quattro coppie di anfore marmoree; alle sue spalle, la cattedra lignea del XV secolo e il dossale cinquecentesco, sormontato da un Crocifisso ligneo policromo di Benedetto da Maiano (1495 circa). Il moderno ambone (2015) è opera di Etsurō Sotoo, mentre il candelabro del cero pasquale, con base marmorea e fusto ligneo, risale al 1477.

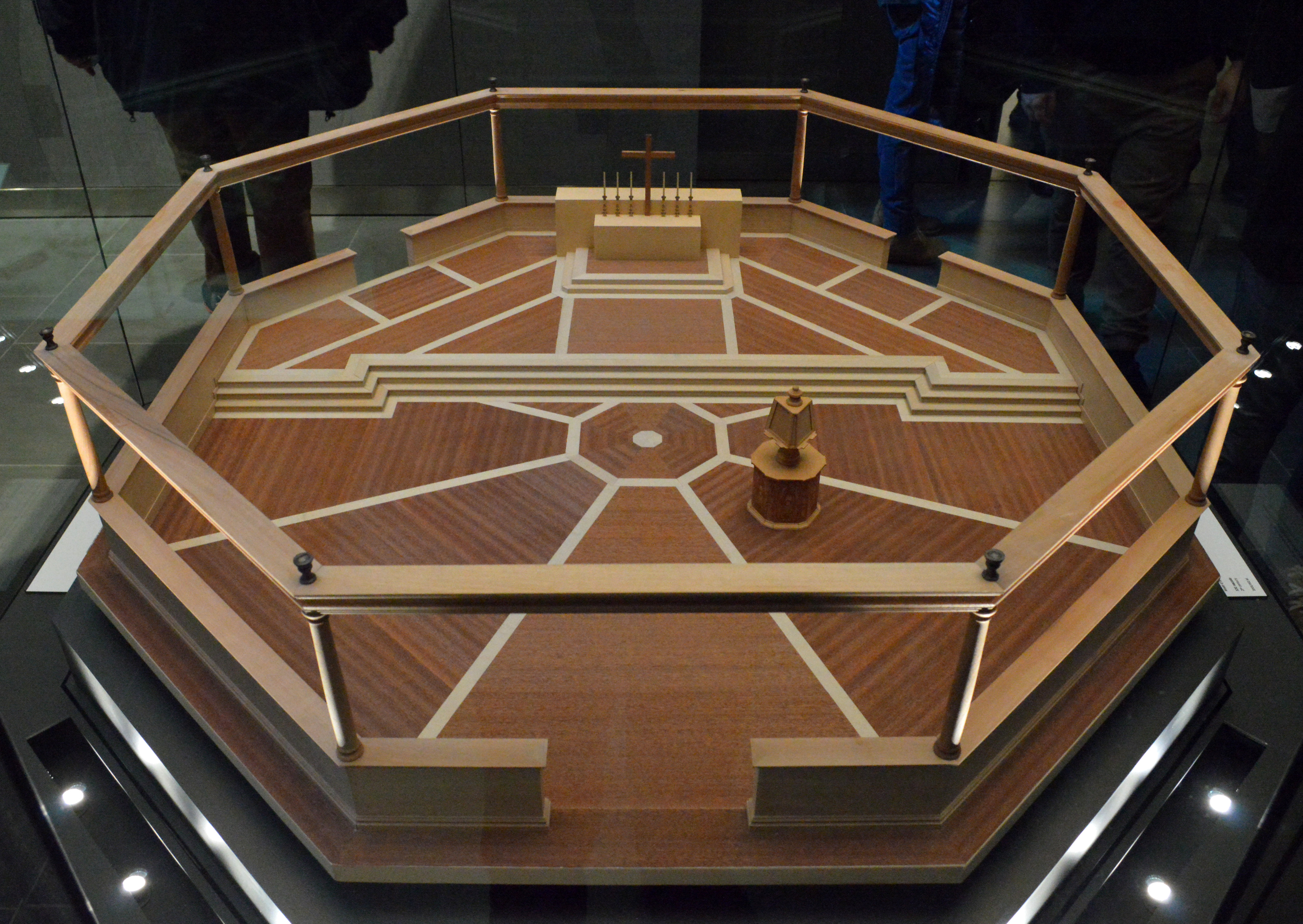
Modello del coro di Brunelleschi
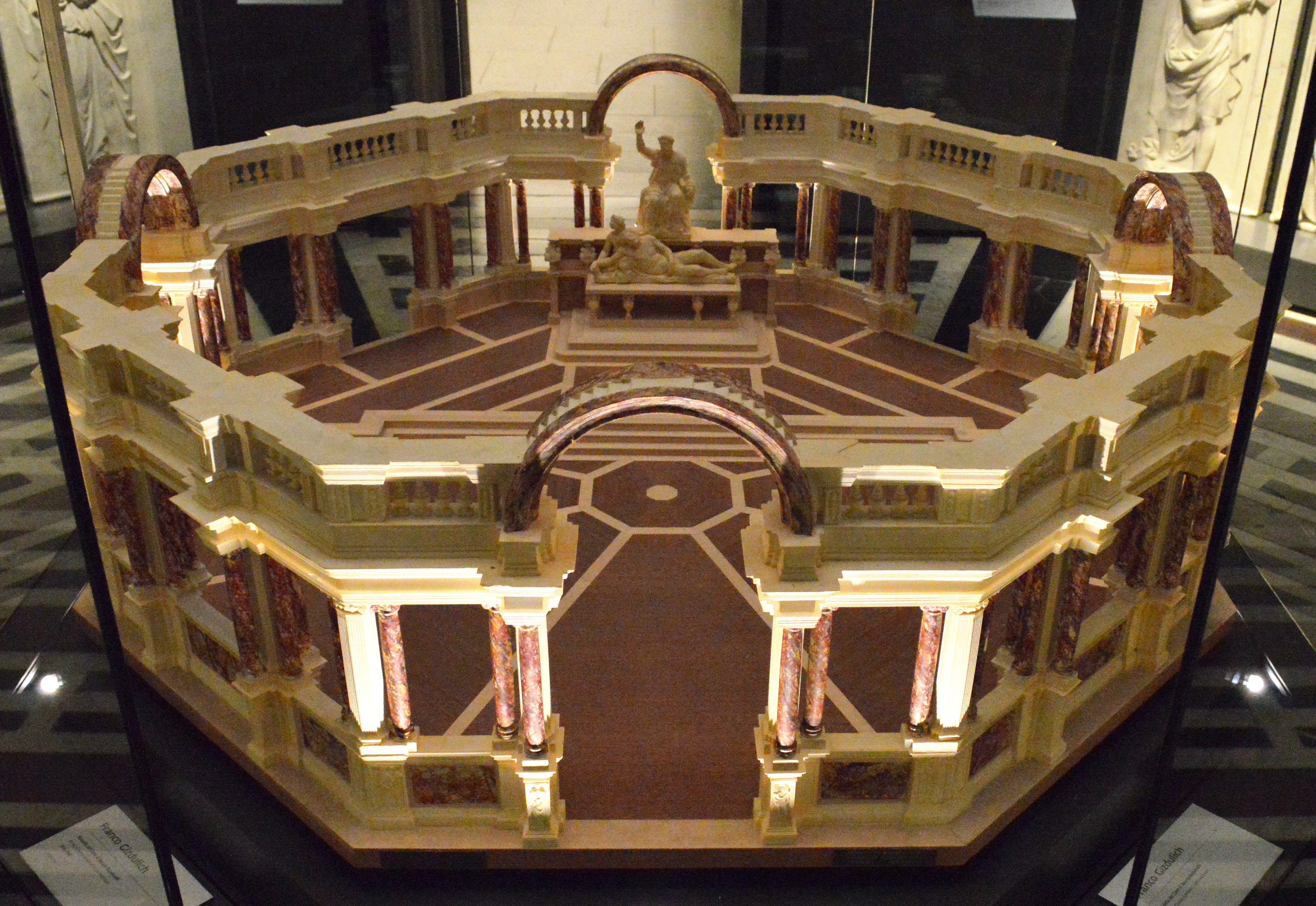
Modello del coro di Baccio Bandinelli e Giuliano di Baccio d'Agnolo
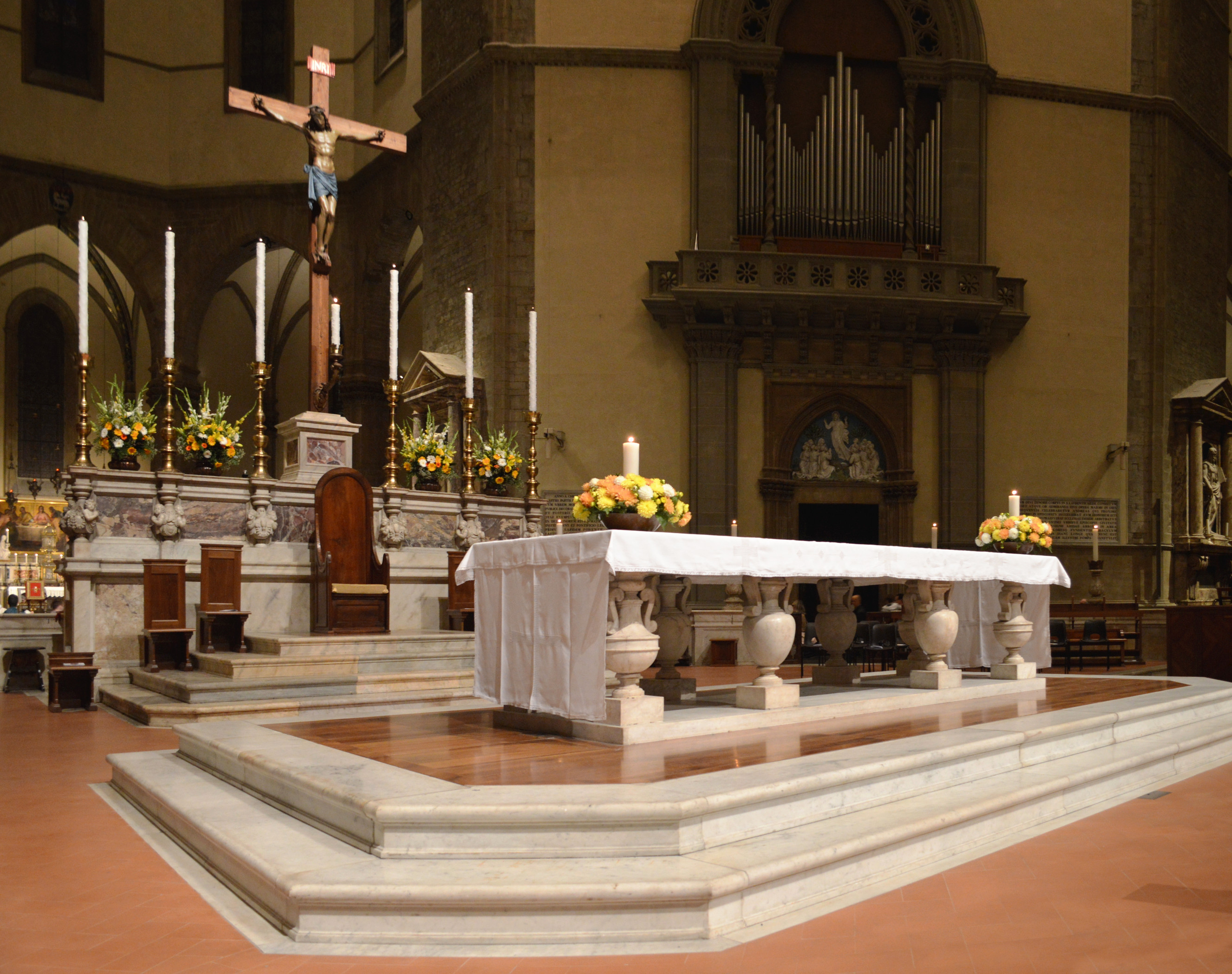
Altare e dossale
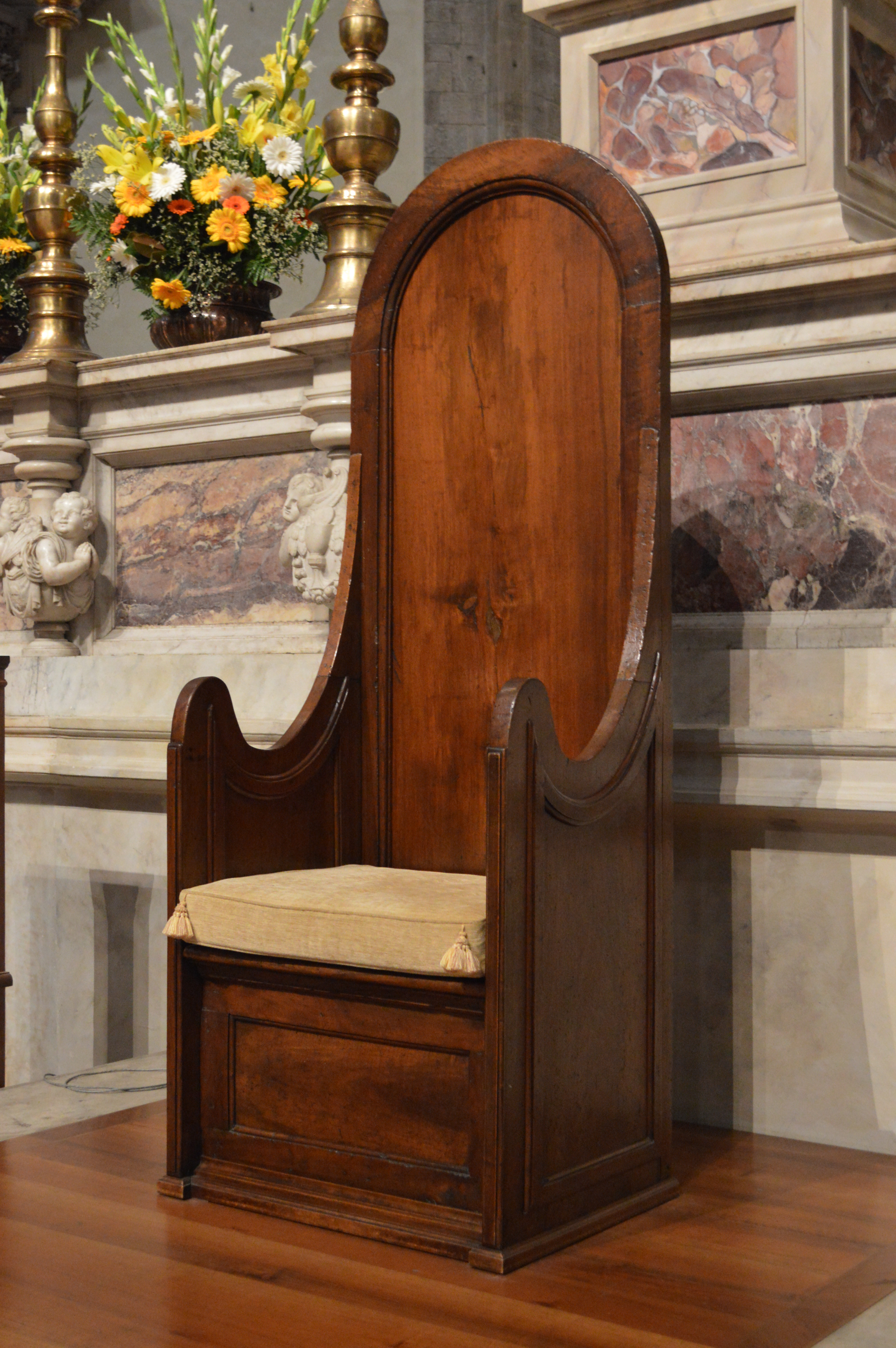
Cattedra
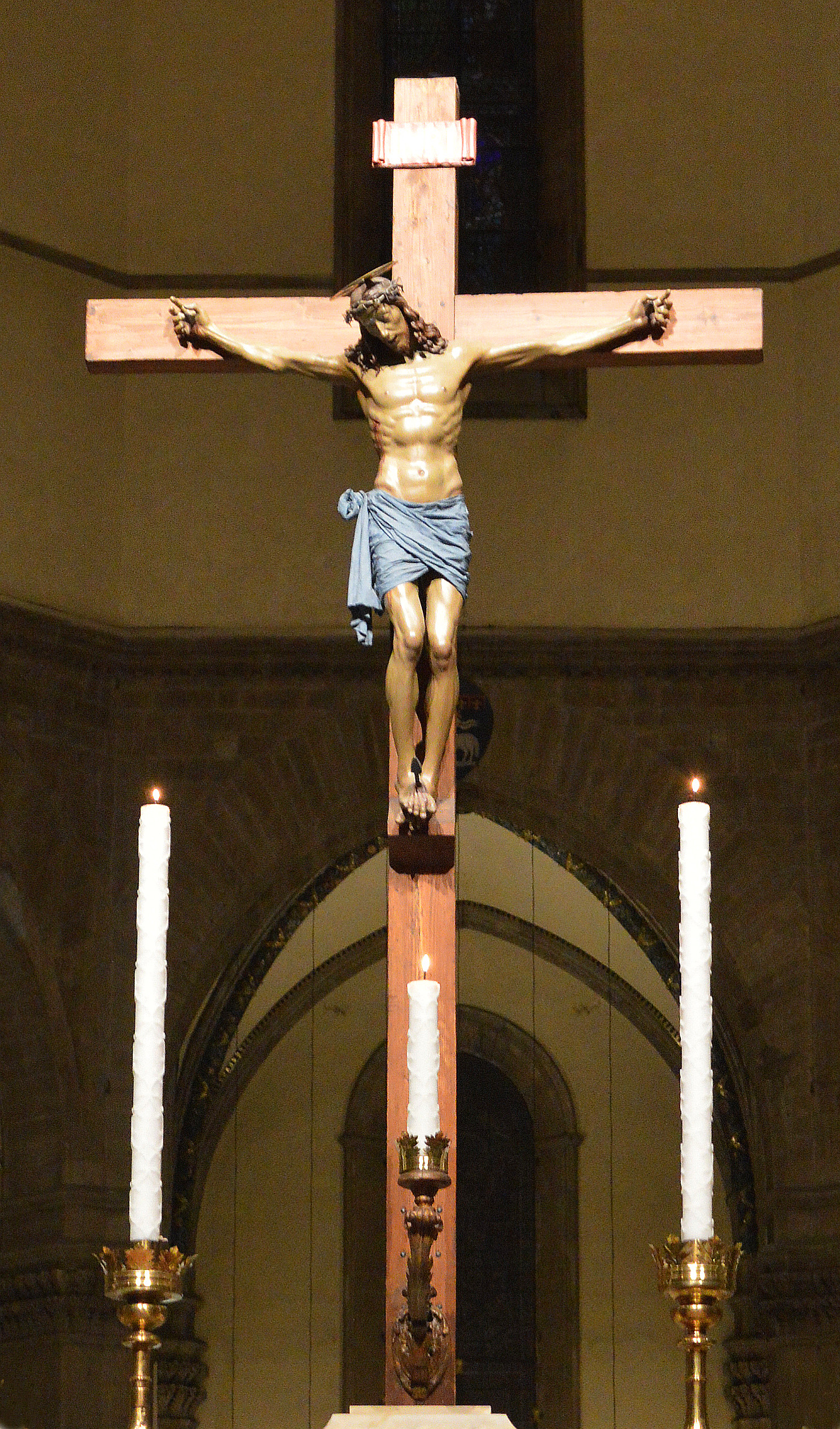
Crocifisso di Benedetto da Maiano
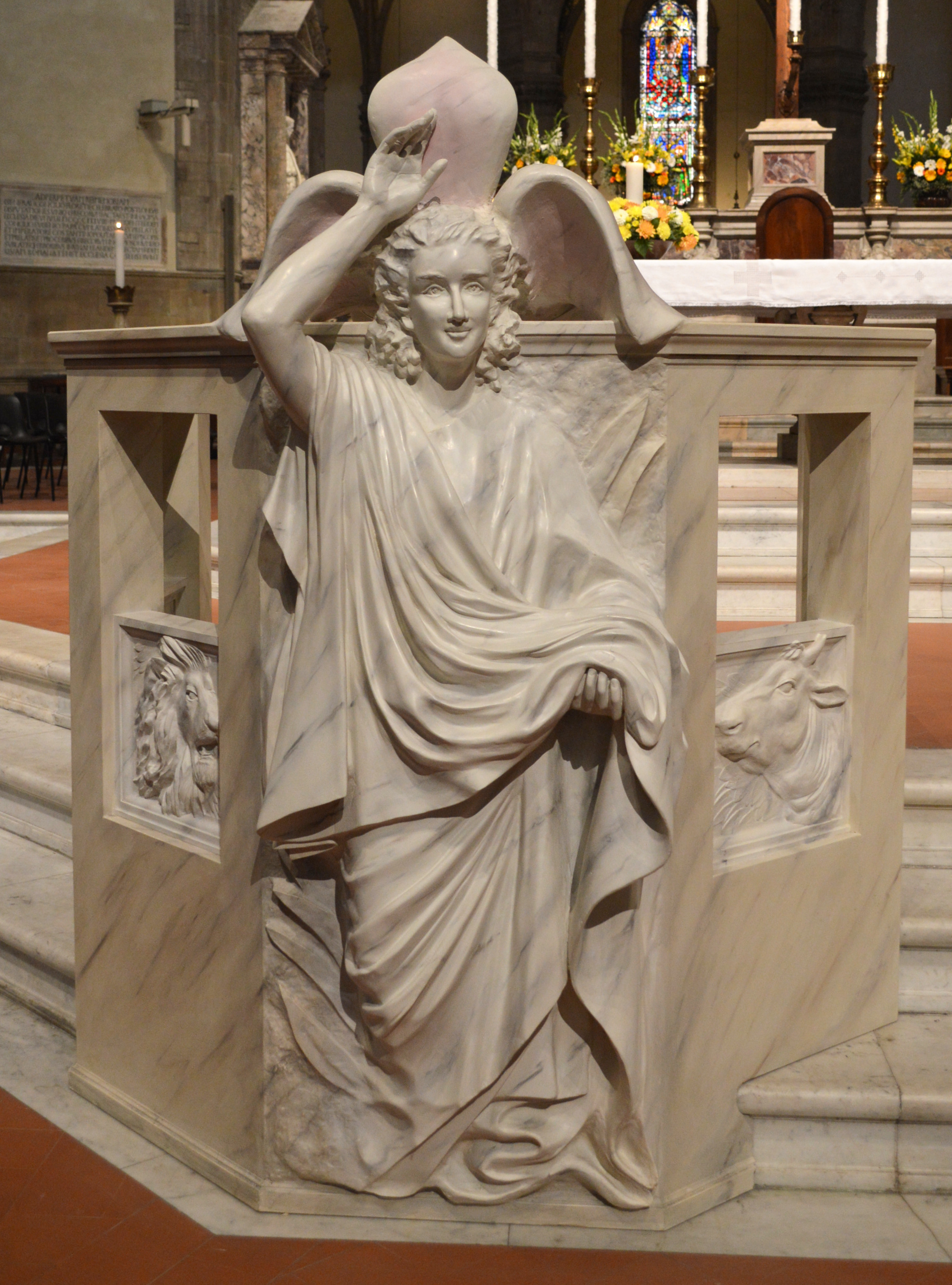
Ambone di Etsurō Sotoo
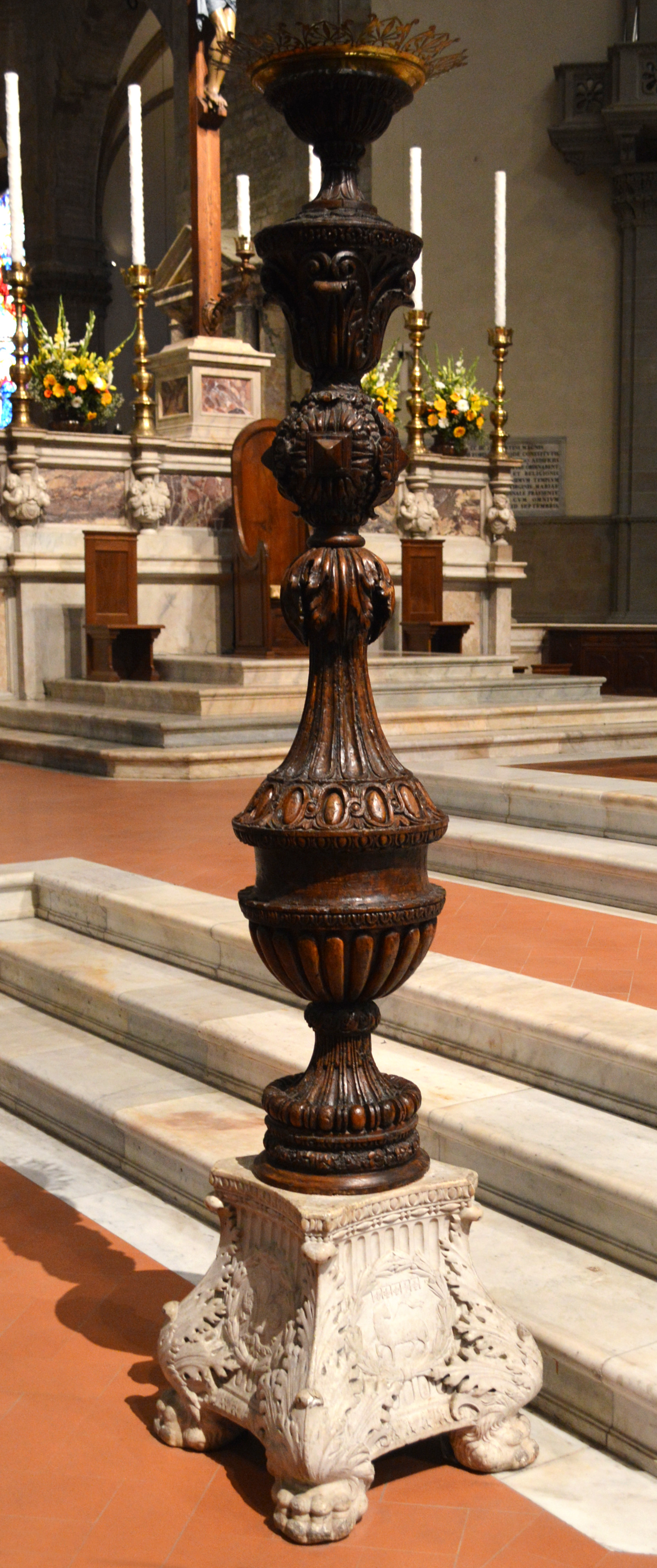
Candelabro del cero pasquale

#### Tribune

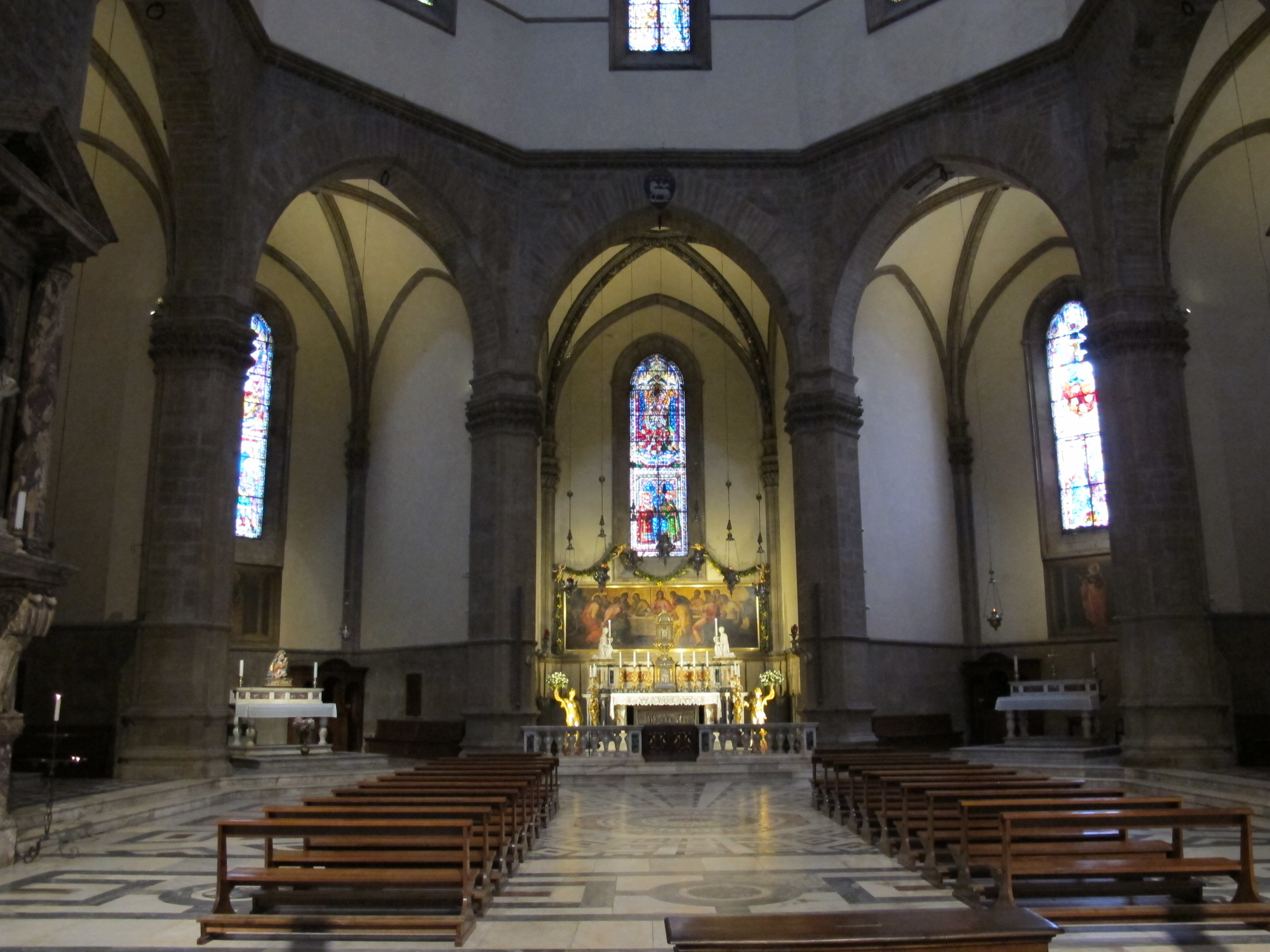
La tribuna centrale, detta di San Zanobi

Ciascuna delle tribune ha cinque cappelle laterali disposte a raggiera, illuminate da alte bifore con vetrate quattrocentesche in massima parte ascrivibili al disegno del Ghiberti. Sotto le finestre molte cappelle hanno figure di santi attribuiti a Bicci di Lorenzo (1440), tranne nelle cappelle della tribuna centrale che sono invece opera moderna di Arturo Viligiardi. I tabernacoli dipinti sono riferibili alla maniera di Paolo Schiavo.

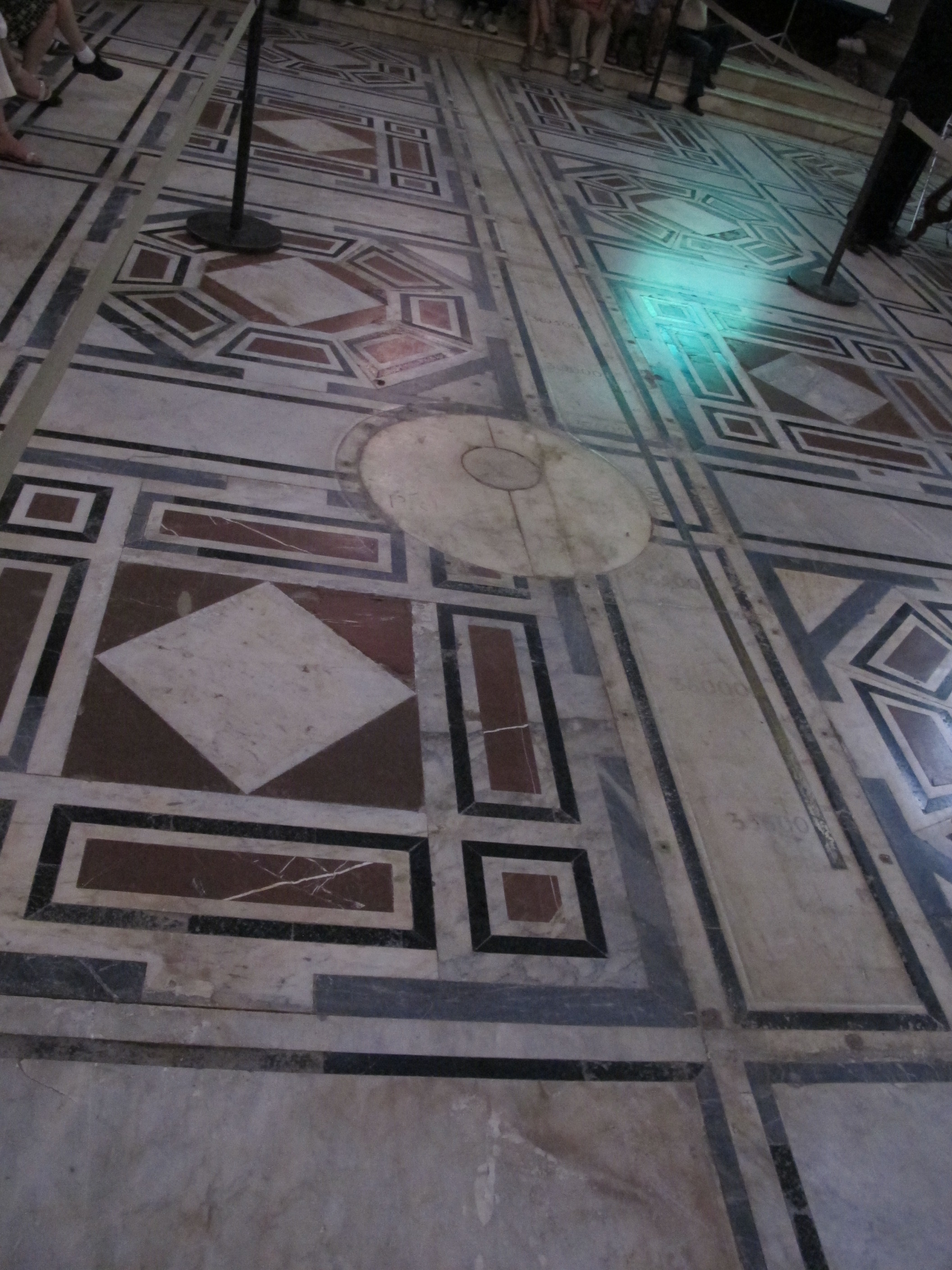
Lo gnomone solare di Paolo dal Pozzo Toscanelli (1450 ca.)

La tribuna centrale, chiamata anche di San Zanobi, ha al centro la cappella in cui sono conservate le reliquie del santo e vescovo fiorentino. La sua arca bronzea è di Lorenzo Ghiberti (completata nel 1442). Il comparto centrale raffigura il miracolo della resurrezione di un bambino, avvenuto in città in Borgo Albizi dove una targa sul cosiddetto Palazzo dei Visacci commemora tuttora l'episodio; l'epigrafe sul retro (non visibile) fu dettata dall'umanista Leonardo Bruni. Il dipinto sovrastante è un'Ultima cena di Giovanni Balducci, mentre il mosaico in pasta di vetro del Busto di san Zanobi, un tempo qui, si trova nel Museo dell'Opera del Duomo. A questo singolare lavoro, frutto dell'effimero revival del mosaico patrocinato da Lorenzo il Magnifico, nel momento in cui si immaginava di rivestirne l'interno della cupola, si ricollegano le decorazioni a mosaico e globi di pasta vitrea che incrostano i costoloni della volta della cappella di Monte di Giovanni di Miniato e risalgono al 1490 circa. Gli angeli reggicandela in terracotta policroma invetriata sono di Luca della Robbia (1448). Al di sotto della cappella di San Zanobi vi è una cripta, a pianta quadrangolare, che ospita le sepolture di alcuni arcivescovi di Firenze (tra i quali Silvano Piovanelli ed Ermenegildo Florit), i sarcofagi di san Podio e dei santi Andrea e Maurizio, le reliquie dei santi Eugenio e Crescenzio, e l'antica urna che accoglieva le spoglie mortali di san Zanobi.
Nella tribuna di destra, detta della Santissima Concezione, spicca la cappella centrale, con altare di Michelozzo.
La tribuna di sinistra, detta della Santa Croce, contiene nel pavimento lo gnomone solare di Paolo dal Pozzo Toscanelli del 1450 circa, aggiornato con una linea bronzea graduata da Leonardo Ximenes nel 1755: qui ogni 21 giugno si svolge l'osservazione del solstizio d'estate. Nella seconda cappella a destra, dedicata alla Madonna della Neve, il Polittico di Santa Reparata a due facce, di Giotto e aiuti; nella terza un altare marmoreo del Buggiano con grata bronzea di Michelozzo; sotto l'altare della quarta cappella è sepolto il cardinale Elia dalla Costa e nella quinta cappella si trova un San Giuseppe su tavola di Lorenzo di Credi.

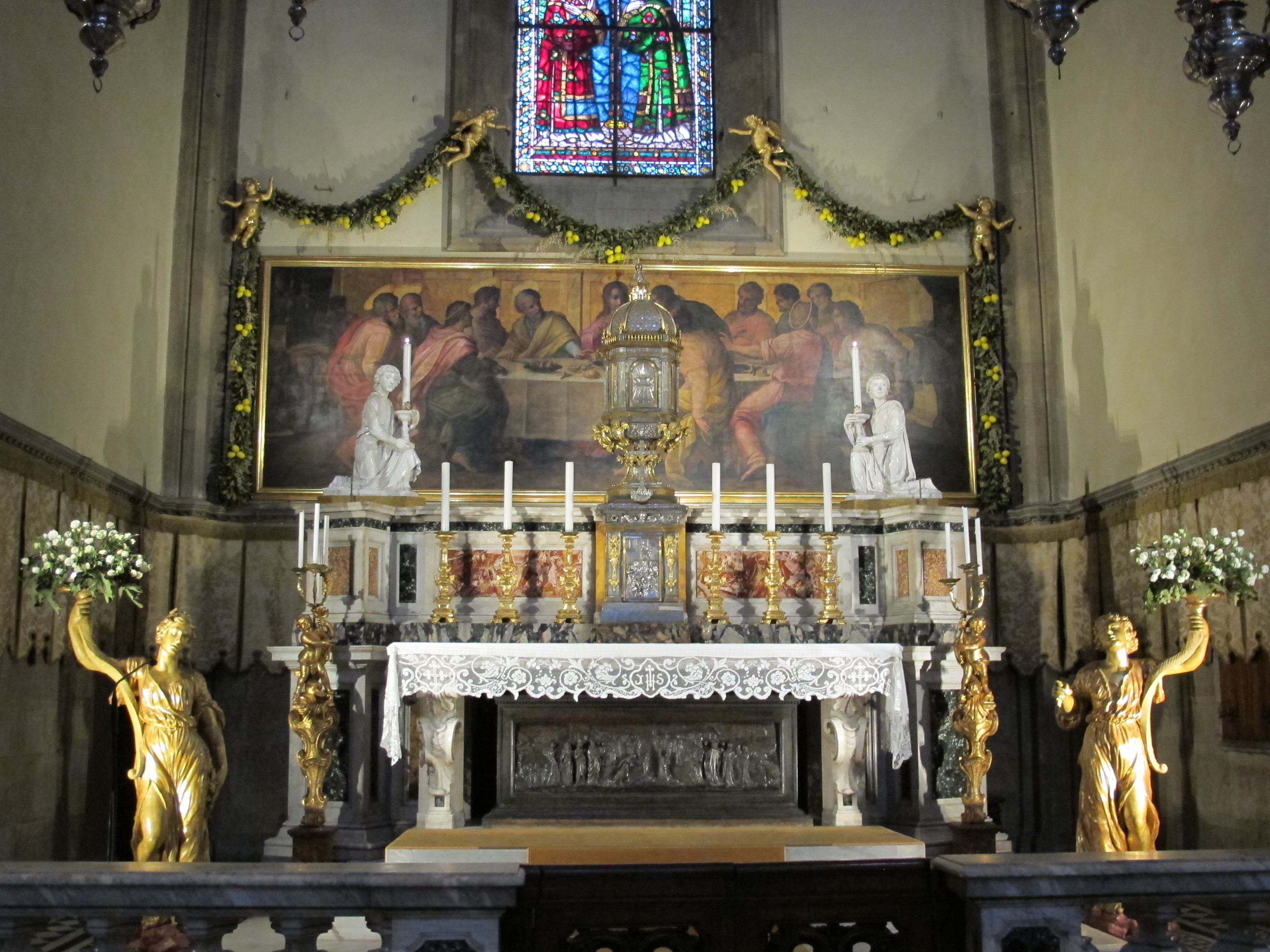
L'altare di San Zanobi
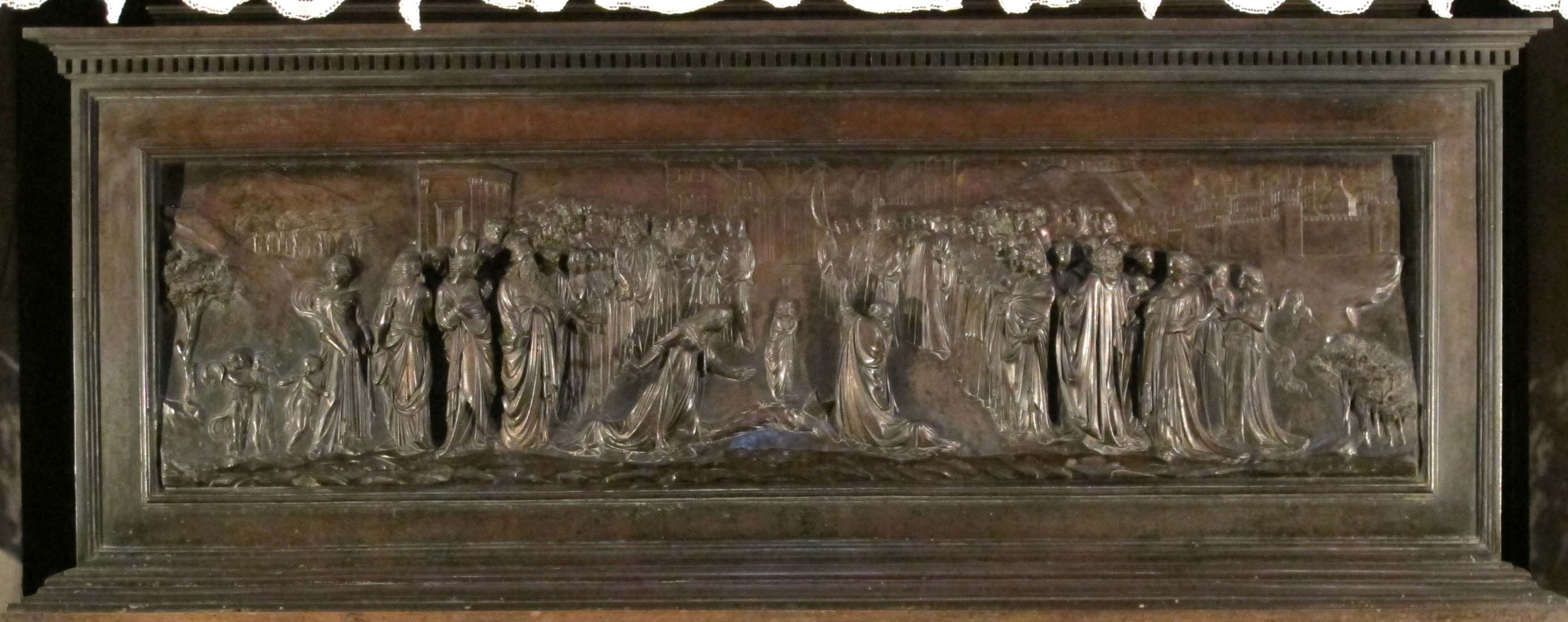
L'arca di San Zanobi
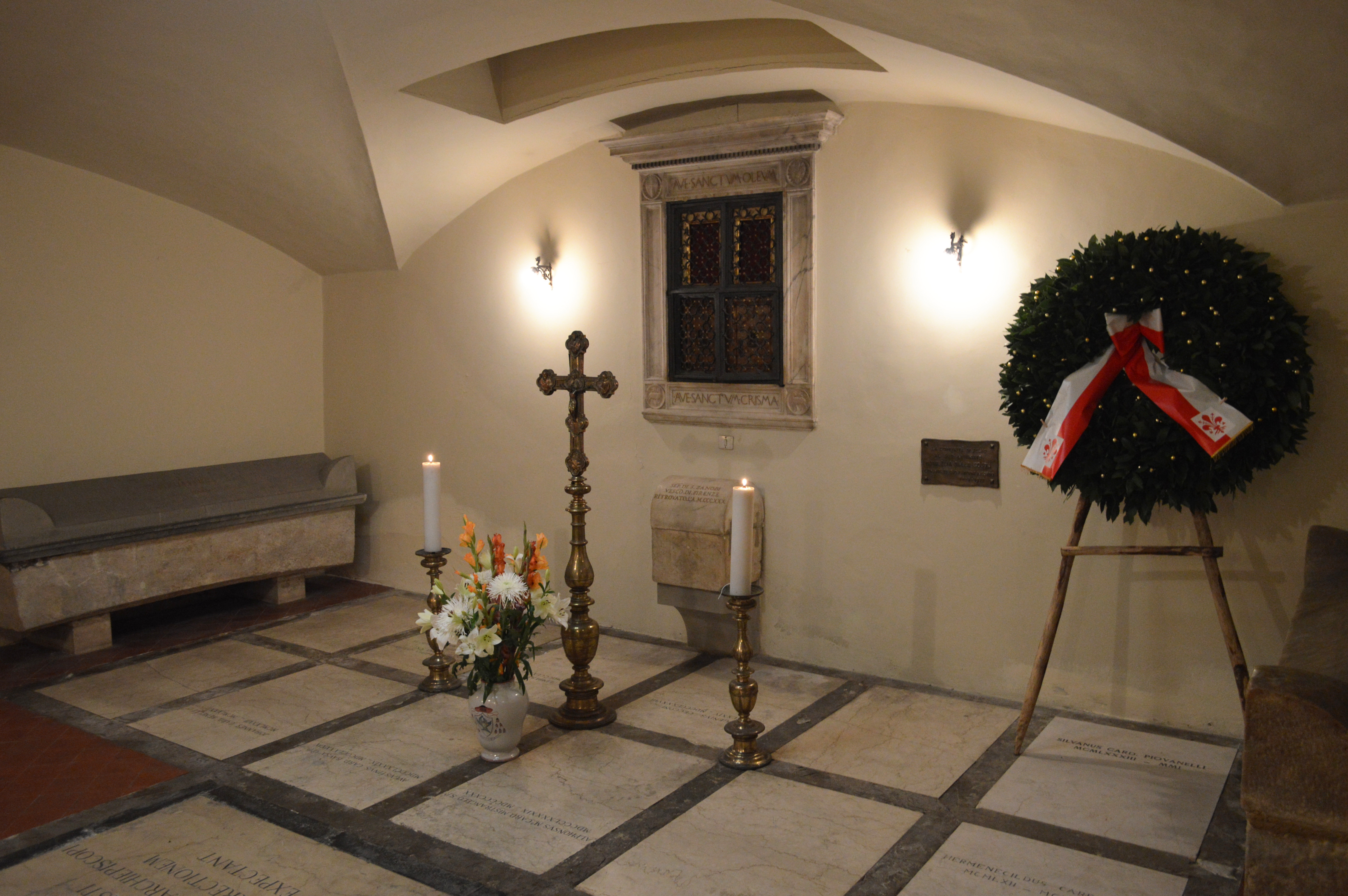
La cripta di San Zanobi
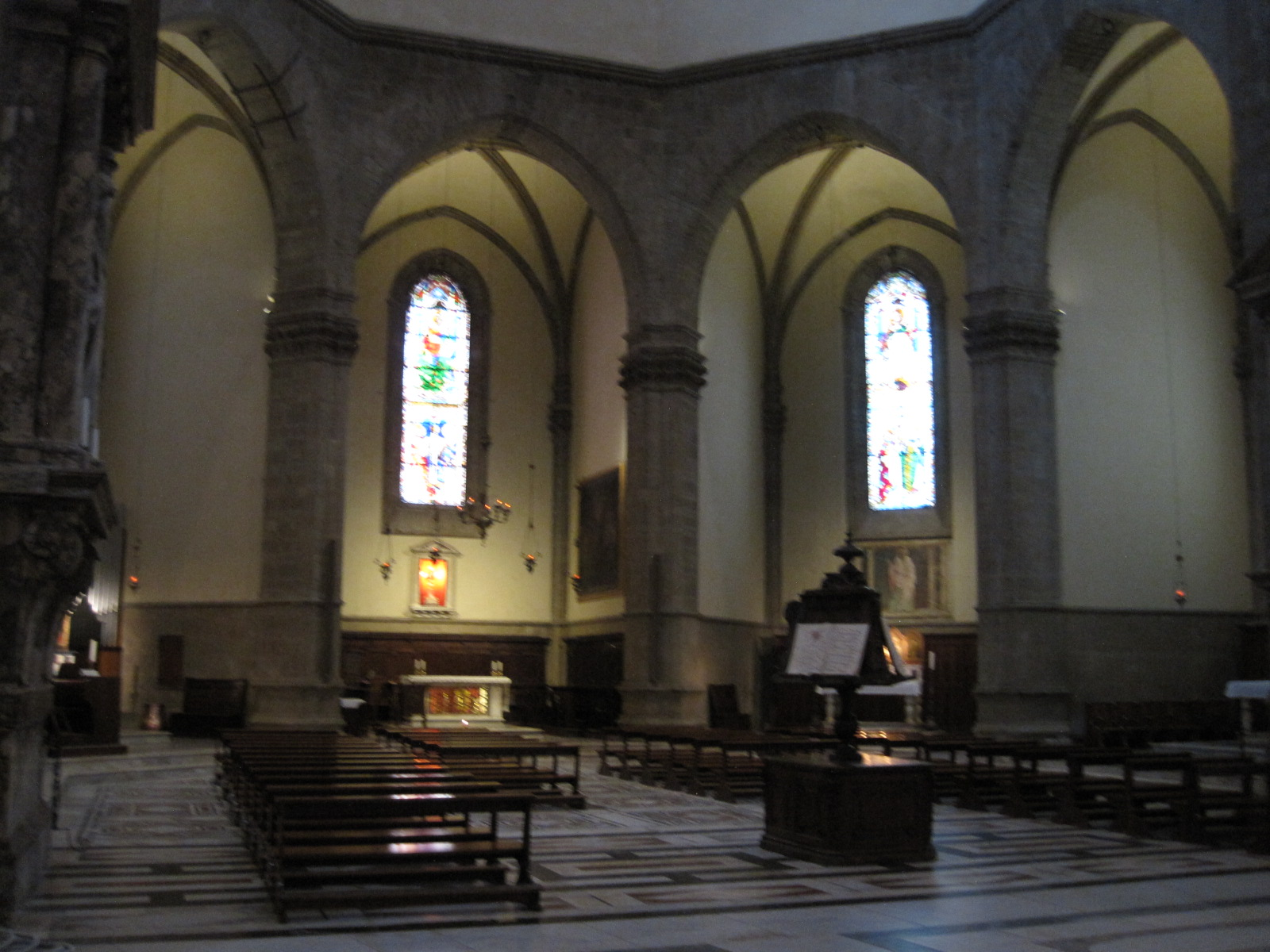
La tribuna della Santa Croce
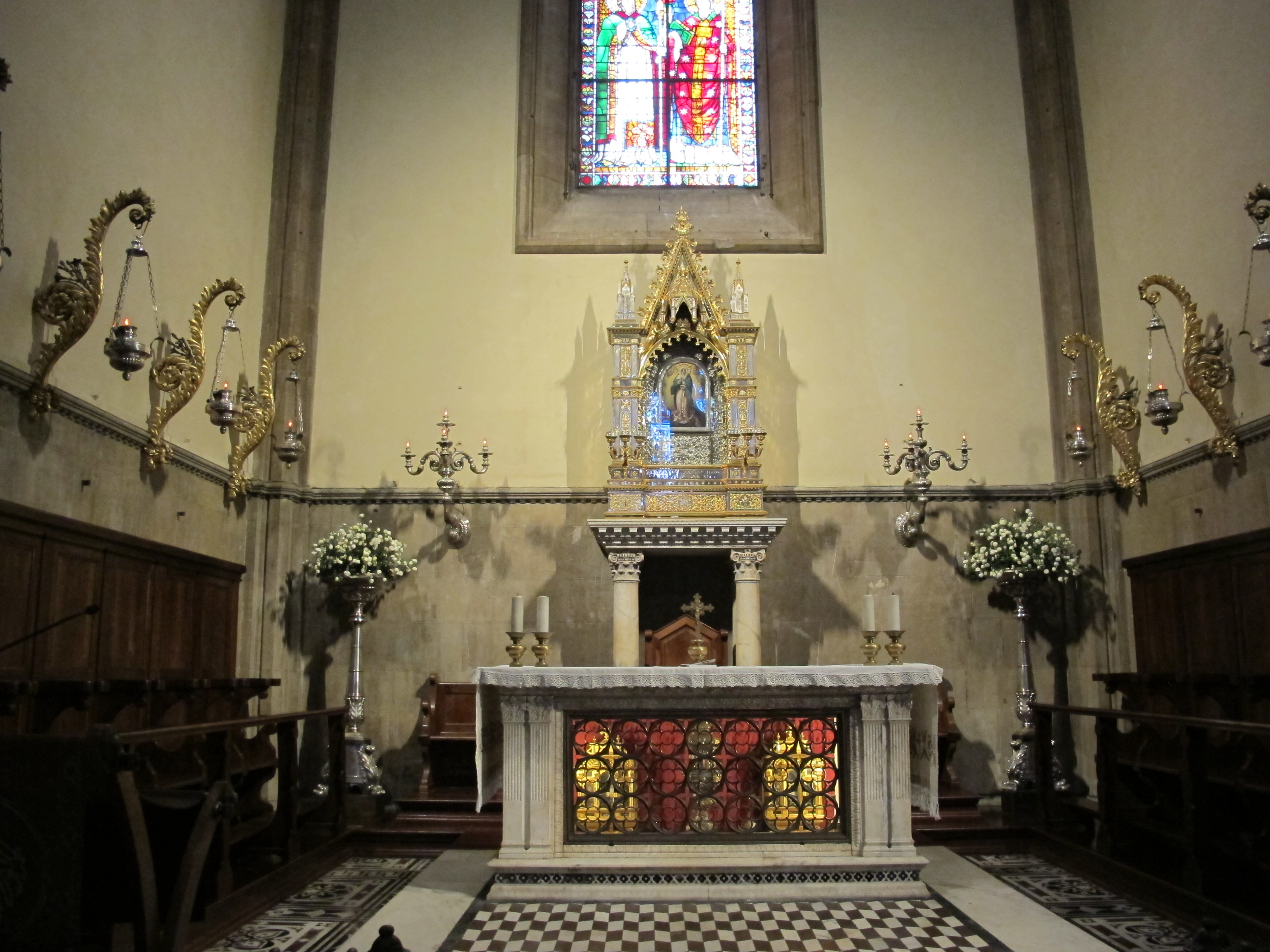
L'altare dell'Immacolata, di Michelozzo

#### Sagrestie

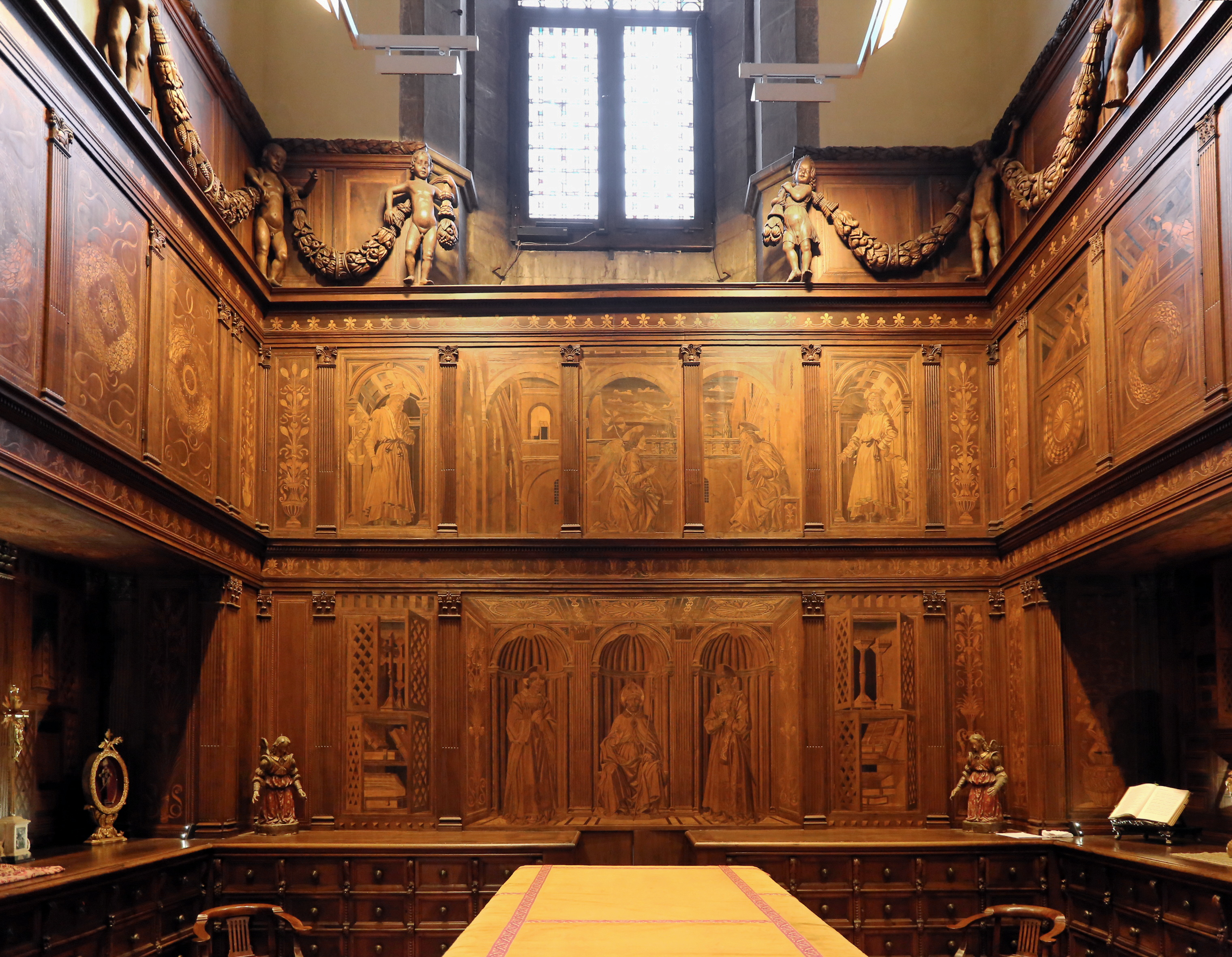
Interno della sagrestia delle Messe

La porta della sagrestia di destra, detta dei Canonici o Vecchia, presenta una lunetta con l'Ascensione di Luca della Robbia (1450 circa) e all'interno un lavabo del Buggiano e di Pagno di Lapo (1445); alle pareti alcune tavole tra cui il Redentore (1404) e i Santi e dottori della Chiesa, entrambe di Mariotto di Nardo, tre Evangelisti di Lorenzo di Bicci, l'Arcangelo Raffaele e Tobiolo di Francesco Botticini, l'Arcangelo Michele di Lorenzo di Credi (1523).
All'interno della sagrestia delle Messe, o dei Servi, tarsie lignee dal forte valore prospettico ed illusionistico furono disegnate, sul lato frontale, da Alesso Baldovinetti, Maso Finiguerra e Antonio del Pollaiolo e messe in opera da Giuliano e Benedetto da Maiano. Sono tra le prime manifestazioni in Italia di questa tecnica, legata agli studi sulla prospettiva. La decorazione è importata su due registri coronati da un fregio di putti e festoni scolpiti a tutto tondo. Nel pannello centrale si vedono san Zanobi e i suoi discepoli Eugenio e Crescenzio, tra personaggi e fatti dell'Antico Testamento. Il lavabo marmoreo, con due putti seduti su un otre è del Buggiano ed è gemello a quello nella sagrestia dei Canonici. L'altro, con testa d'angelo, è di Mino da Fiesole. È in questa sagrestia che Lorenzo il Magnifico trovò scampo dalla congiura dei Pazzi, il 26 aprile 1478. I dodici pannelli bronzei dei battenti della porta di questa sacrestia, a scomparti con la Madonna col Bambino, San Giovanni, Evangelisti e Dottori della Chiesa tra angeli, furono realizzati da Luca della Robbia (con la collaborazione di Michelozzo e Maso di Bartolomeo), autore anche della lunetta in terracotta policroma con la Resurrezione (1444).

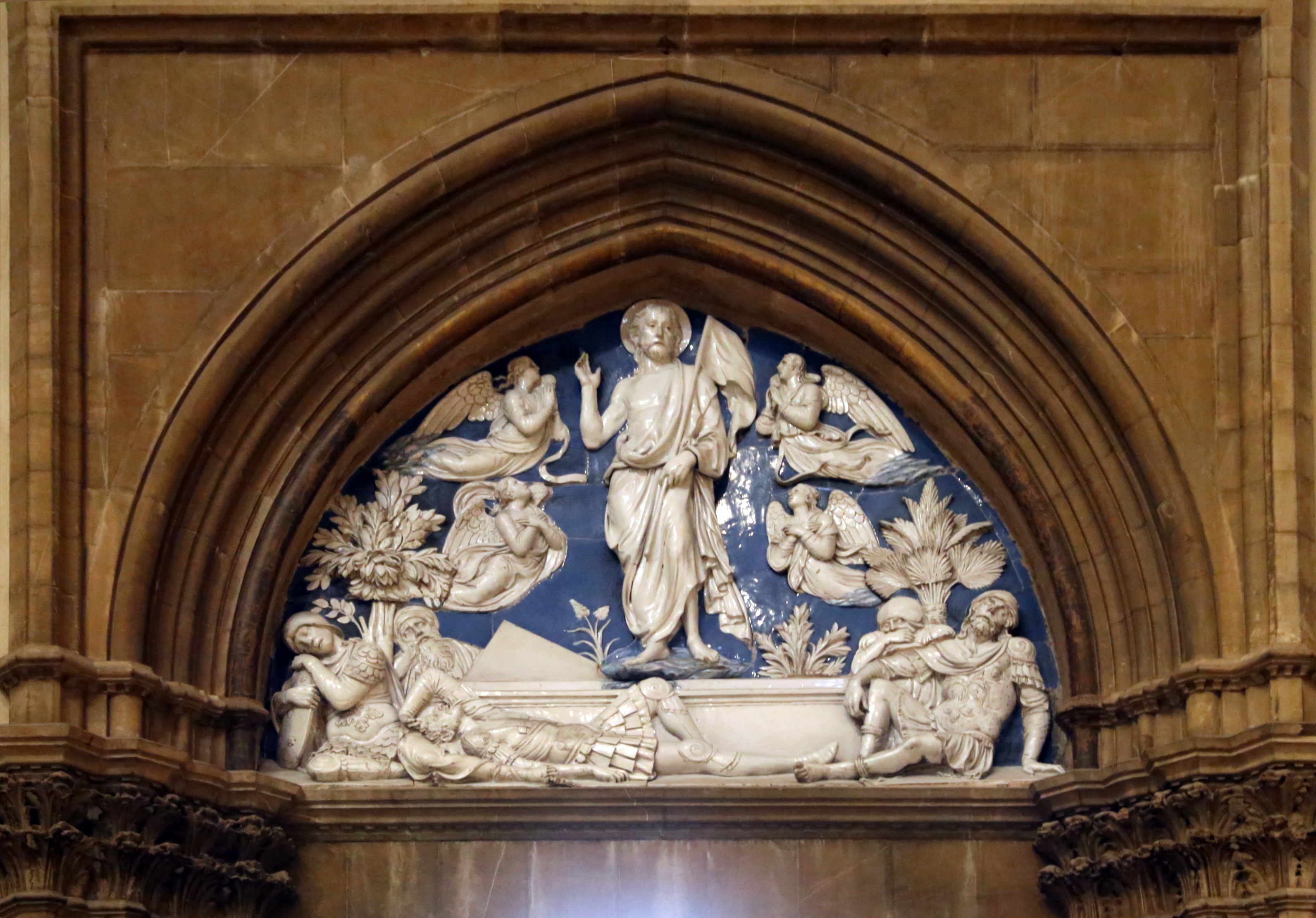
Resurrezione di Luca della Robbia (1440)
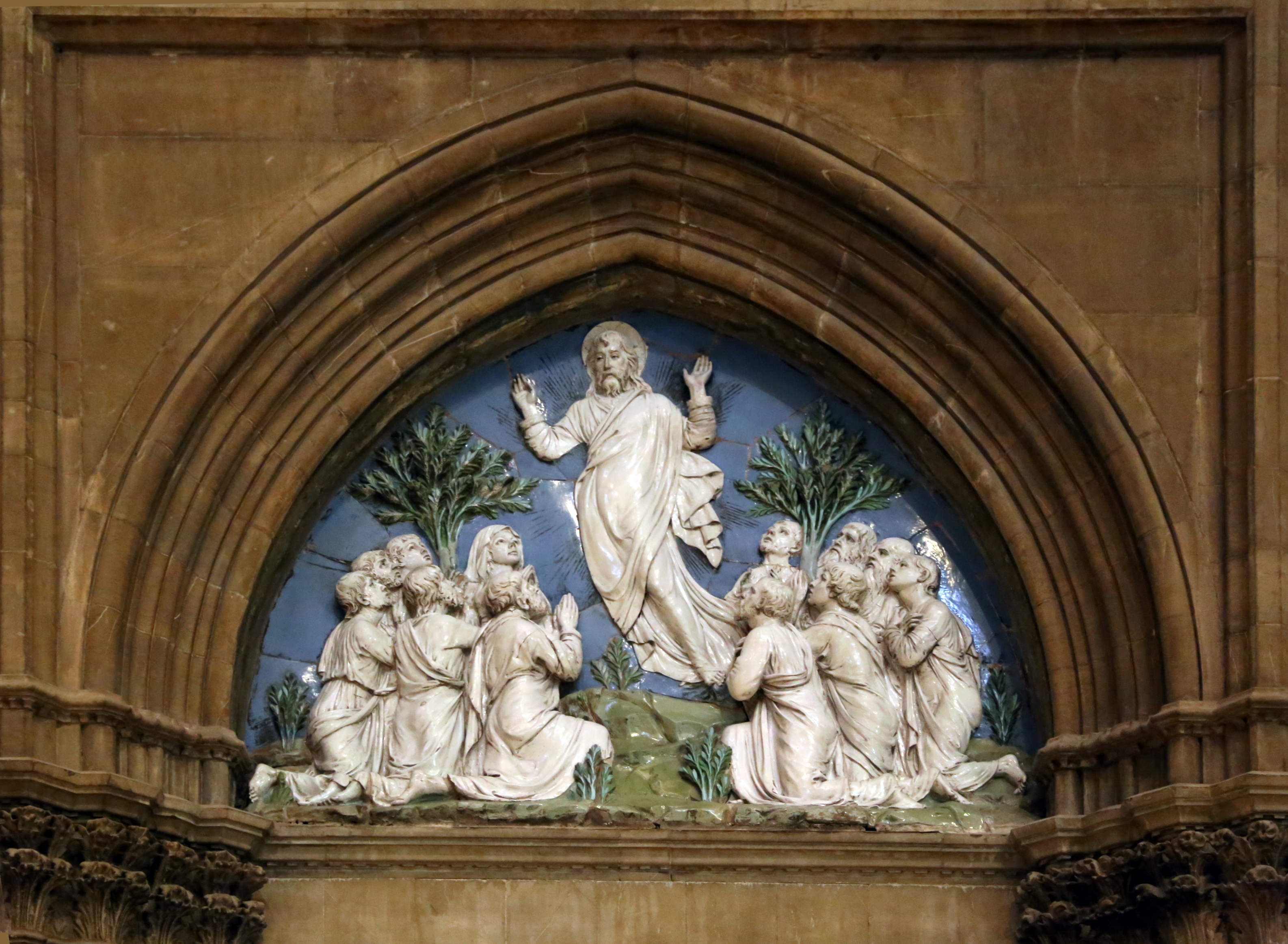
Ascensione di Luca della Robbia (1450 circa)
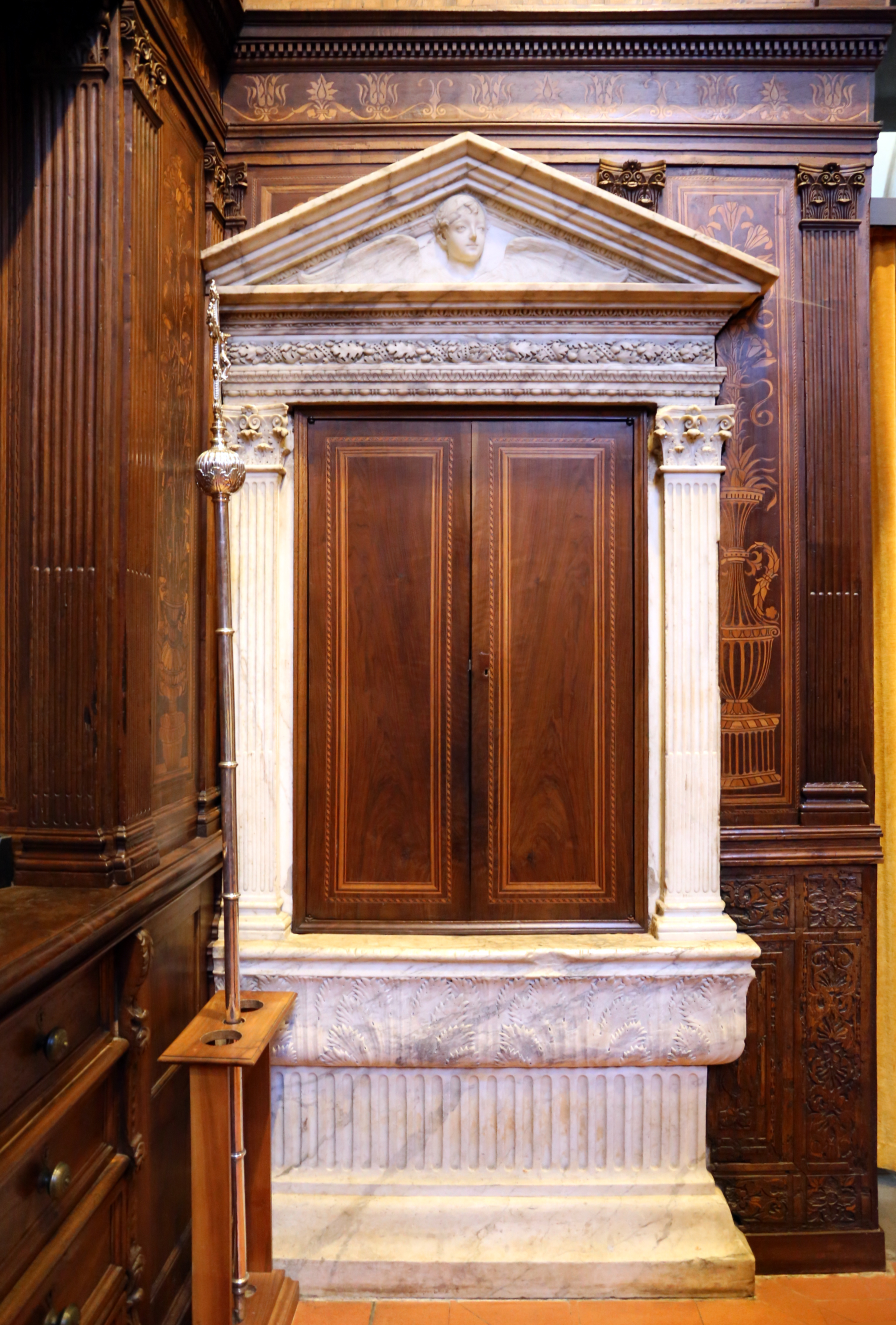
Armadio marmoreo della sagrestia delle Messe
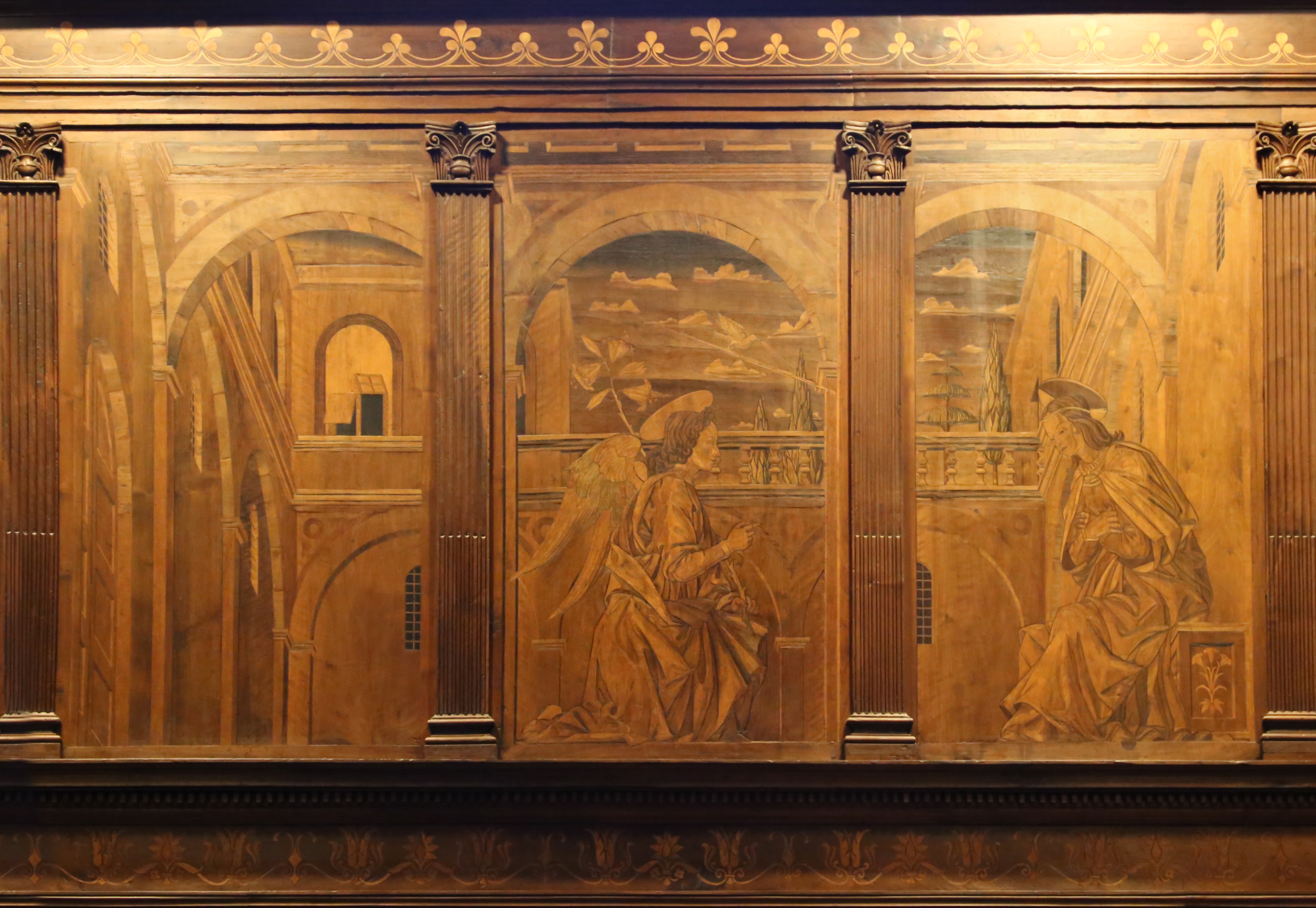
Annunciazione di Giuliano da Maiano
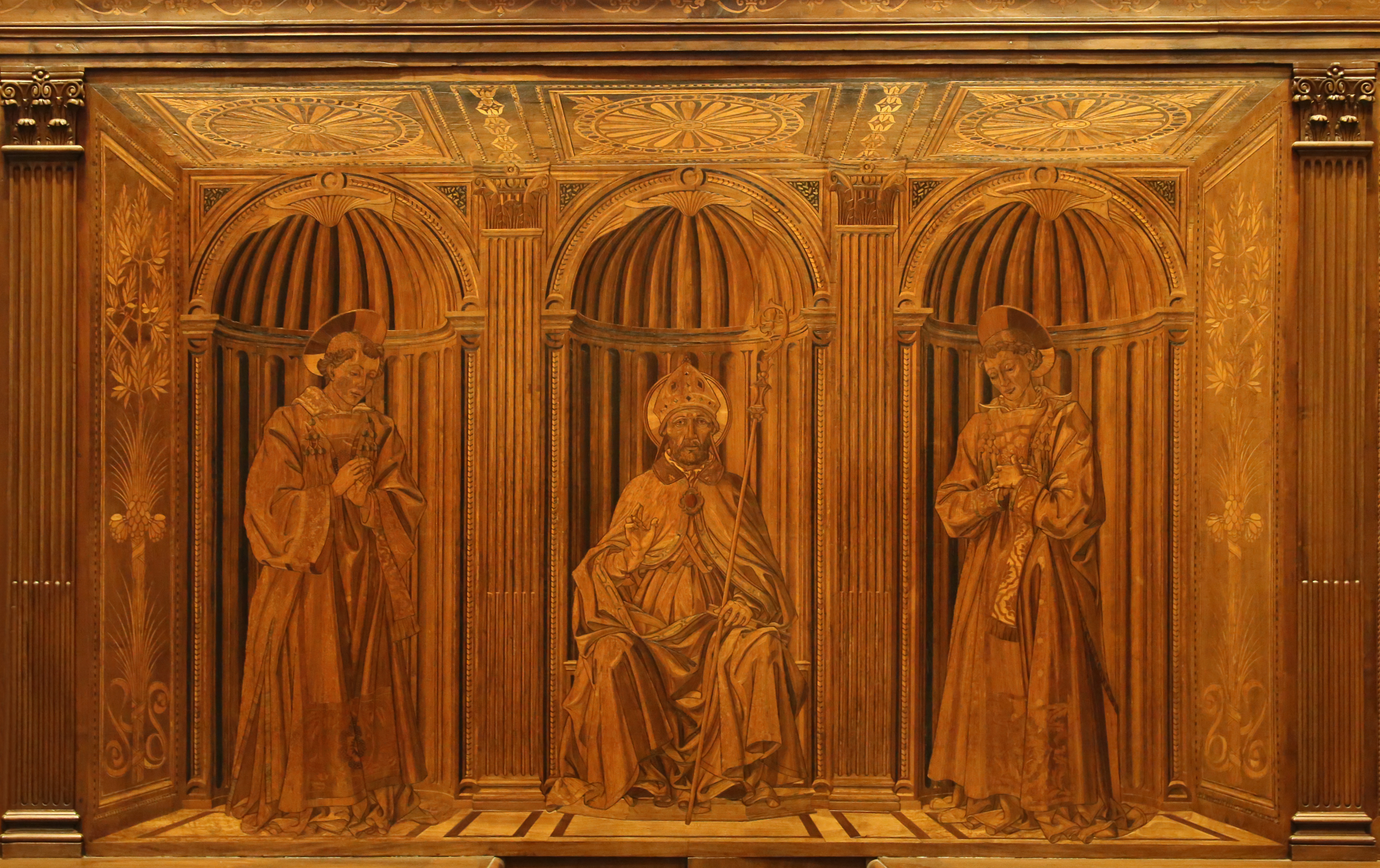
Santi Eugenio, Zanobi e Crescenzio di Giuliano da Maiano
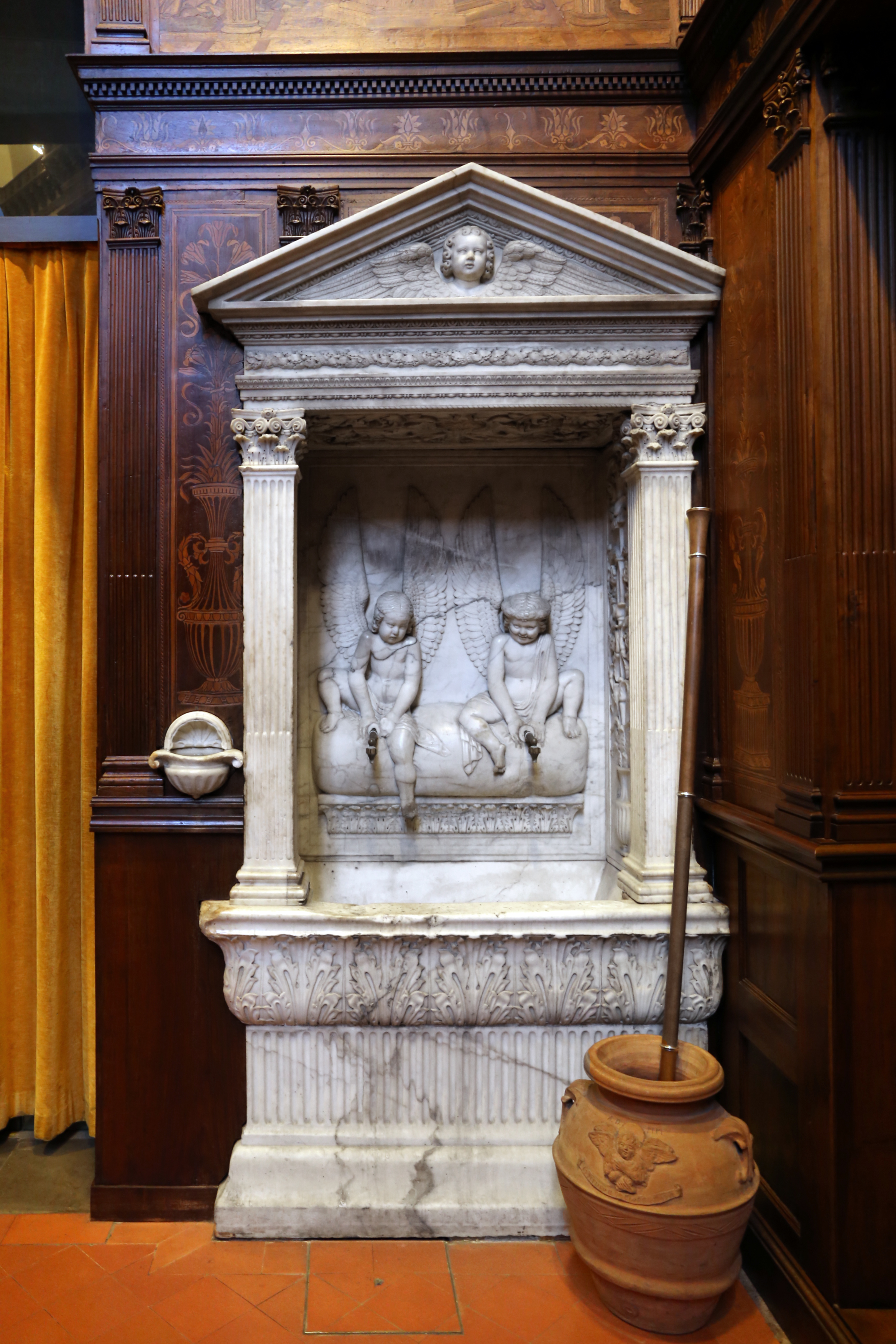
Lavabo della sagrestia delle Messe
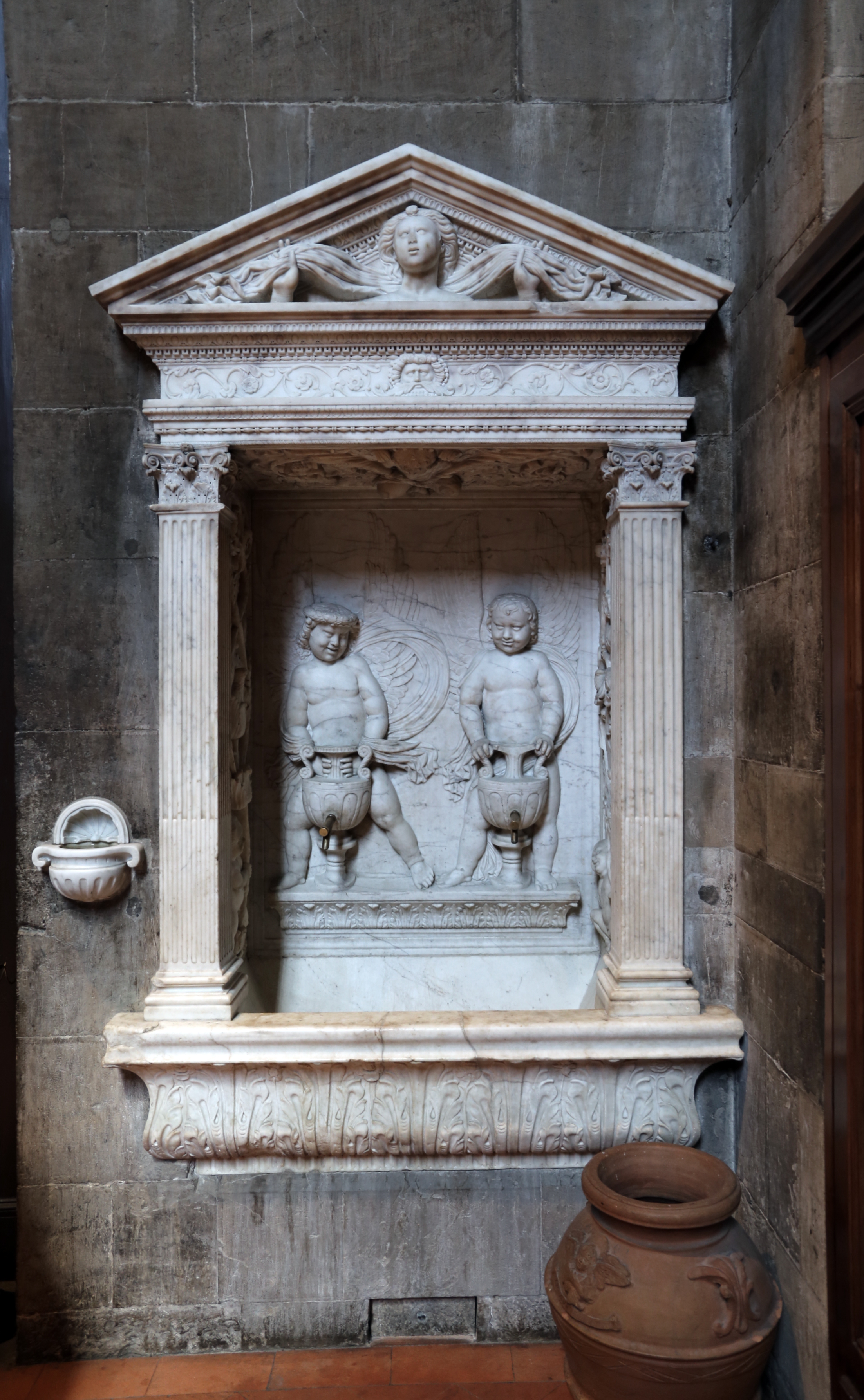
Lavabo della sagrestia dei Canonici

#### La decorazione interna della cupola

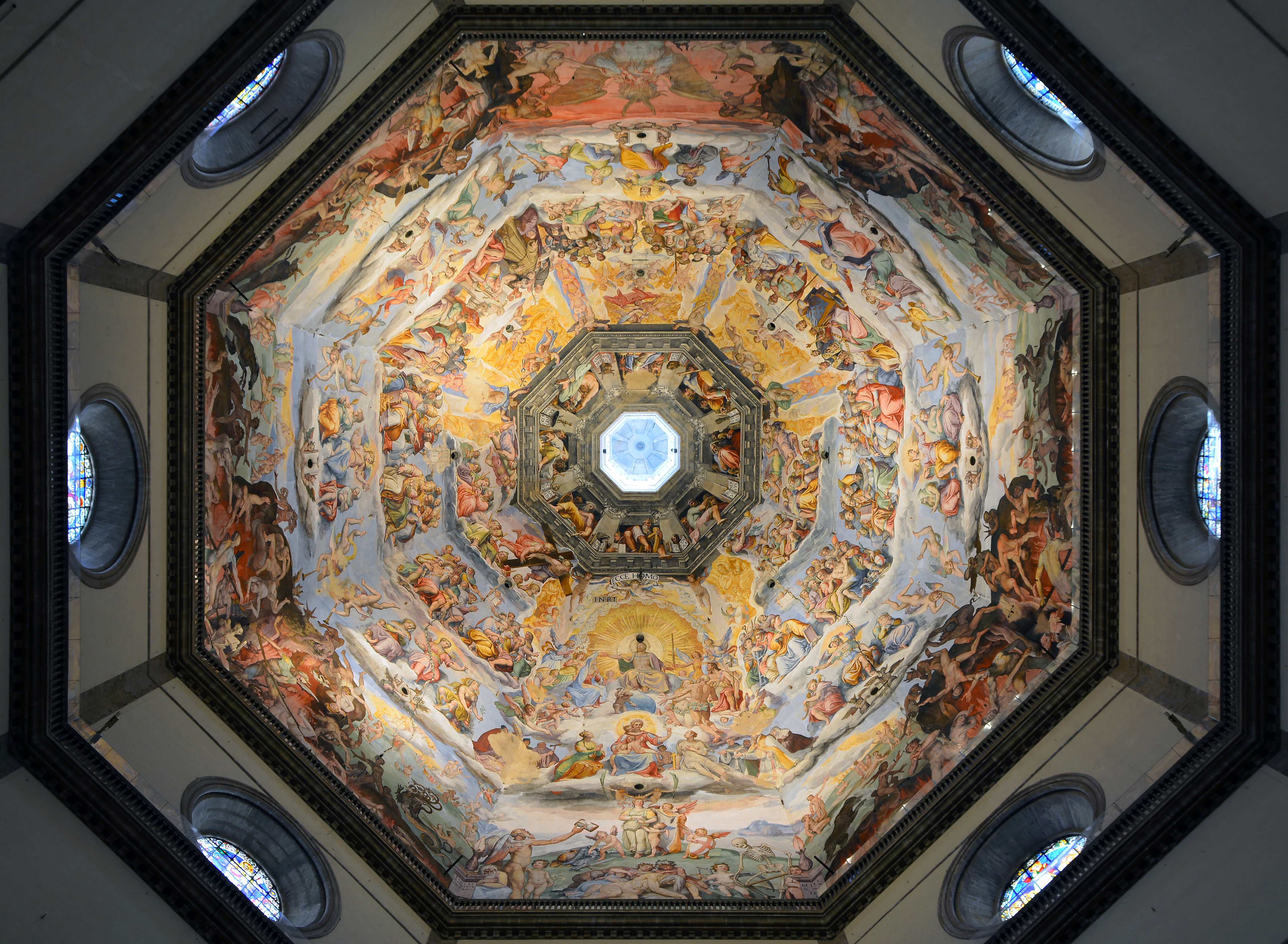
Interno della cupola con l'affresco del Giudizio universale, iniziato da Giorgio Vasari e per la maggior parte completato da Federico Zuccari e collaboratori

Inizialmente la cupola sarebbe dovuta essere decorata da mosaici dorati, per riflettere al massimo la luce proveniente dalle finestre del tamburo, come suggerito dal Brunelleschi. La sua morte mise da parte questo costoso progetto e si provvide semplicemente a intonacare in bianco l'interno.
Il granduca Cosimo I de' Medici scelse il tema del Giudizio Universale per affrescare l'enorme calotta, e affidò il compito a Giorgio Vasari, affiancato da don Vincenzo Borghini per la scelta del tema iconografico. I contenuti da seguire erano quelli emersi dal Concilio di Trento, che aveva revisionato la dottrina cattolica medievale ordinandola in una sistemazione chiara. La cupola è così divisa in sei registri e 8 spicchi. Ogni spicchio comprende dall'alto verso il basso a partire dalla finta lanterna centrale circondata dai 24 vegliardi dell'Apocalisse (tre in ogni spicchio), quattro scene: 
- un coro angelico con strumenti della Passione (secondo registro);
- una categoria di santi ed eletti (terzo registro);
- una triade di personificazioni, raffiguranti un dono dello Spirito Santo, le sette virtù, e le sette beatitudini;
- una regione dell'Inferno dominata da un peccato capitale.

Sullo spicchio est, quello di fronte alla navata centrale, i quattro registri diventano tre per far posto al grande Cristo in Gloria fra la Madonna e san Giovanni che poggia sulle tre Virtù Teologali (Fede, Speranza e Carità) seguite in basso da figure allegoriche del Tempo (personaggio con la clessidra, e due bambini che rappresentano la natura e le stagioni) e della Chiesa trionfante.
Il 27 giugno 1574 Vasari però moriva, dopo aver realizzato solo un terzo dell'opera e fece in tempo solo a disegnare il cerchio dei Ventiquattro anziani dell'Apocalisse più vicino alla lanterna. I lavori, che durarono dal 1572 al 1579, furono quindi assunti da Federico Zuccari e collaboratori, come Domenico Cresti. Alla maestosa figura del Cristo, visibile dall'interno della chiesa, fa da contrappunto la scena infernale con Satana nella superficie opposta; altre porzioni rappresentano Coro di angeli, Cristo, Maria e i santi, le Virtù, i doni dello Spirito Santo e le Beatitudini; nella parte inferiore l'Inferno e i sette vizi capitali. Zuccari abbandonò la pittura vasariana "a fresco" per lavorare con il metodo "a secco" (più semplice ma più facilmente deperibile) e mutò i tipi fisici dei personaggi, i costumi, il linguaggio stilistico e la gamma pittorica. Negli Eletti raffigurò una viva galleria di personaggi contemporanei: i committenti medicei, l'Imperatore, il re di Francia, Vasari, Borghini, Giambologna e altri artisti, e perfino se stesso e molti suoi parenti e amici; mette anche la sua firma con la data.
Questi affreschi, se visti da vicino durante il percorso della salita alla cupola, mostrano le deformazioni prospettiche e di colore usate per ottimizzare la veduta dal basso. La tecnica usata è mista: affresco per il Vasari, tecniche a secco per lo Zuccari, che qui ha eseguito il suo capolavoro.
All'interno della cupola corrono due giri di ballatoi, oltre a quello che percorre le tribune, proveniente dalla navata.

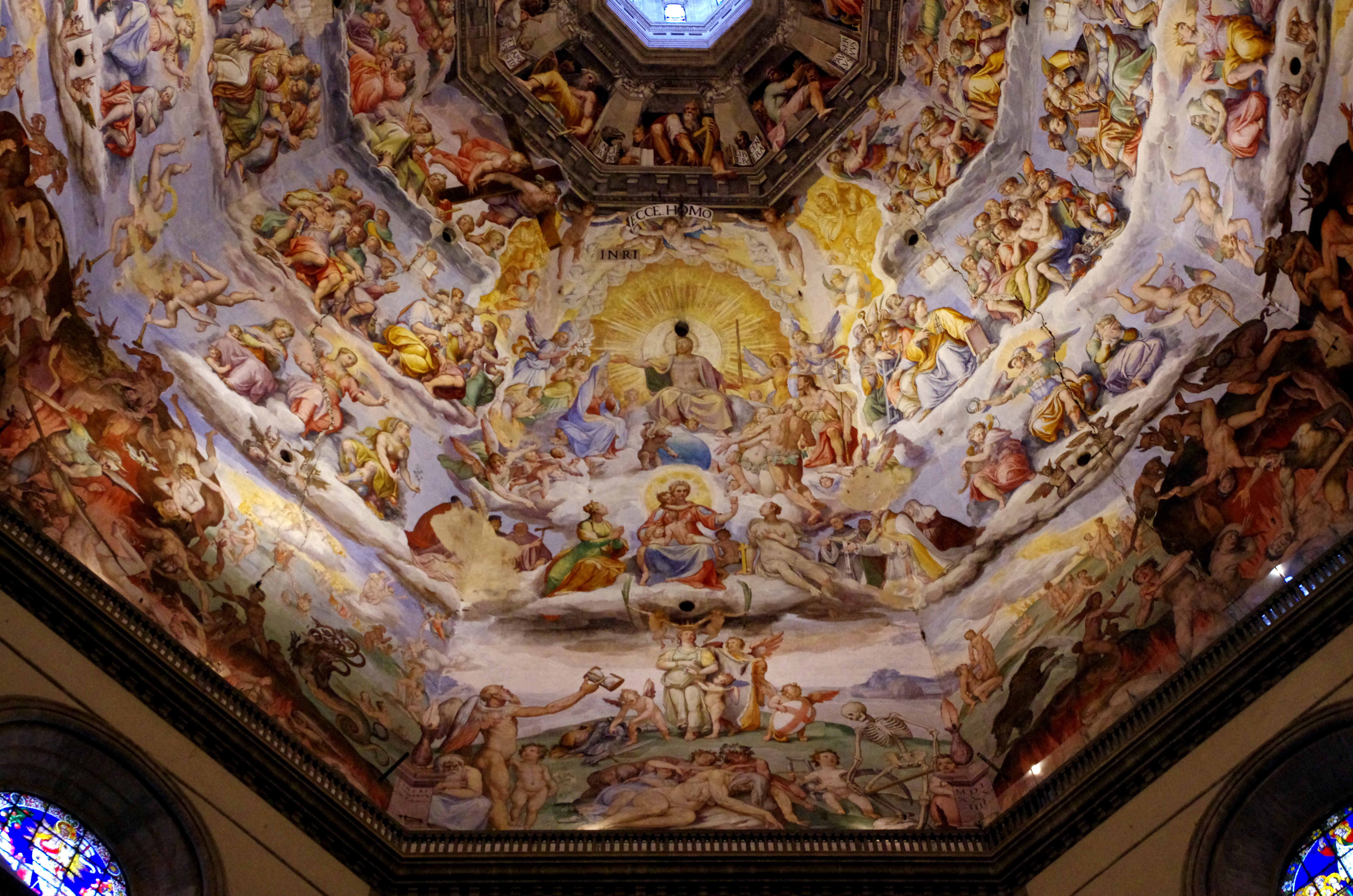
Le vele orientali
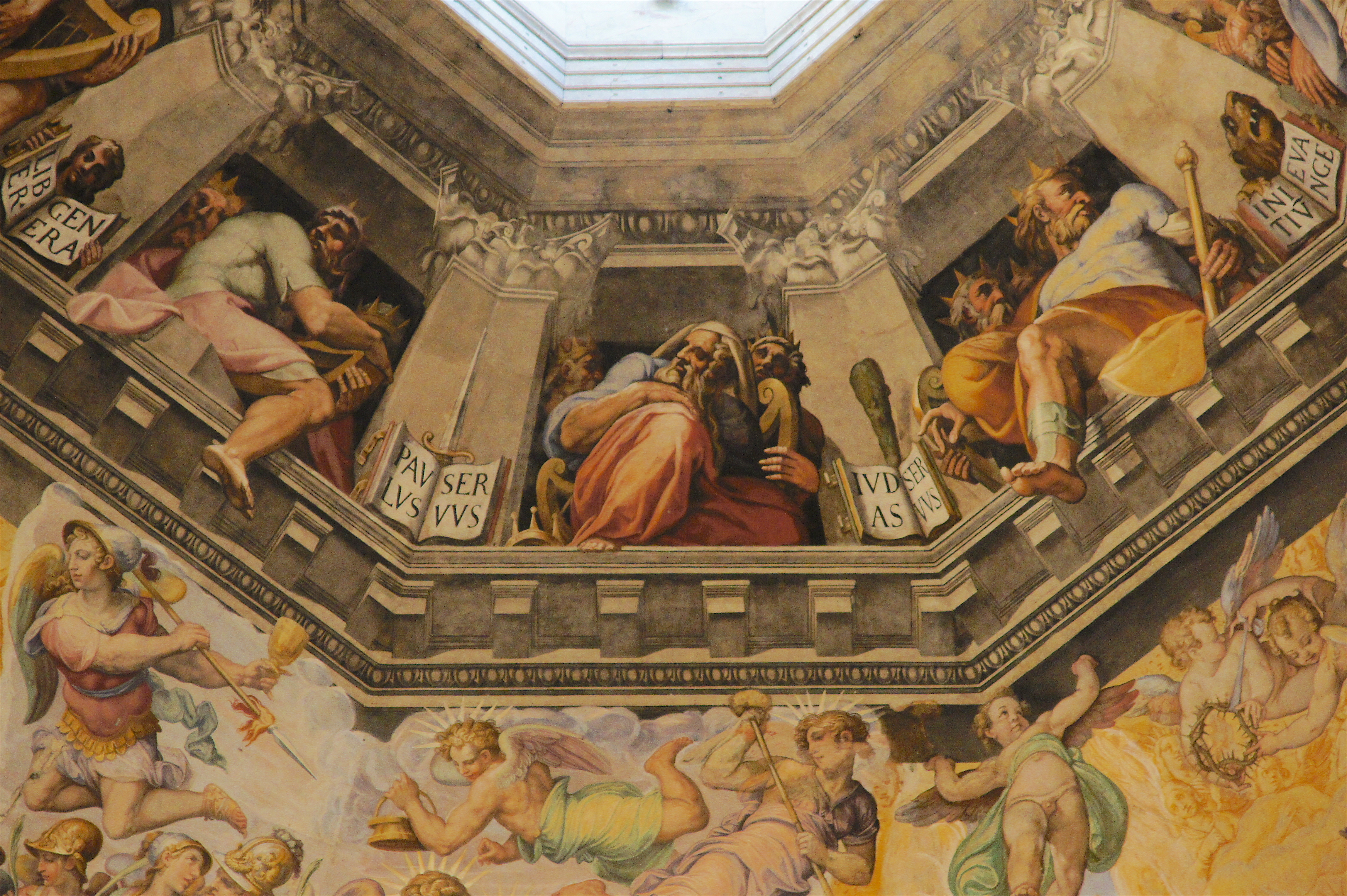
I Vegliardi dell'Apocalisse di Giorgio Vasari
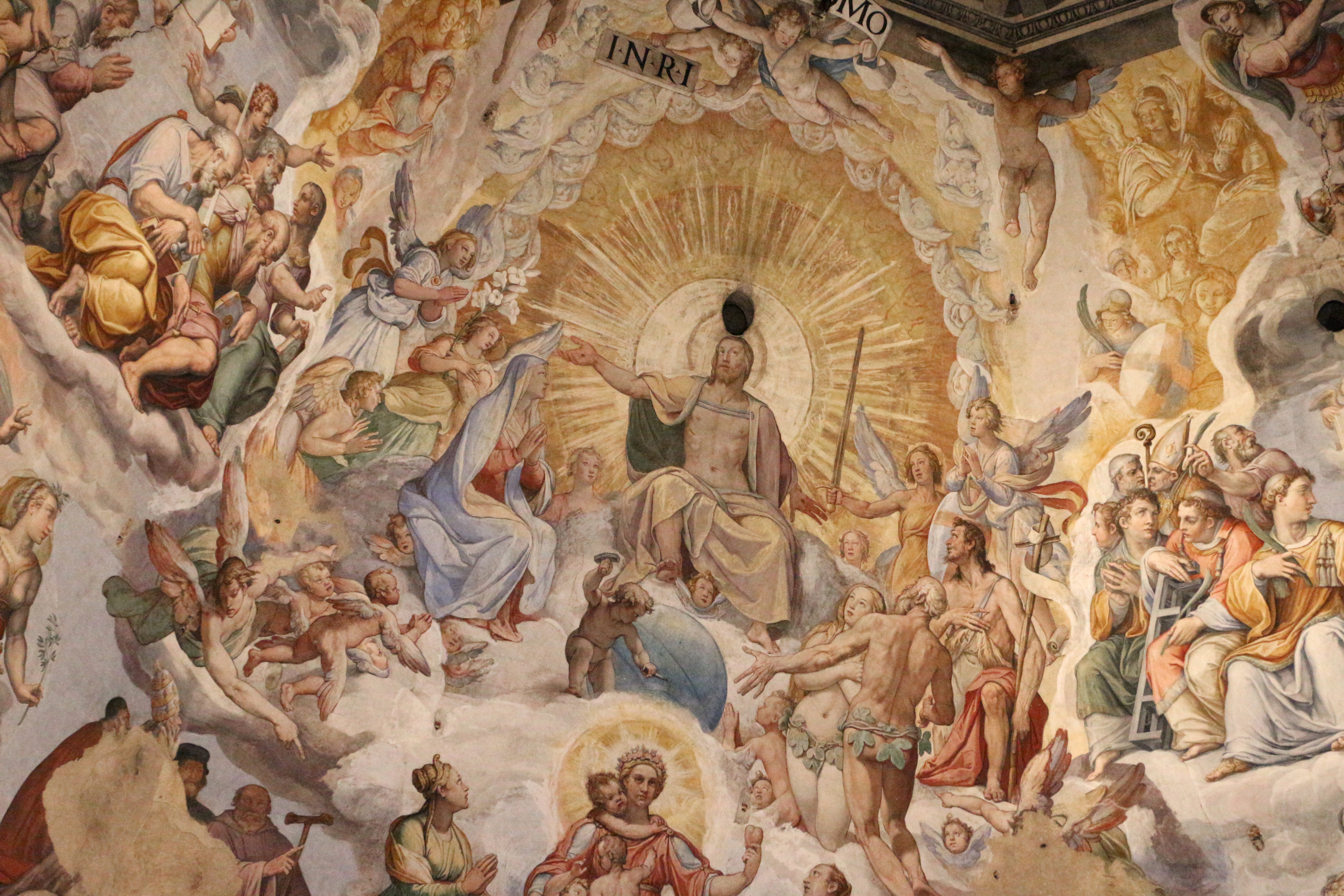
Il Cristo in Trono di Federico Zuccari
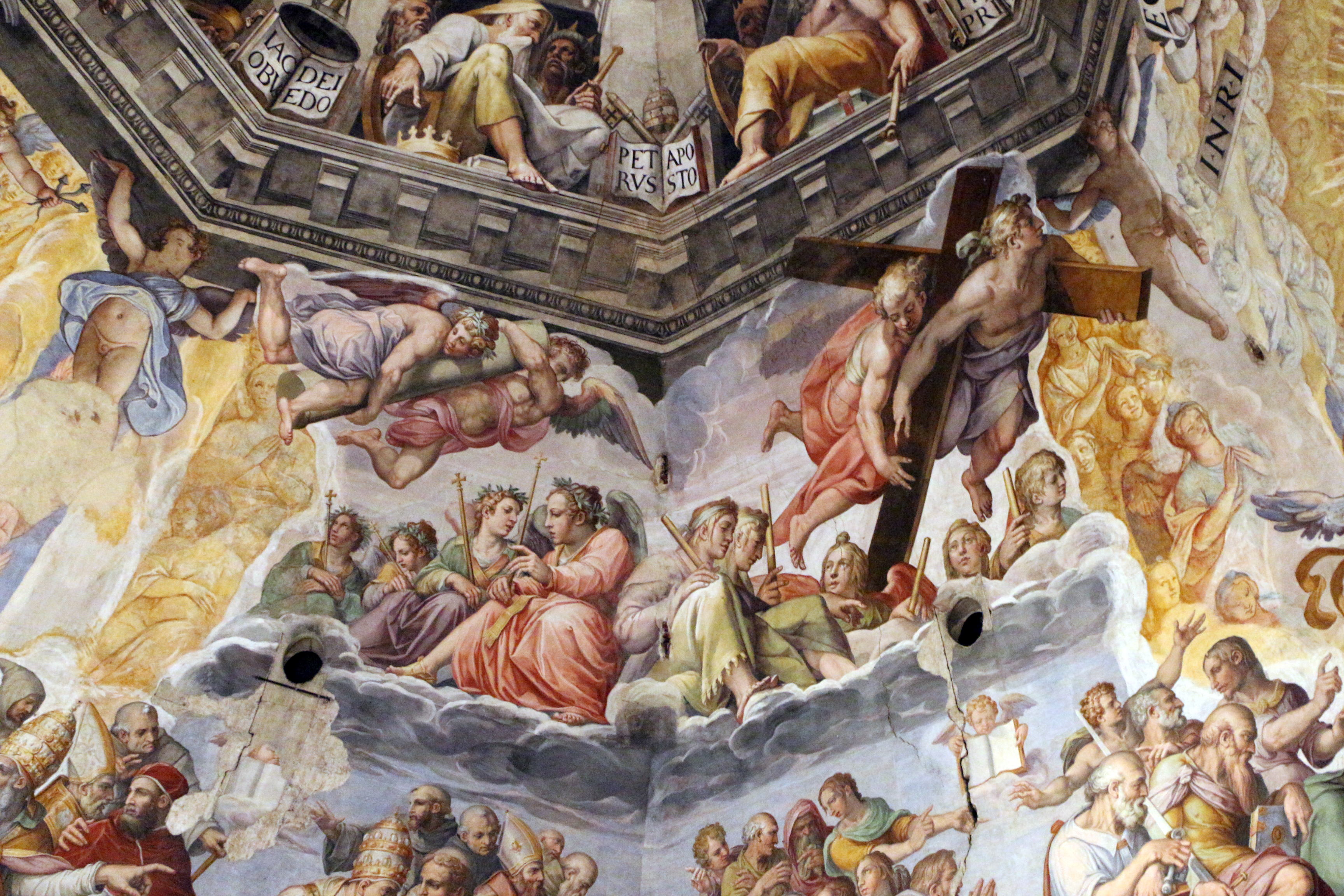
Alcuni Strumenti della Passione (croce e colonna) di Federico Zuccari
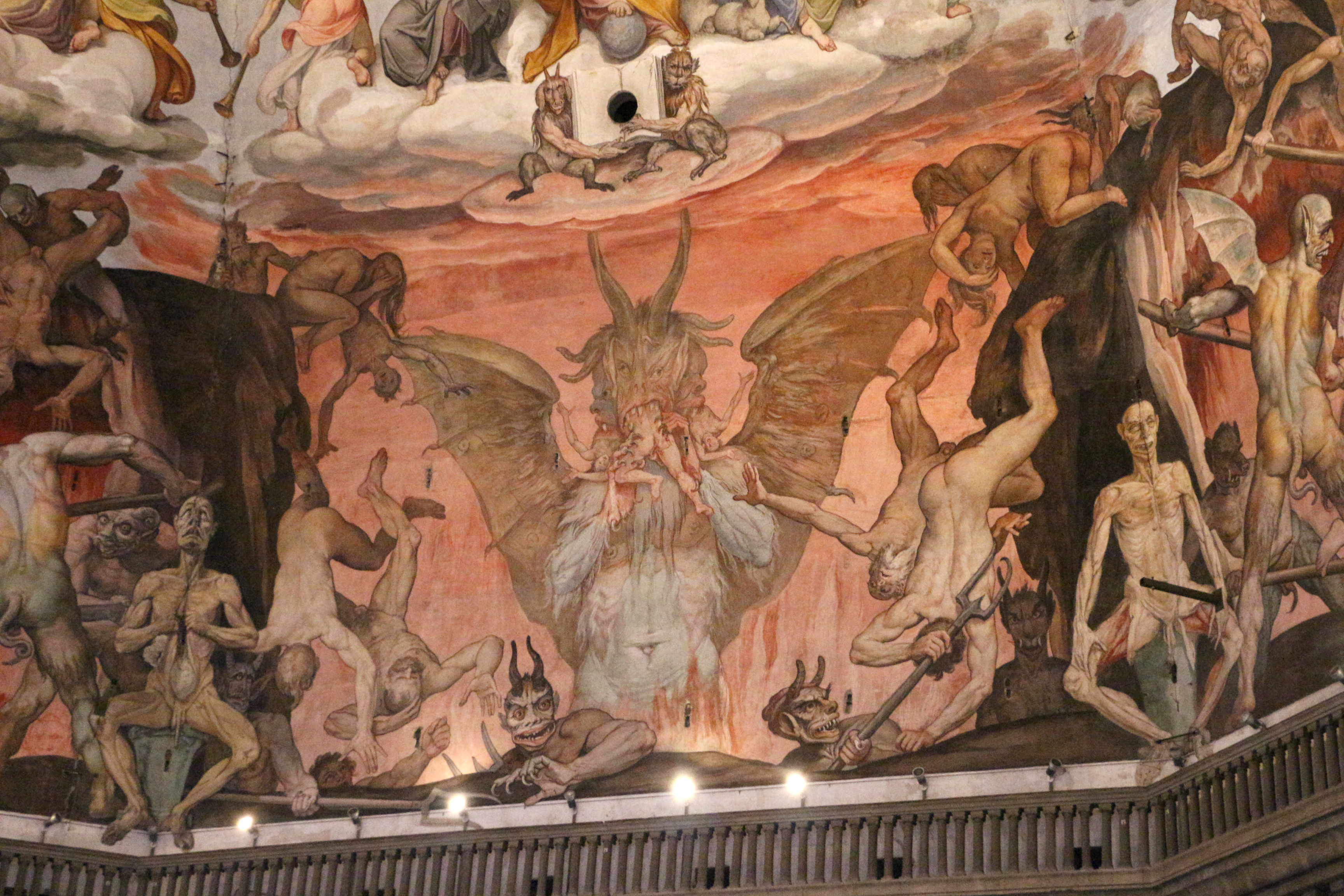
Satana di Federico Zuccari

#### Organi a canne

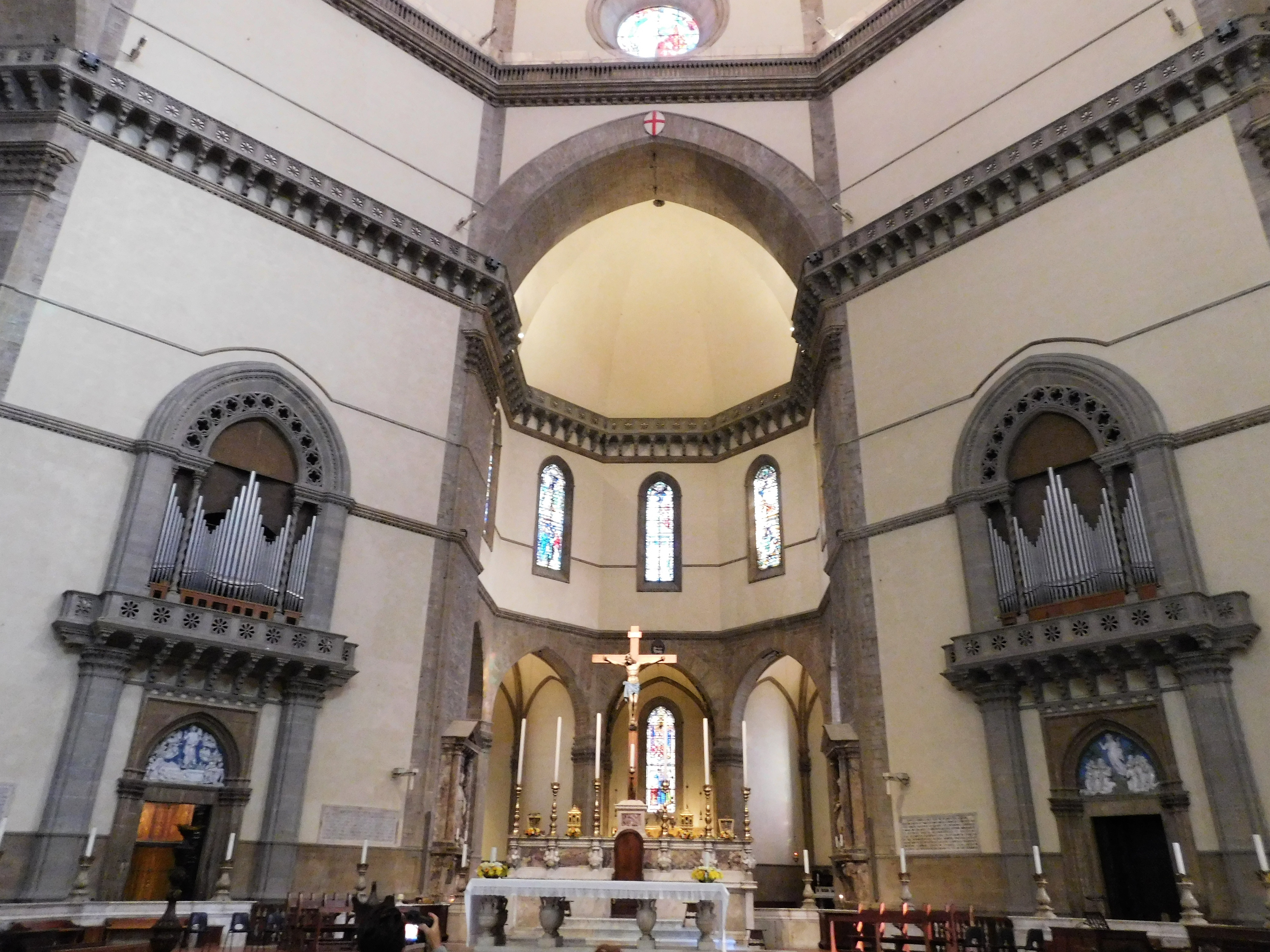
Le due cantorie con il Grand'Organo (a sinistra) e l'Espressivo (a destra) dell'organo

Nella cattedrale, si trova l'organo Mascioni opus 805. Esso venne costruito a partire dal 1961 e più volte ampliato fino a raggiungere le sue attuali caratteristiche.
L'organo è a trasmissione elettronica ed ha 7551 canne per un totale di 128 registri. Lo strumento si compone di più corpi, così distribuiti all'interno della chiesa:
- il Positivo mobile aperto (primo manuale) è generalmente posto sul lato sinistro dell'ottagono;
- il Positivo corale aperto (primo manuale) si trova all'interno del recinto del presbiterio, sulla destra, ed è privo di mostra;
- il Grand'Organo (secondo manuale) si trova sulla cantoria di sinistra;
- l'Espressivo (terzo manuale) si trova sulla cantoria di destra;
- l'organo della cappella (quarto manuale) è costituito dall'organo della cappella di San Jacopo Maggiore, nella tribuna di sinistra, che si compone di due sezioni, una aperta e una espressiva;
- l'Eco (quinto manuale) è costituito dall'organo della cappella di San Matteo, nella tribuna di destra, che si compone di due sezioni, una aperta e una espressiva;
- il Pedale è distribuito fra i vari corpi.

L'organo possiede quattro consolle, tutte indipendenti e mobili: una a cinque manuali, situata al di fuori del coro, e una quattro manuali, situata presso il corpo Positivo corale aperto, che comandano tutti i corpi; una a tre nella cappella di San Jacopo Maggiore; una a due nella cappella dei Santi Simone e Giuda.
Nella cattedrale si trova anche un organo positivo a cassapanca costruito da Nicola Puccini nel 2012 (opera 031), con 5 registri.
Sono attualmente organisti titolari della cattedrale i maestri Daniele Dori e David Jackson.

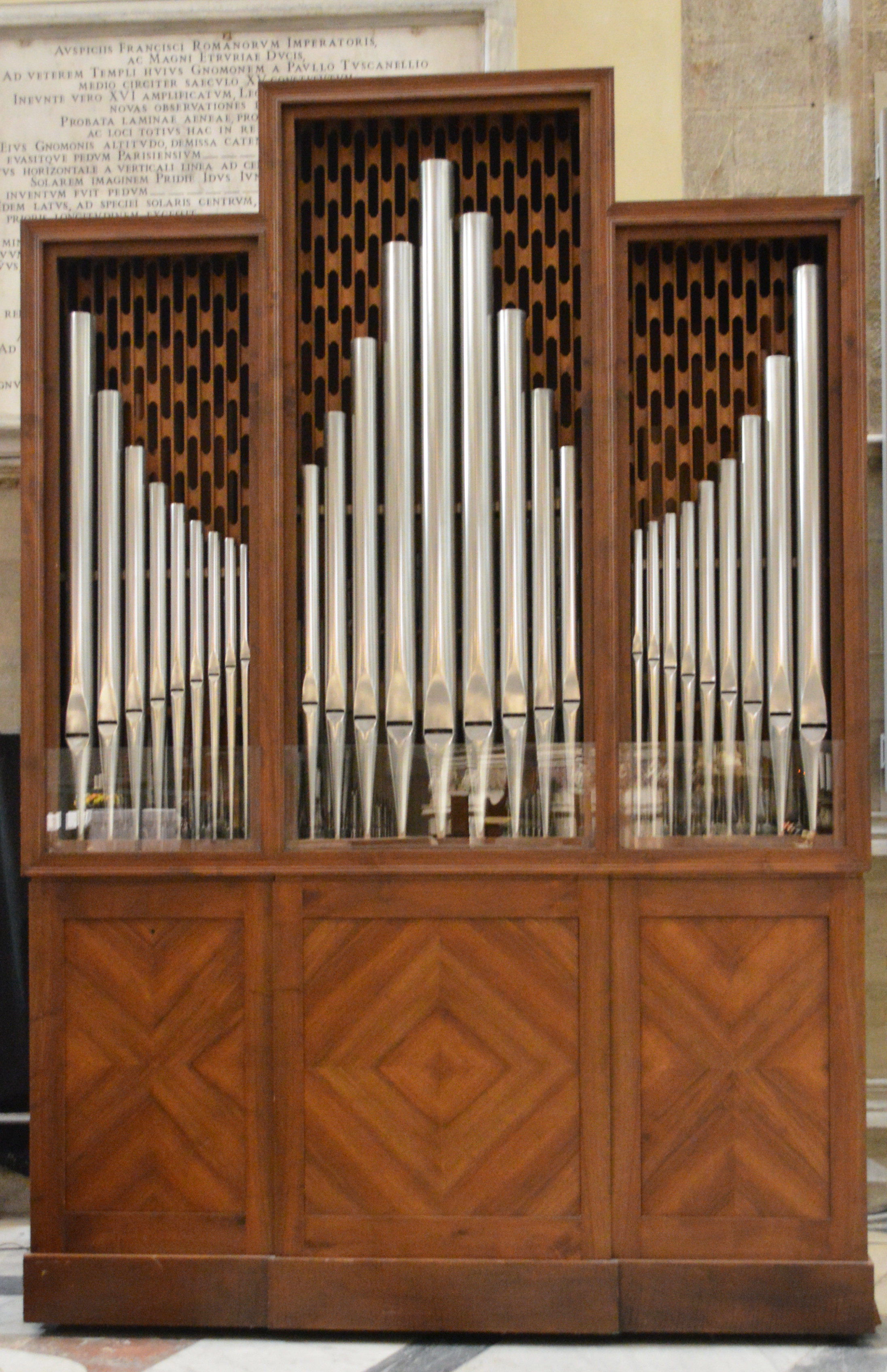
Positivo mobile
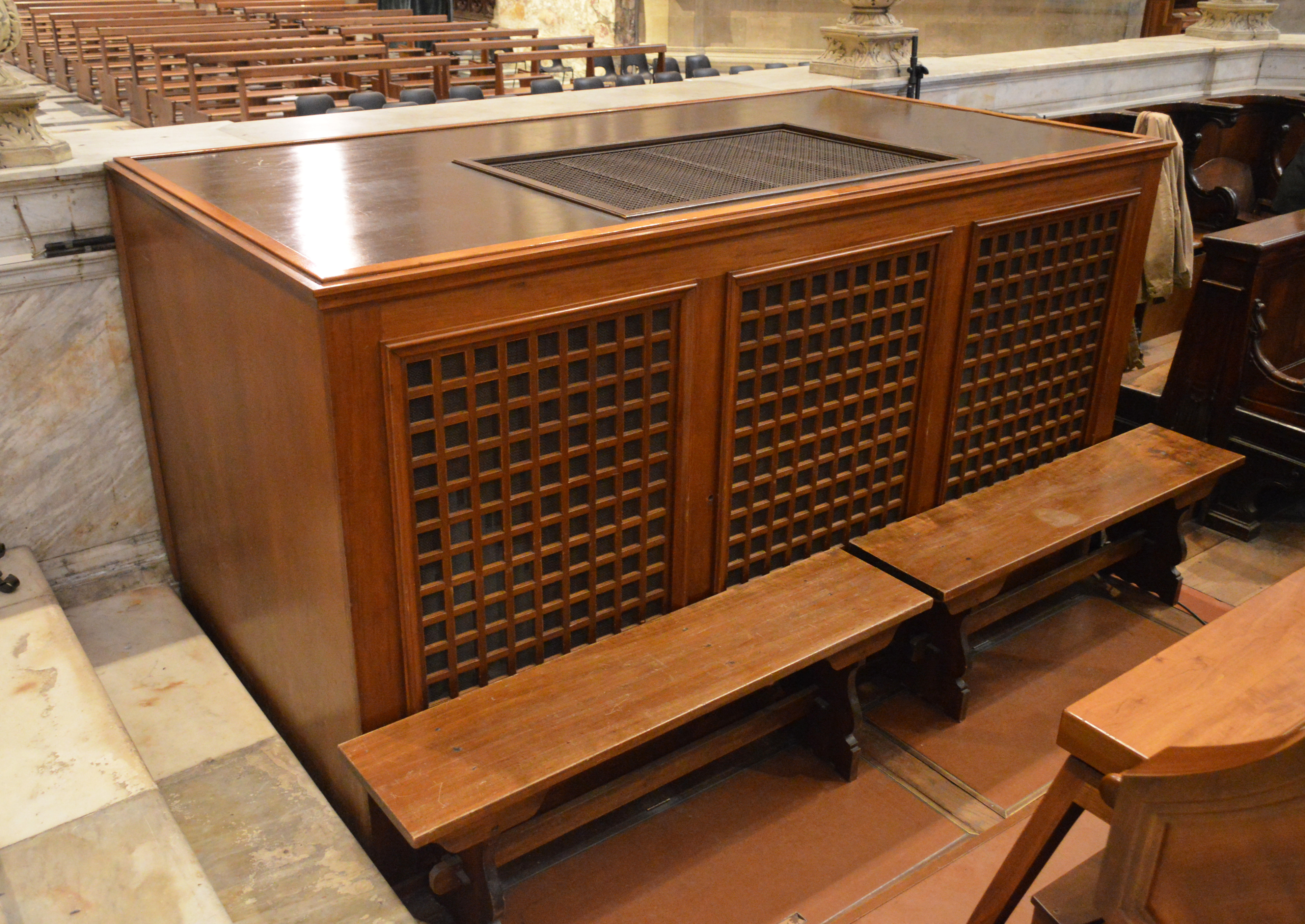
Positivo corale
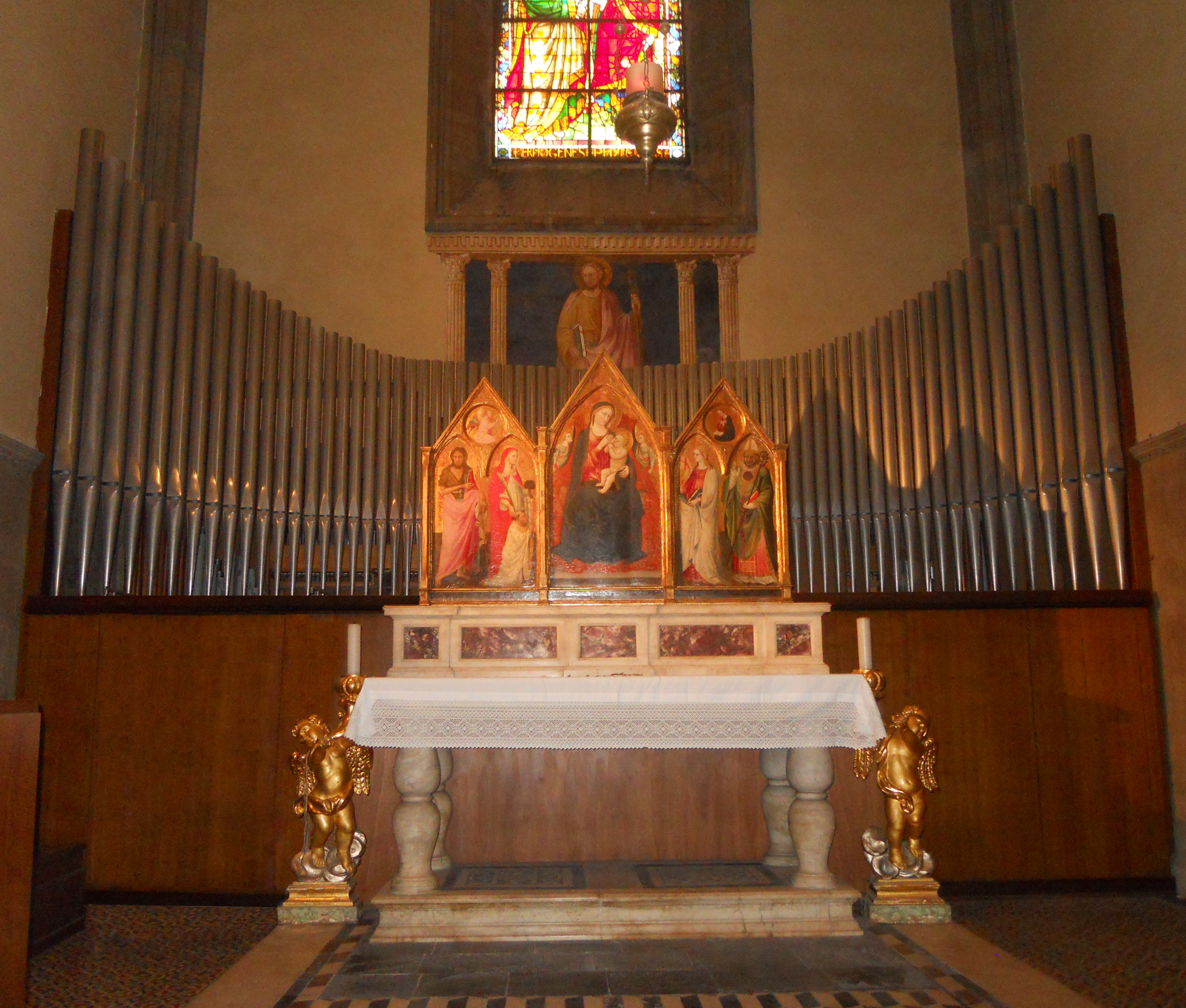
Organo della cappella
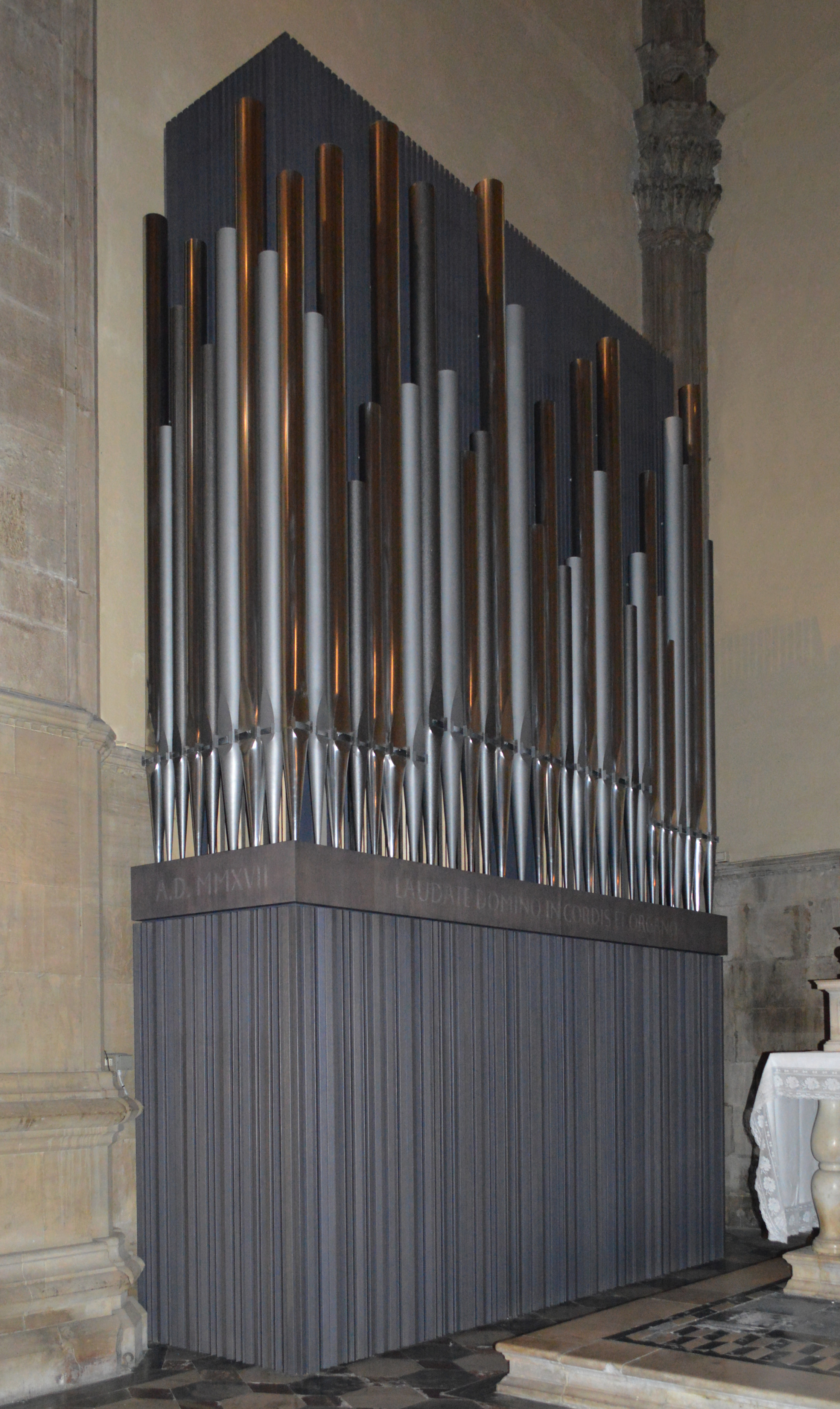
Eco
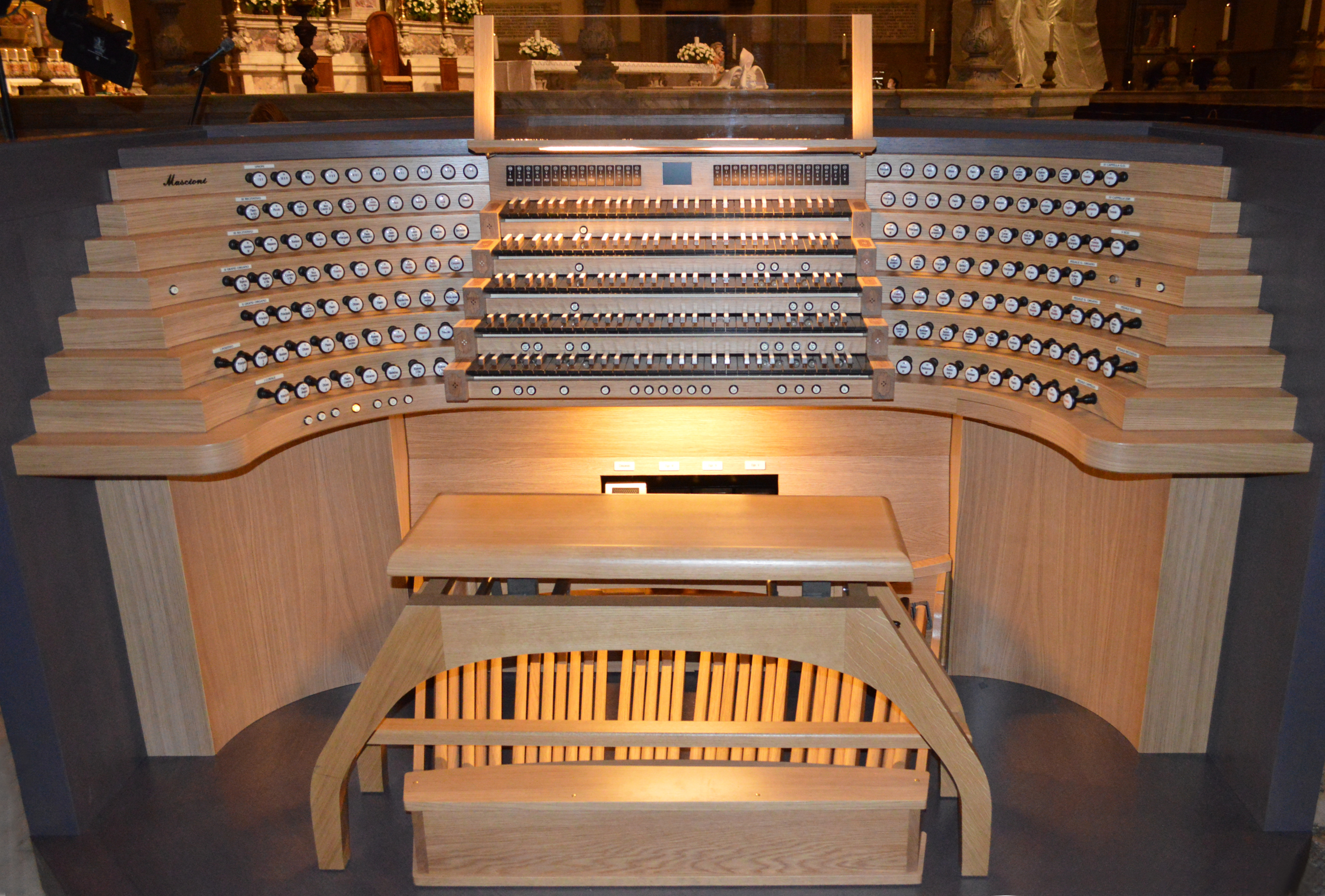
Consolle maggiore
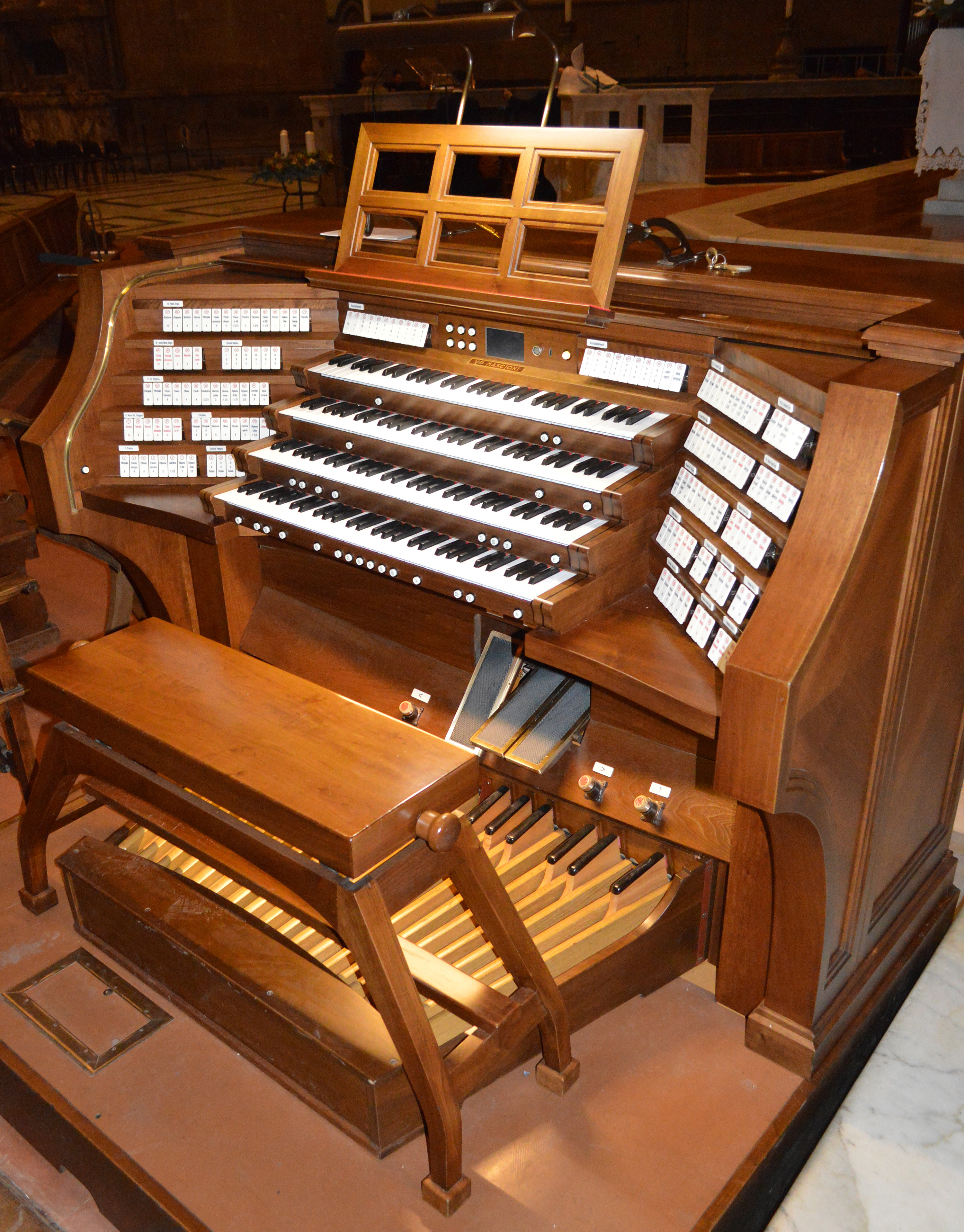
Consolle a quattro manuali
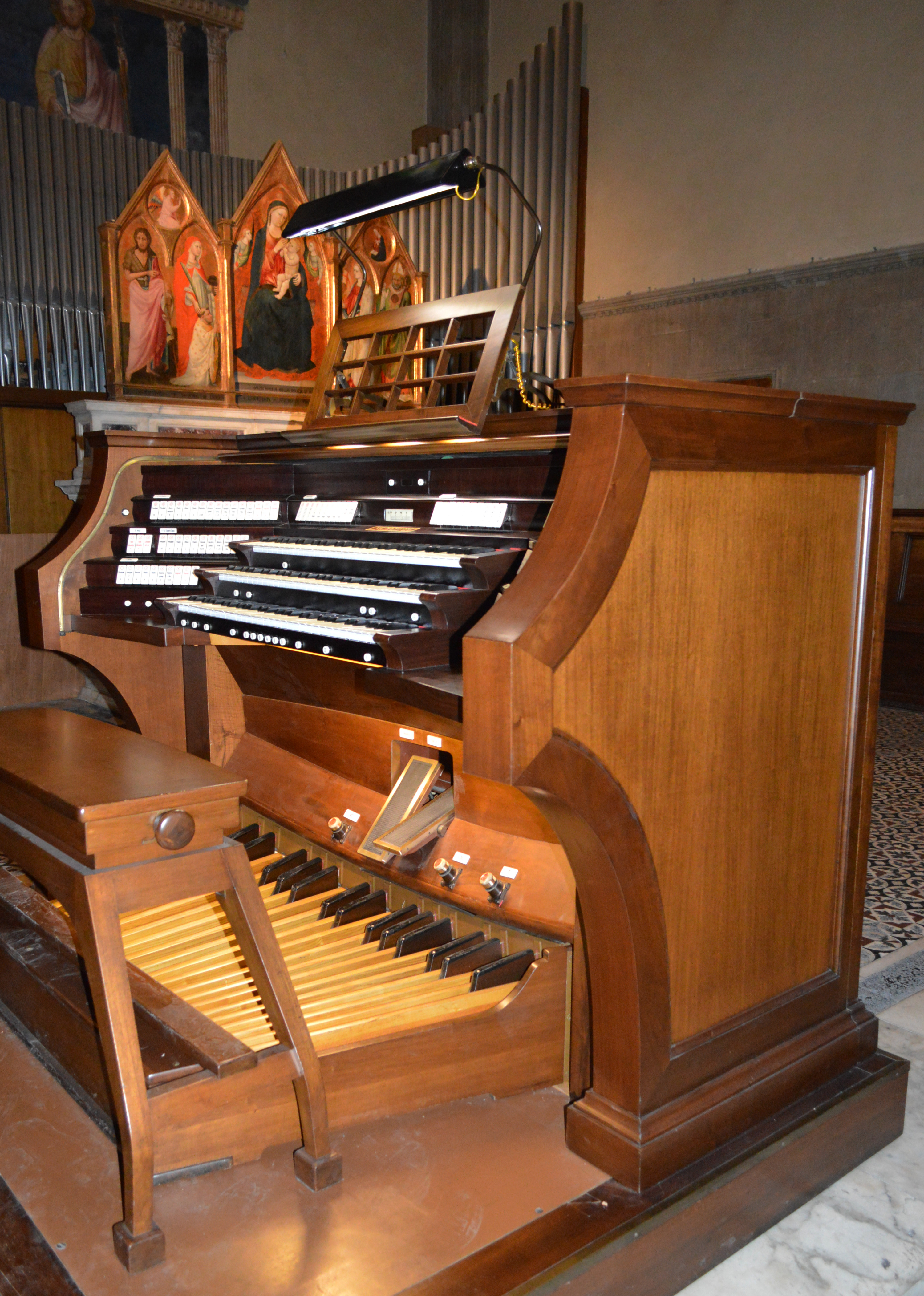
Consolle a tre manuali
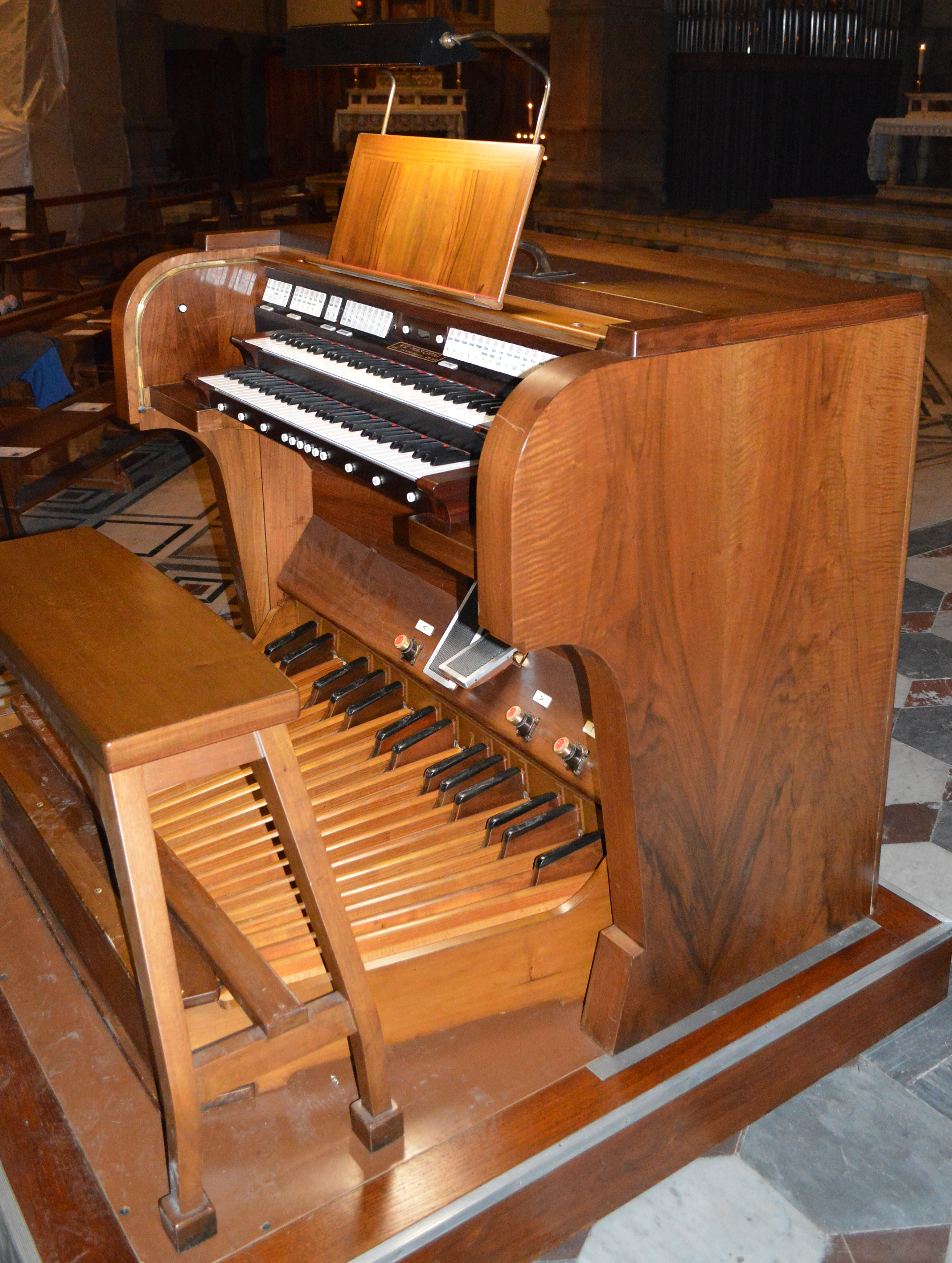
Consolle a due manuali
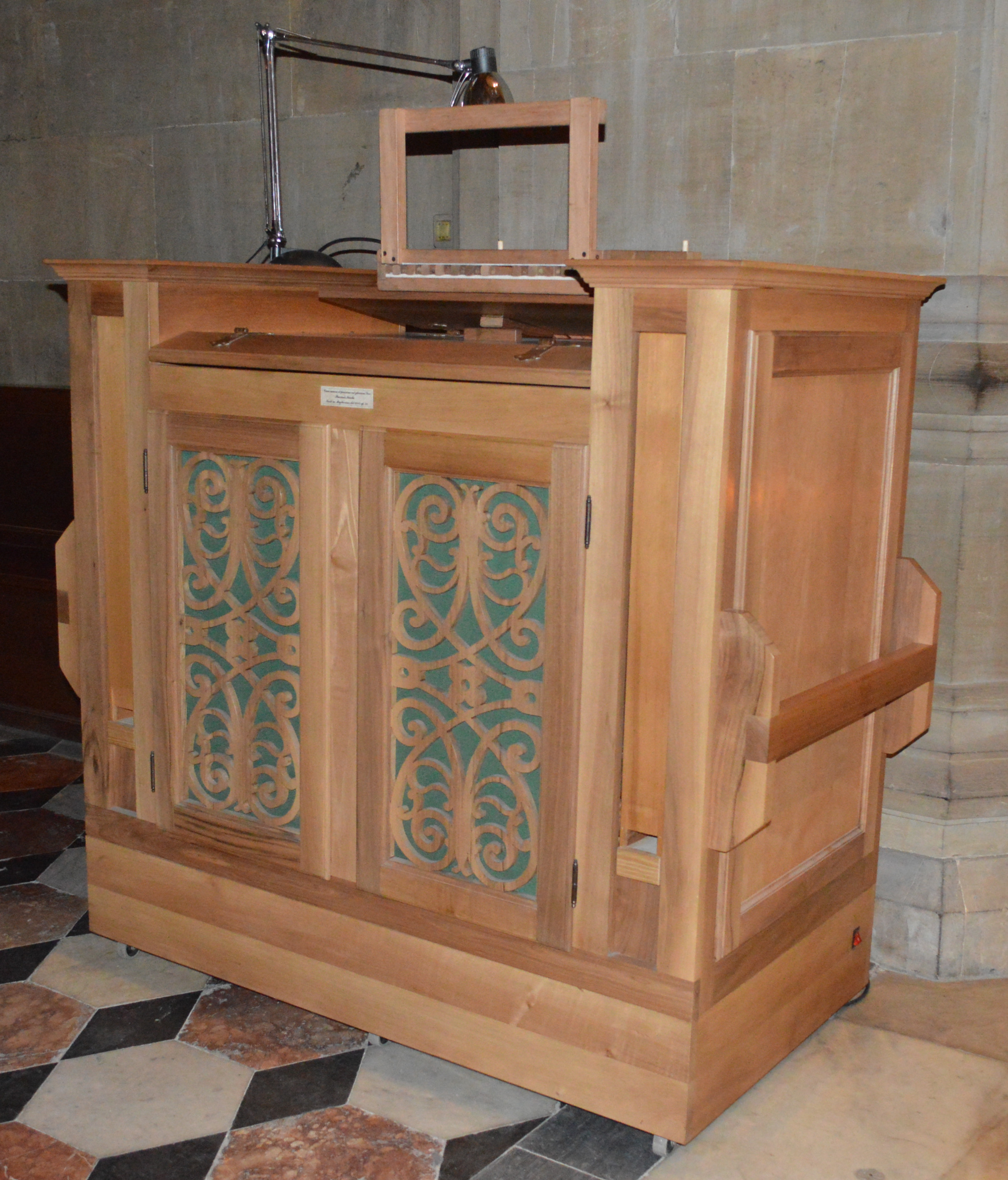
Organo positivo a cassapanca

### Il livello sotterraneo

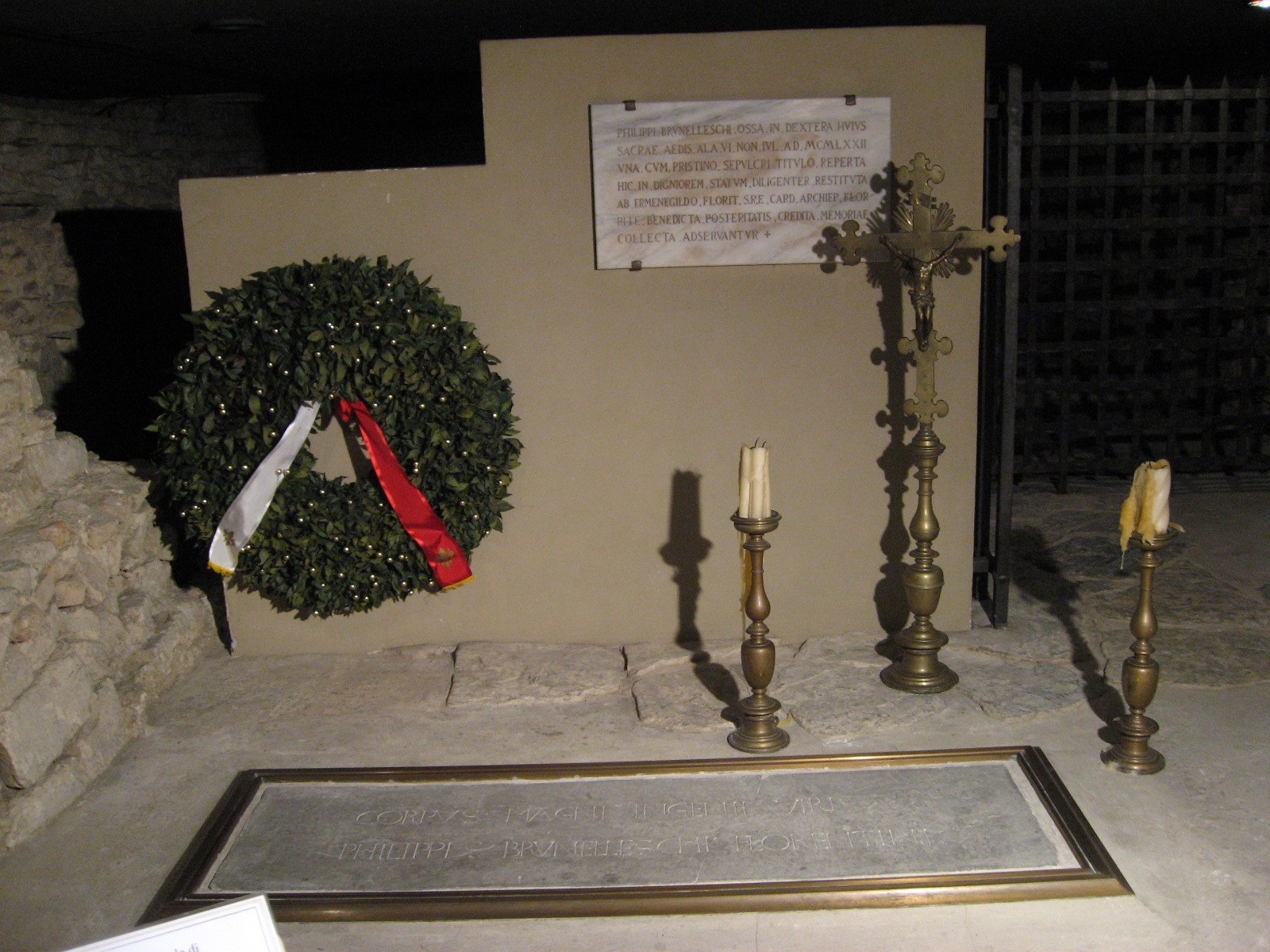
Tomba di Filippo Brunelleschi

Sotto la cattedrale furono realizzati dei difficili lavori di scavo fra il 1965 e il 1974. La zona sotterranea della cattedrale fu usata per la sepoltura dei vescovi fiorentini per secoli. Recentemente è stata ricostruita la storia archeologica di quest'area, dai resti di abitazioni romane, ad una pavimentazione paleocristiana, fino alle rovine della vecchia cattedrale di Santa Reparata. Si accede agli scavi da una scala nella navata sinistra dove, vicino all'entrata, si trova la tomba di Filippo Brunelleschi, a riprova della grande stima dei fiorentini verso il grande architetto della cupola.

## Astronomia in cattedrale
La cupola del Brunelleschi ospita anche uno strumento astronomico per lo studio del sole, rappresentato dal grande gnomone creato da Paolo Toscanelli e restaurato da Leonardo Ximenes. Più di uno gnomone vero e proprio, inteso come asta che proietta un'ombra su una zona illuminata, si tratta di un foro gnomonico presente sulla lanterna ad un'altezza di 90 metri, che dà una proiezione del sole su una superficie in ombra, in questo caso il pavimento della cattedrale.

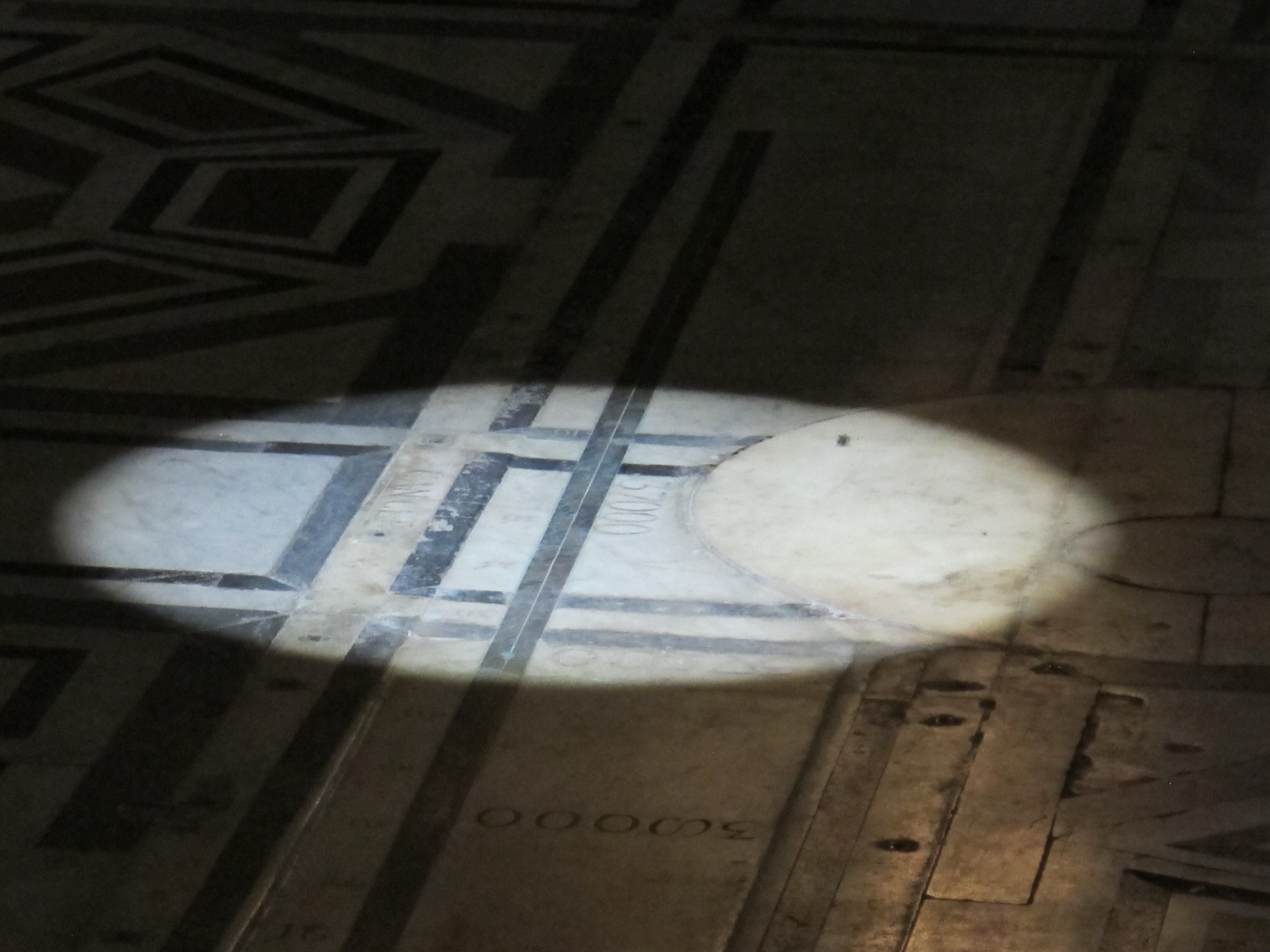
Osservazione del solstizio d'estate, 21 giugno 2012

Uno strumento del genere esisteva anche nel Battistero di San Giovanni già attorno all'anno Mille (il foro è stato poi chiuso), ma nel 1475 l'astronomo Toscanelli approfittò del completamento della cupola per installare una lastra bronzea con un foro circolare di circa 4 centimetri di diametro, che desse un'immagine ottimale dell'astro. Studiando infatti il rapporto tra altezza e diametro del foro si ottenne una vera e propria immagine solare stenopeica, capace di mostrare anche le macchie solari o l'avanzare delle eclissi in corso, oppure il raro passaggio di Venere tra il sole e la terra. L'utilizzo più importante dello gnomone al tempo della sua creazione fu quello di stabilire il solstizio esatto, cioè la massima altezza del sole nel cielo a mezzogiorno durante l'anno e, quindi, la durata dell'anno stesso, osservazioni che porteranno insieme ad altre analoghe rilevazioni, come quella del 1510 ricordata da un disco di marmo nel pavimento della cappella Della Croce nell'abside destra della cattedrale, a convincere papa Gregorio XIII circa la necessità di riformare il calendario, allineando la data solare con quella ufficiale e creando il calendario gregoriano (1582).
Nei secoli successivi, lo strumento ebbe modo anche di essere usato per indagini più ambiziose, come quella promossa dall'astronomo della corte granducale Leonardo Ximenes nel 1754, che si propose di studiare se l'inclinazione dell'asse terrestre variasse nel corso del tempo, una questione molto dibattuta dagli astronomi del tempo. Le sue osservazioni, confrontate con quelle del 1510 furono incoraggianti e, ripetute per più anni, gli permisero di calcolare un valore dell'oscillazione terrestre congruente con quello odierno. Fu lui che tracciò la linea meridiana in bronzo sul pavimento della stessa Cappella dove è presente il disco di Toscanelli. Pochi decenni dopo, però, lo gnomone di Santa Maria del Fiore divenne obsoleto sia per la scoperta di nuove strumentazioni che permettevano osservazioni più precise, con un ingombro ridotto a pochi metri, sia perché ci si accorse che le misurazioni erano influenzate dai piccoli movimenti della cupola dovuti alla temperatura esterna.
La rievocazione di tali osservazioni ha un carattere prettamente storico e spettacolare, ed ha luogo ogni anno il 21 giugno alle 12.00 ora solare (le 13.00 da quando è in vigore l'ora legale).

## Confraternite
Nella grande chiesa e nei suoi annessi si riunirono (soprattutto nei sotterranei) nel tempo molte Compagnie o confraternite. Tra le più importanti ci fu la Compagnia di San Zanobi.

## Opere già in Duomo

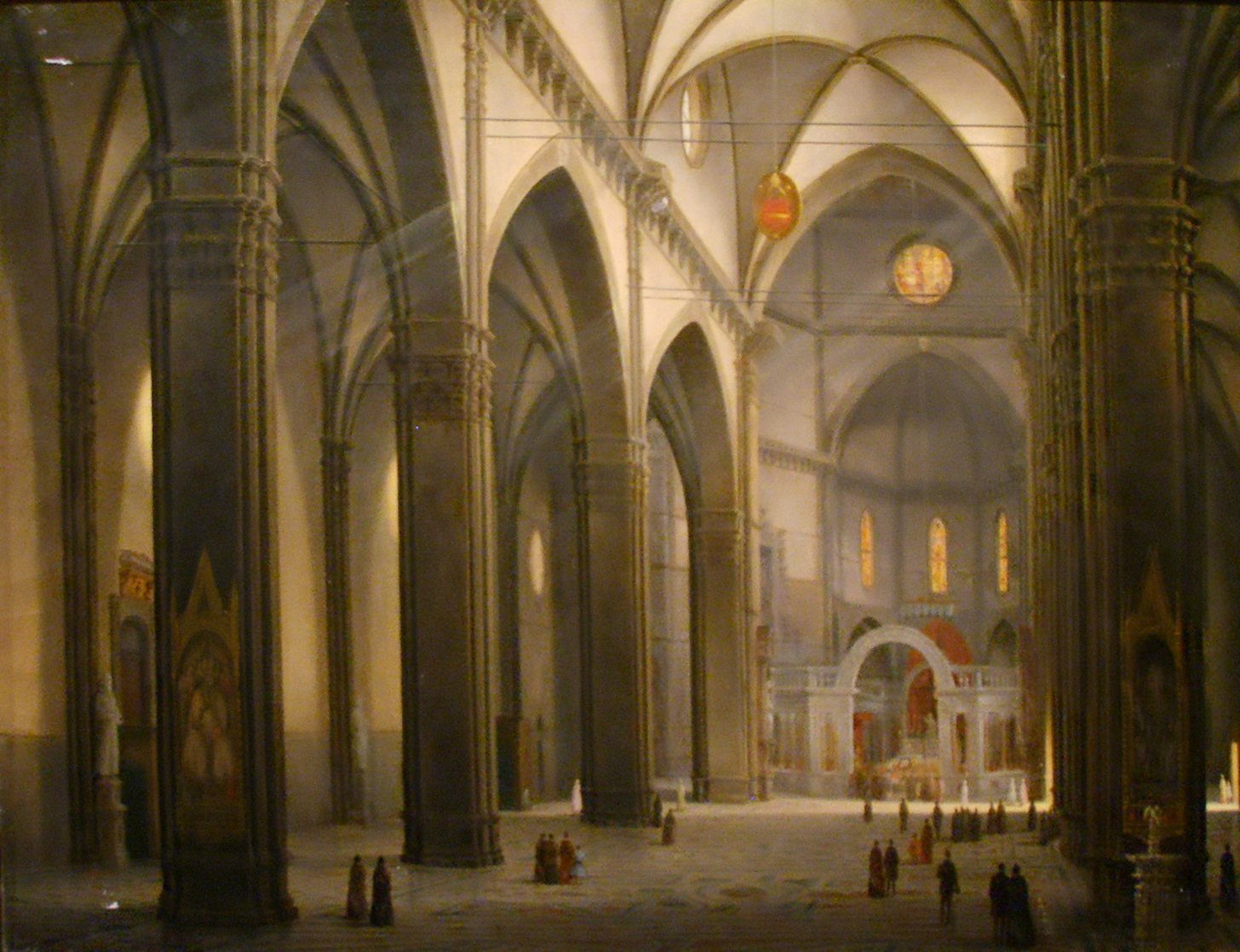
L'interno del Duomo prima del restauro (si noti il coro del Bandinelli), Fabio Borbottoni (1820-1902)

Tra parentesi le attuali collocazioni
- Arnolfo di Cambio
  - Statua di Bonifacio VIII, (Museo dell'Opera del Duomo di Firenze)
  - Madonna dagli occhi di vetro, (Museo dell'Opera del Duomo di Firenze)
  - Madonna della Natività, (Museo dell'Opera del Duomo di Firenze)
  - Dormitio Virginis, (Bode-Museum di Berlino)
- Donatello
  - David marmoreo, (Bargello)
  - Profeta imberbe, (Museo dell'Opera del Duomo di Firenze)
  - Profeta pensieroso, (Museo dell'Opera del Duomo di Firenze)
  - Profetino, (Museo dell'Opera del Duomo di Firenze)
  - Sacrificio di Isacco, (Museo dell'Opera del Duomo di Firenze)
  - Cantoria, (Museo dell'Opera del Duomo di Firenze)
  - Putti reggicandela, (Museo Jacquemart-André di Parigi)
  - Geremia, (Museo dell'Opera del Duomo di Firenze)
  - San Giovanni Evangelista, (Museo dell'Opera del Duomo di Firenze)
  - Zuccone, (Museo dell'Opera del Duomo di Firenze)
- Nanni di Banco
  - Profetino, (Museo dell'Opera del Duomo di Firenze)
  - San Luca, (Museo dell'Opera del Duomo di Firenze)
- Luca della Robbia, Cantoria, (Museo dell'Opera del Duomo di Firenze)
- Baccio Bandinelli, Adamo ed Eva, (Museo del Bargello)
- Michelangelo, Pietà dell'Opera del Duomo, (Museo dell'Opera del Duomo di Firenze)